# Museu de Belles Arts de Budapest
El Museu de Belles Arts de Budapest (en hongarès: Szépművészeti Múzeum) és un museu ubicat a la plaça dels Herois de Budapest, la capital d'Hongria, afrontat a la Galeria d'Art.
Va ser erigit amb plànols d'Albert Schickedanz i Fülöp Herzog en un estil eclèctic dins el neoclassicisme, entre 1900 i 1906. La col·lecció del museu està formada per art internacional, a més de l'hongarès, i inclou tots els períodes de l'art europeu, amb un patrimoni de més de 100.000 obres. La col·lecció està composta per l'addició de diverses col·leccions més antigues, com les del castell de Buda, el patrimoni Esterházy de Galántha i el Zichy, així com donacions de col·leccionistes individuals. La institució va celebrar el seu centenari el 2006.

## Departaments del museu

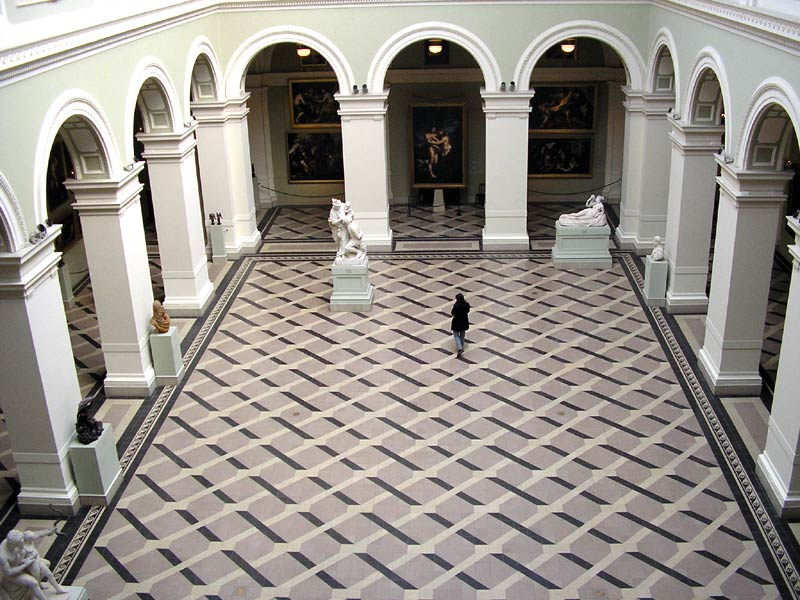
Una de las sales del museu

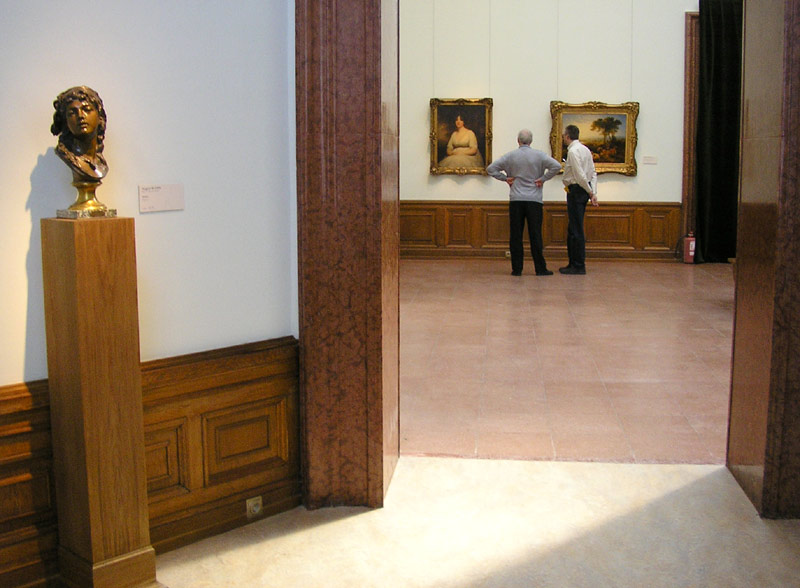
Galeria de pintura antiga

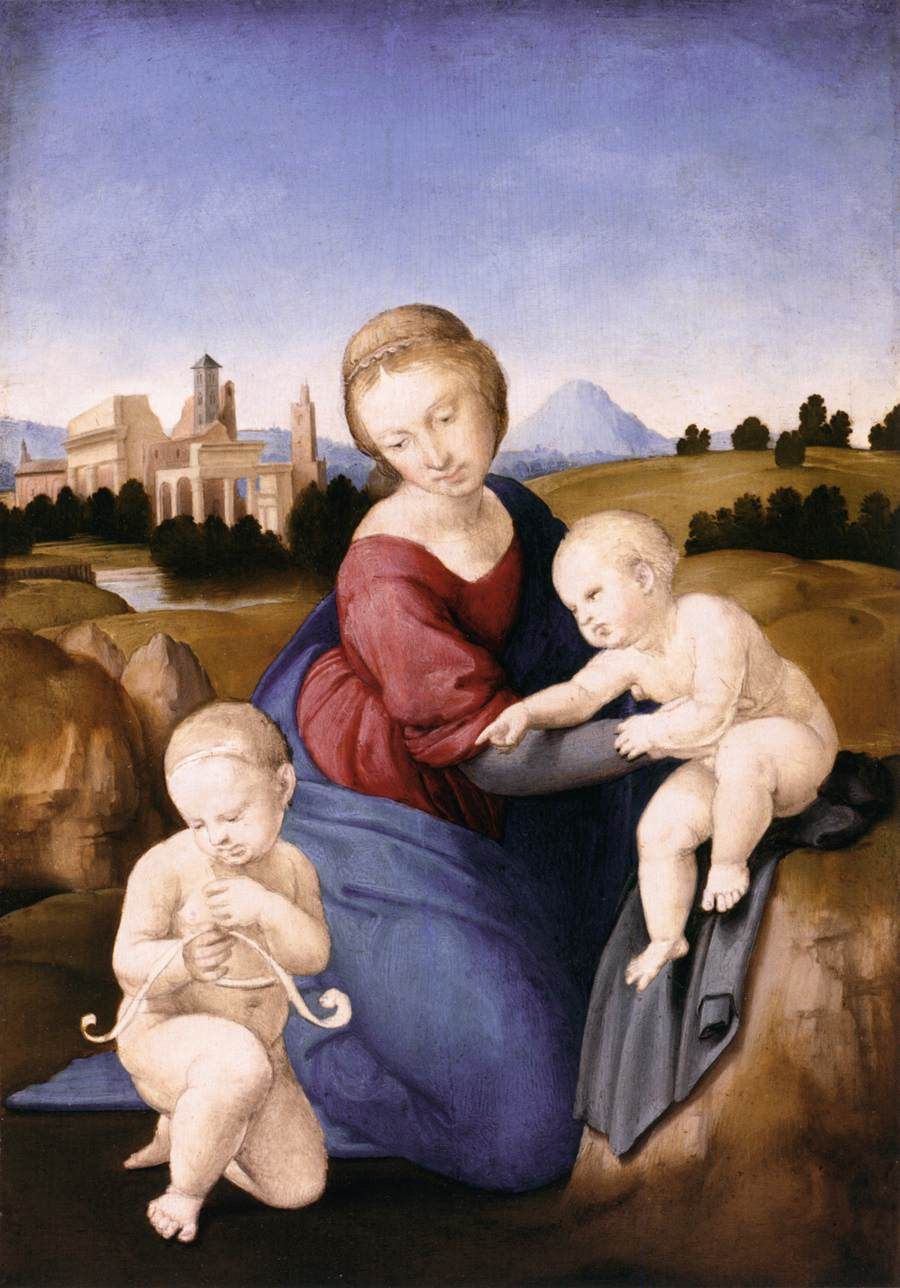
La Mare de Déu d'Esterhazy de Rafael

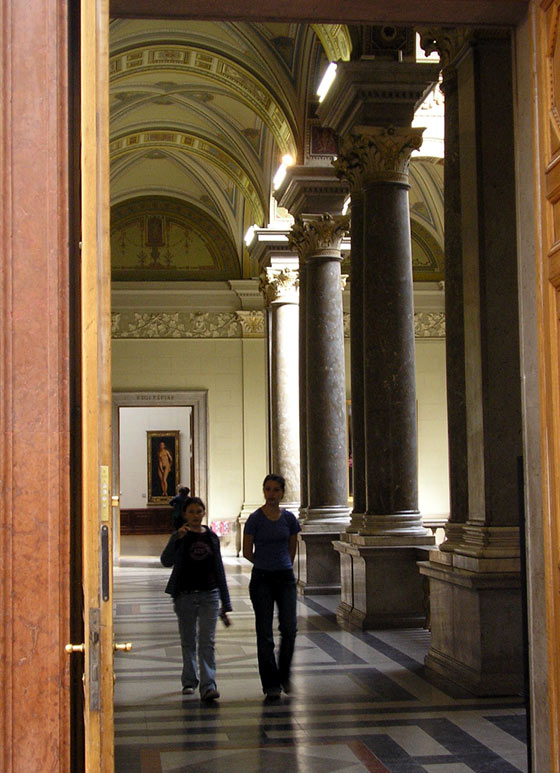
Passadís del museu

La col·lecció del museu està divideix en sis departaments: egipci, antic, galeria d'escultura antiga, galeria de pintura antiga, col·lecció moderna i col·lecció gràfica.
Art egipciLa galeria té la segona col·lecció d'art egipci més gran de l'Europa central. Comprèn un nombre de col·leccions adquirides per l'egiptòleg hongarès Eduard Mahler durant els anys 1930. Excavacions posteriors en territori egipci han augmentat la col·lecció. Algunes de les peces més interessants són els sarcòfags de mòmia pintats.
Col·lecció antigaEl nucli de la col·lecció es va formar amb peces adquirides per Paul Arndt, un classicista de Múnic. L'exposició inclou principalment obres de l'antiga Grècia i Roma. La peça més destacada és l'estàtua de marbre del segle iii titulada el ballarí de Budapest. Les col·leccions xipriota i micènica també destaquen, així com les ceràmiques i els bronzes.
Pintures antiguesEl desenvolupament de la pintura europea dels segles XIII al XVIII està representat per unes tres mil peces. El nucli de la col·lecció prové de les adquisicions del patrimoni dels Esterhazy. La col·lecció es divideix en art italià, alemany, neerlandès, flamenc, francès, anglès i espanyol. Entre les obres més destacades cal esmentar la Mare de Déu de Esterhazy de Rafael, diverses pintures destacades de Sebastiano del Piombo, una «Nativitat» de Bronzino, un Autoretrat de Dürer, La predicació de sant Joan Baptista de Pieter Brueghel el Vell, i altres obres de pintors reconeguts com Rembrandt, Poussin, Giambattista Pittoni, i Giambattista Tiepolo, amb el Sant Jaume el Major derrotant els moros. A l'anomenada Galeria Moderna s'exhibeixen il·lustres exemples del segle xix francès, des de Delacroix fins a obres de Toulouse-Lautrec i Cézanne. La col·lecció de pintura espanyola és possiblement la millor d'Europa de l'Est, juntament amb la de l'Ermitage. Inclou exemples medievals de l'àrea valenciana, i obres d'El Greco, Luis Tristán, Velázquez, Zurbarán, José de Ribera, Juan Carreño de Miranda i una nodrida presència de pintures de Goya.
Escultura antigaLa principal secció de la col·lecció està dedicada a peces que van des de l'edat mitjana fins al segle xvii. Es basa en la col·lecció italiana de Karoly Pulszky i la col·lecció de bronzes de Istvan Ferenczy. D'aquesta última prové un dels tresors més preuats, una Petita estàtua eqüestre de Leonardo da Vinci. Una sèrie d'escultures en fusta posen en relleu la secció d'art alemany i austríac.
Arts gràfiquesLa col·lecció mostra una selecció de peces seleccionades de la seva àmplia col·lecció, amb uns 10.000 dibuixos i 100.000 gravats, principalment provinents de les adquisicions dels Esterhazy, Istvan Delhaes i Pal Majovsky. Tots els períodes d'art gràfic europeu estan molt ben representats, amb dibuixos, gravats i aiguaforts. Entre les peces destaquen caps de guerrers de Leonardo da Vinci, quinze dibuixos de Rembrandt, dues-centes peces de Goya i aiguatintes franceses.
Galeria modernaLa col·lecció del museu d'art dels segles xix i xx és menys significativa que les que es troben en altres departaments; és una col·lecció formada més recentment. El gruix de la pintura prové de l'època biedermeier i de l'art francès. D'aquest últim hi ha representants del període romàntic (Eugène Delacroix), l'escola de Barbizon (Camille Corot, Gustave Courbet) i impressionisme (Edouard Manet, Claude Monet, Camille Pissarro, Pierre-Auguste Renoir, Henri de Toulouse-Lautrec). Hi ha una gran col·lecció d'escultures d'Auguste Rodin i Constantin Meunier.
Museu VasarelyVictor Vasarely el famós artista hongarès, va donar una part significativa de les seves obres a la galeria, que han trobat allotjament permanent fora dels murs de la galeria, a la mansió Zichy, a Óbuda. L'ala de dues plantes de l'edifici és coneguda com el museu Vasarely i és l'únic d'aquest tipus a l'Europa de l'Est.

## Directors del museu
- 1906-1914 Ernő Kammerer
- 1914-1935 Elek Petrovics
- 1935-1944 Dénes Csánky
- 1949-1952 Imre Oltványi
- 1952-1955 Ferenc Redő
- 1956-1964 Andor Pigler
- 1964-1984 Klára Garas
- 1984-1991 Ferenc Merényi
- 1991-2004 Miklós Mojzer
- 2004- László Baán

## Galeria d'obres rellevants

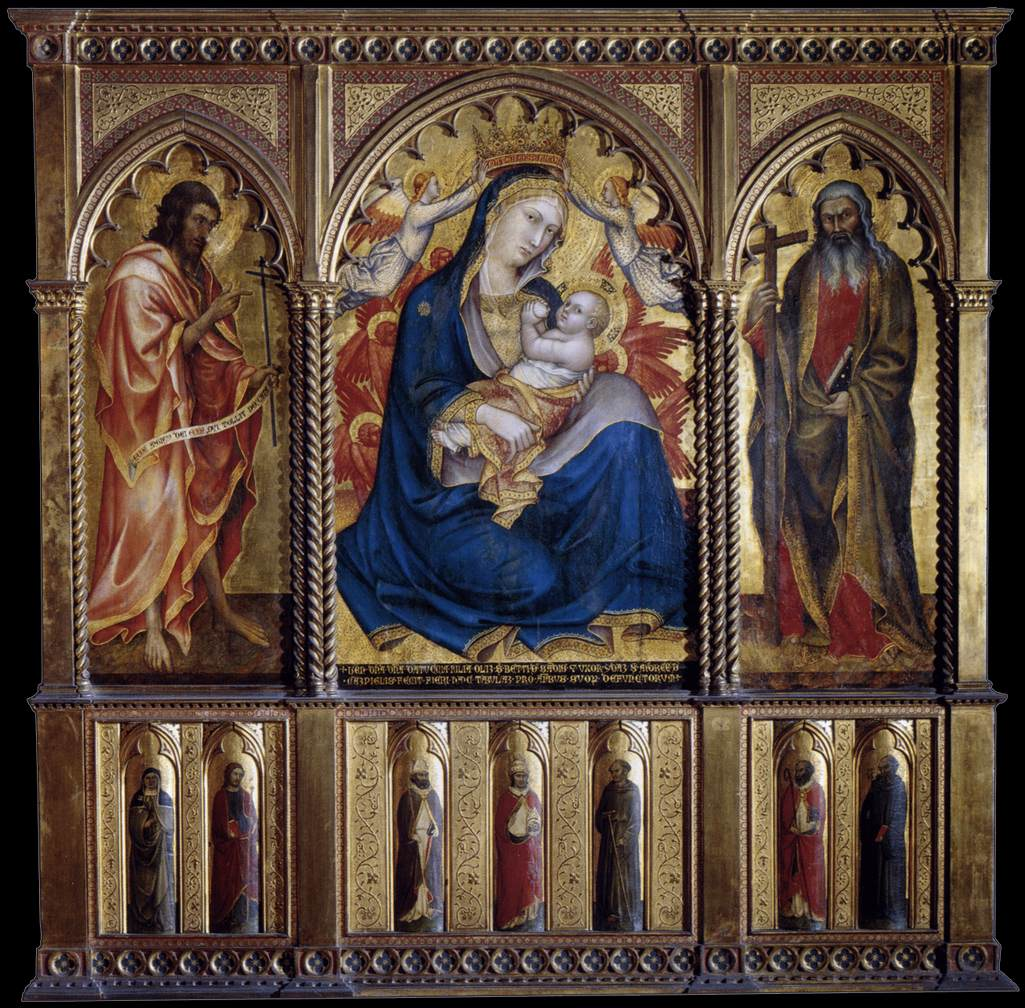
Taddeo di Bartolo
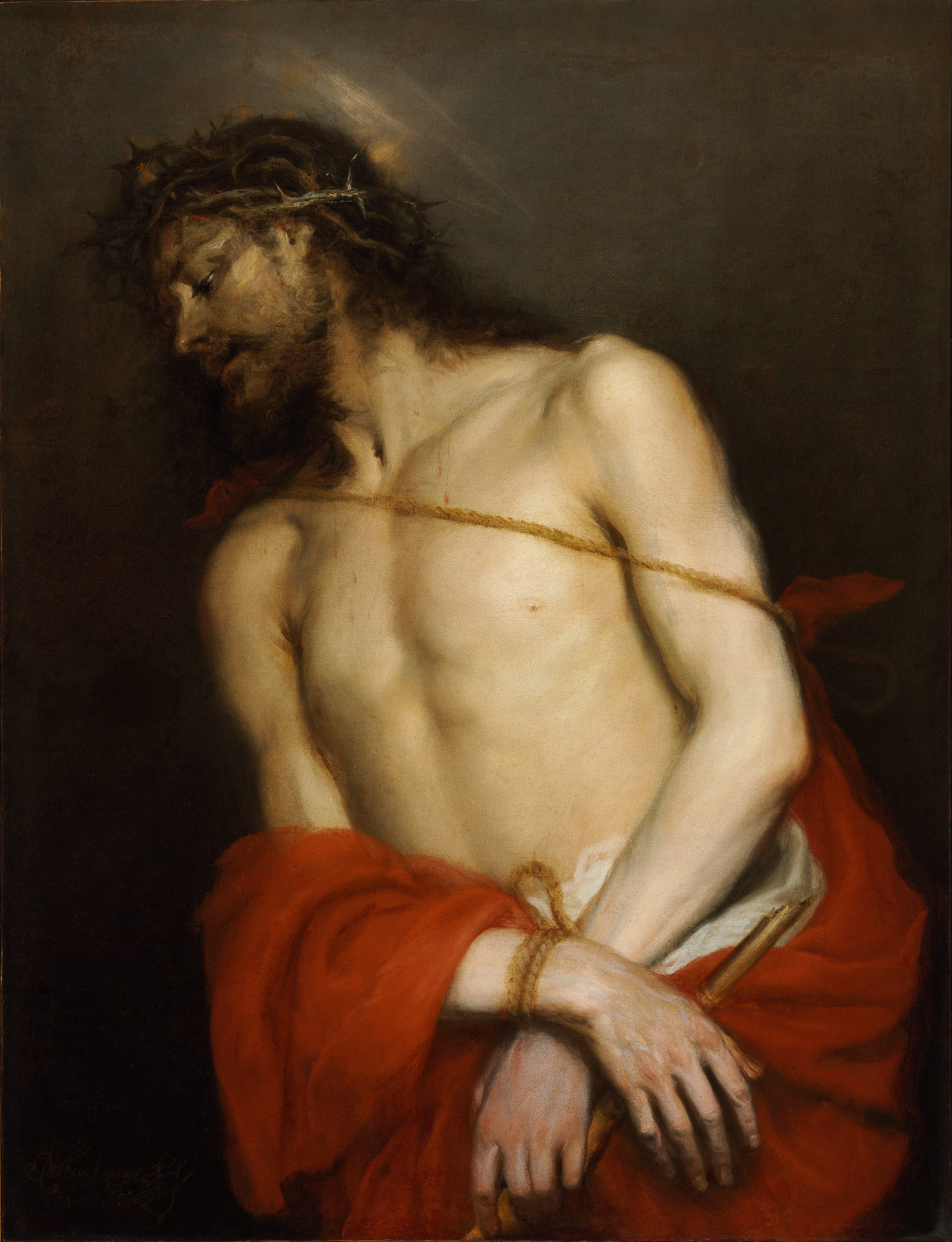
Anònim espanyol, del mestre de Budapest
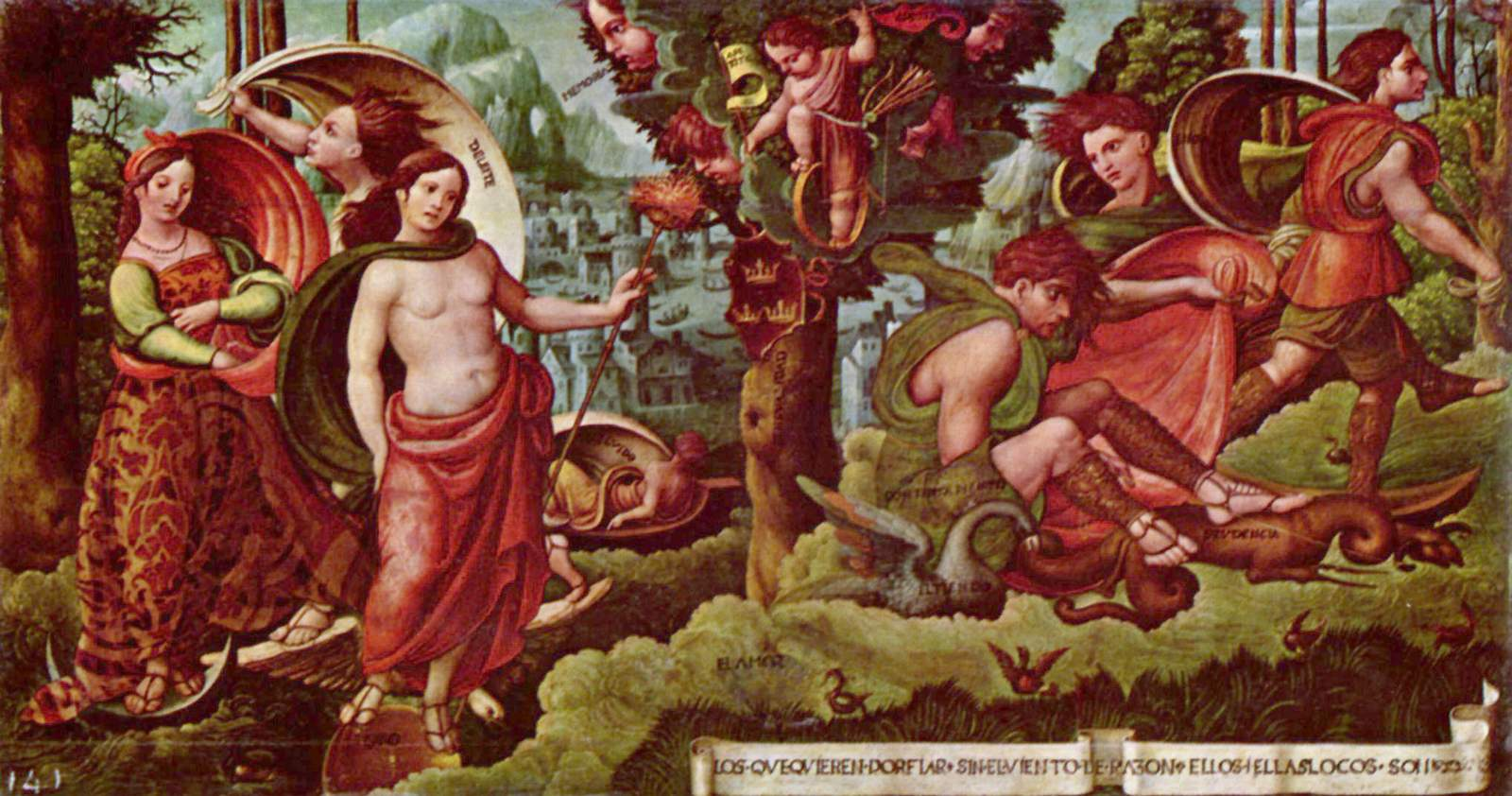
Anònim espanyol, del mestre d'Alzira
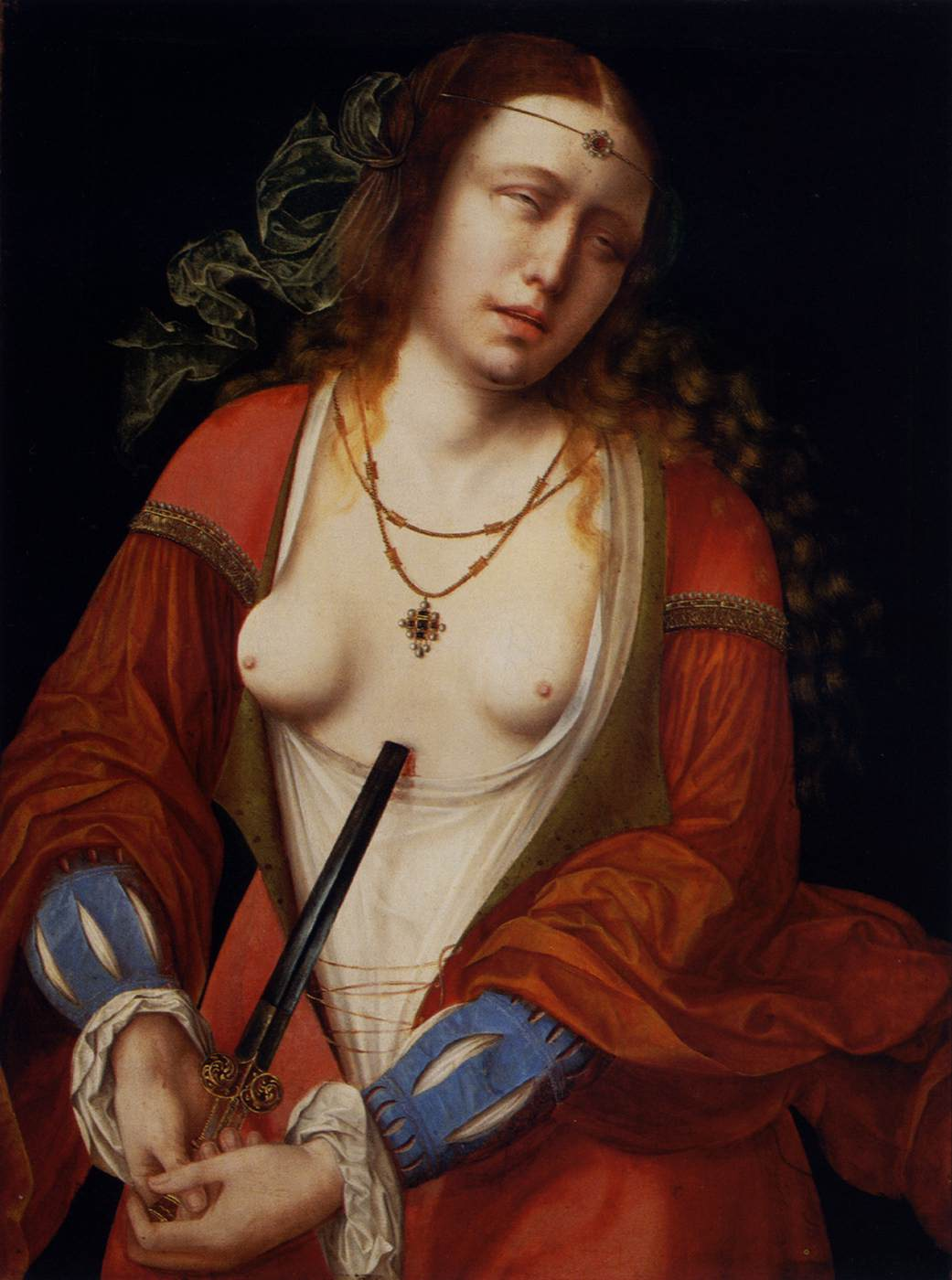
Mestre de la Santa Sang, Lucrècia suïcidant-se
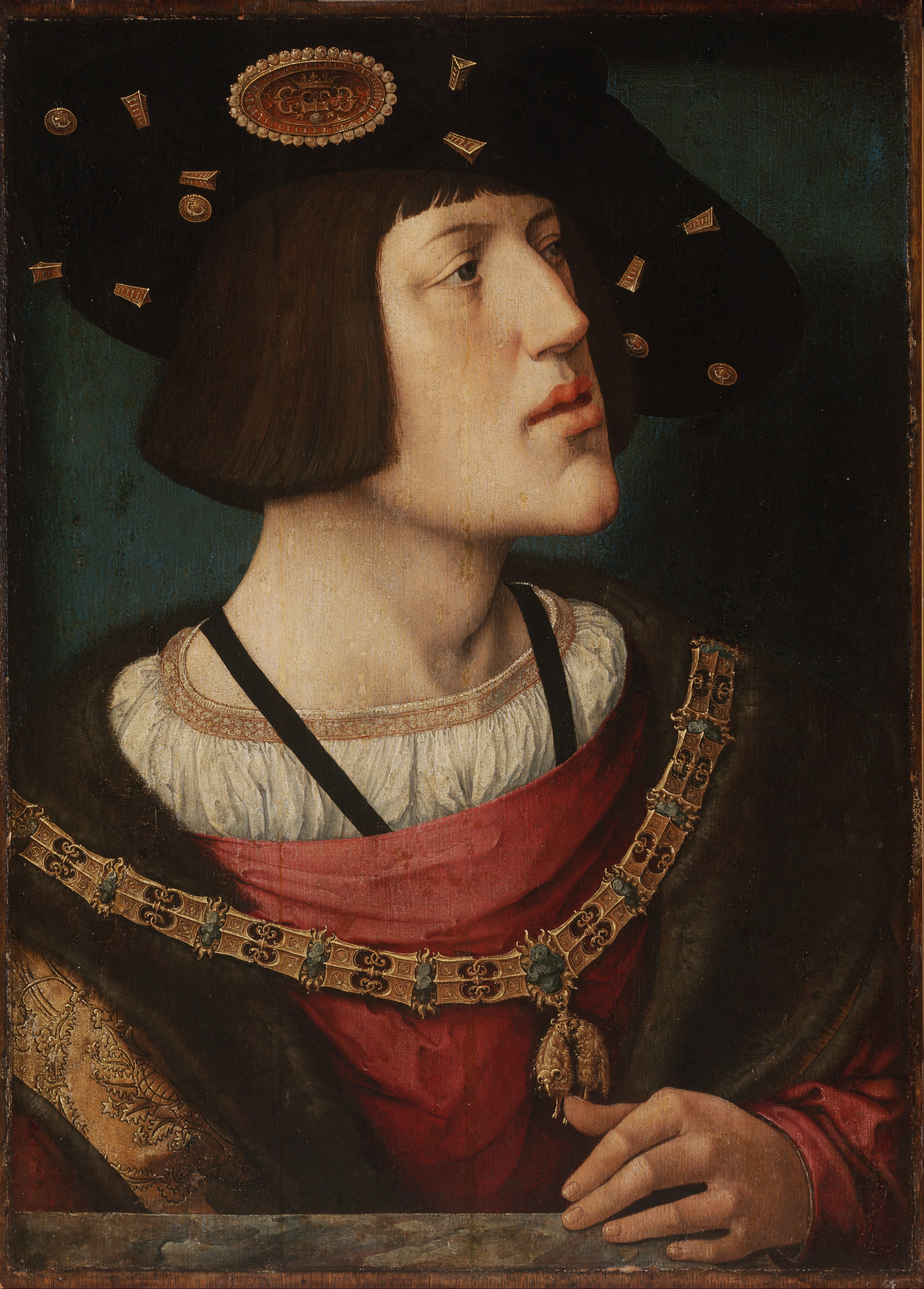
Bernard van Orley, Retrat de Carles I d'Espanya jove
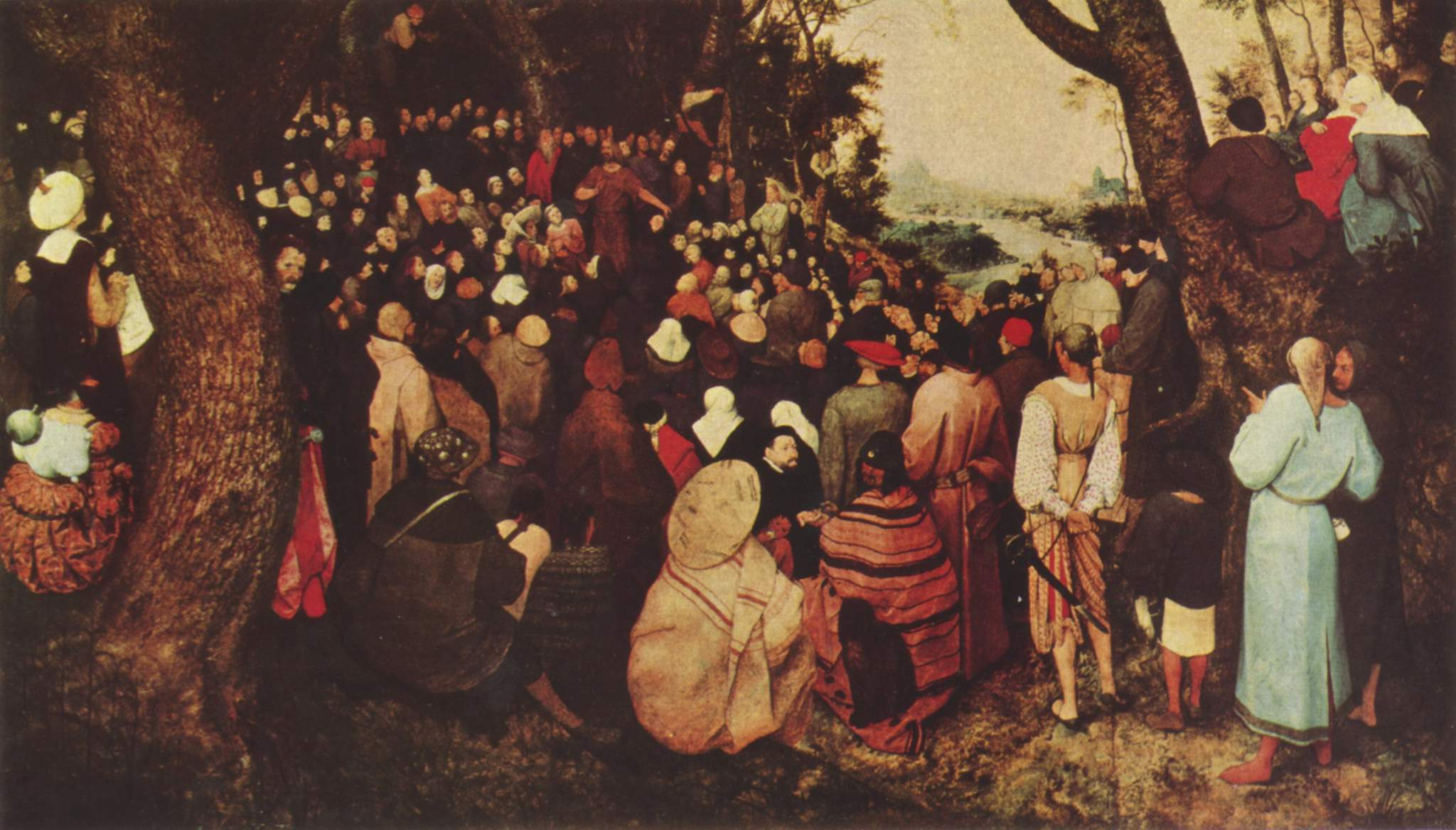
Pieter Brueghel el Vell, La predicació de sant Joan Baptista
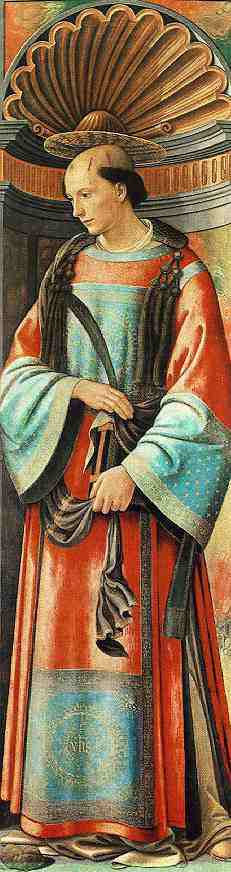
Domenico Ghirlandaio, Sant Esteve
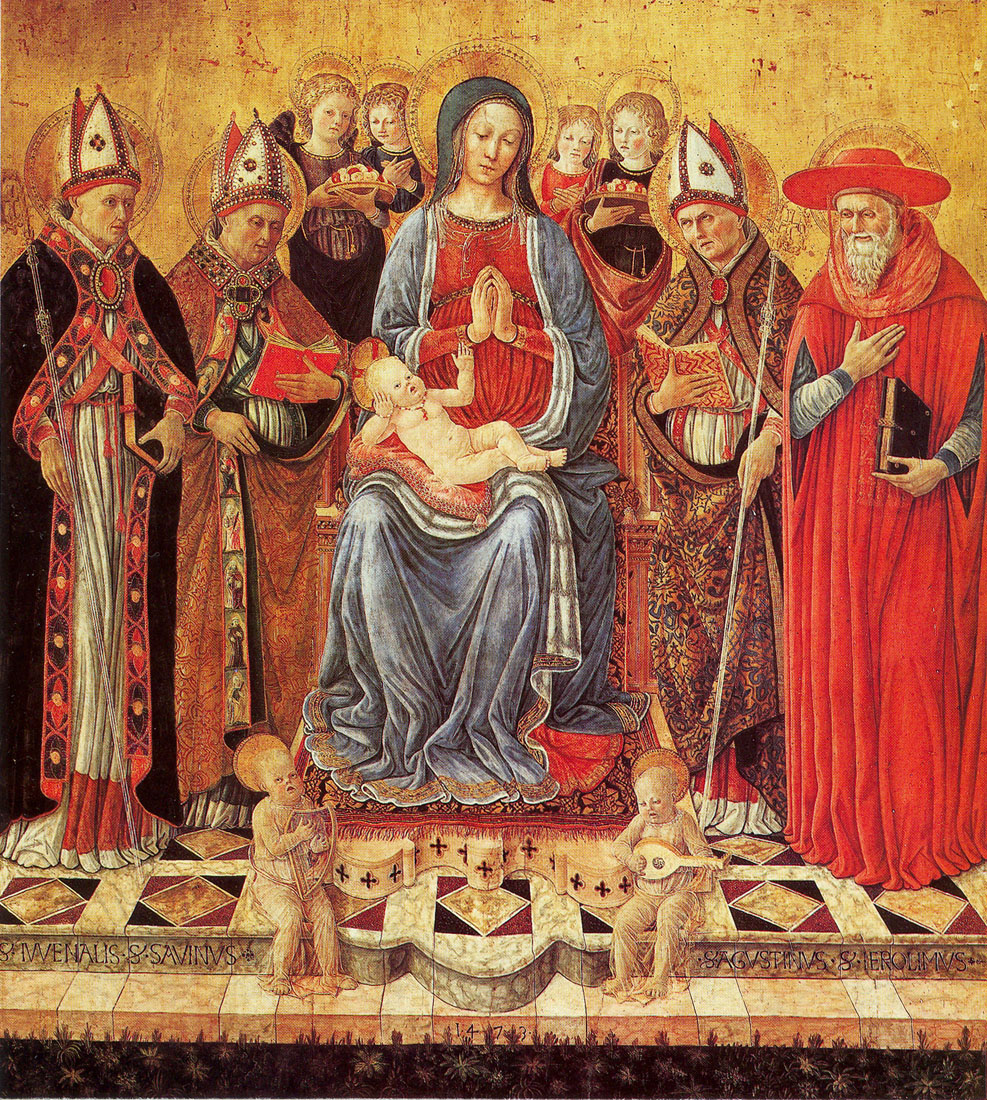
Giovanni Boccati, La Mare de Déu en el tron
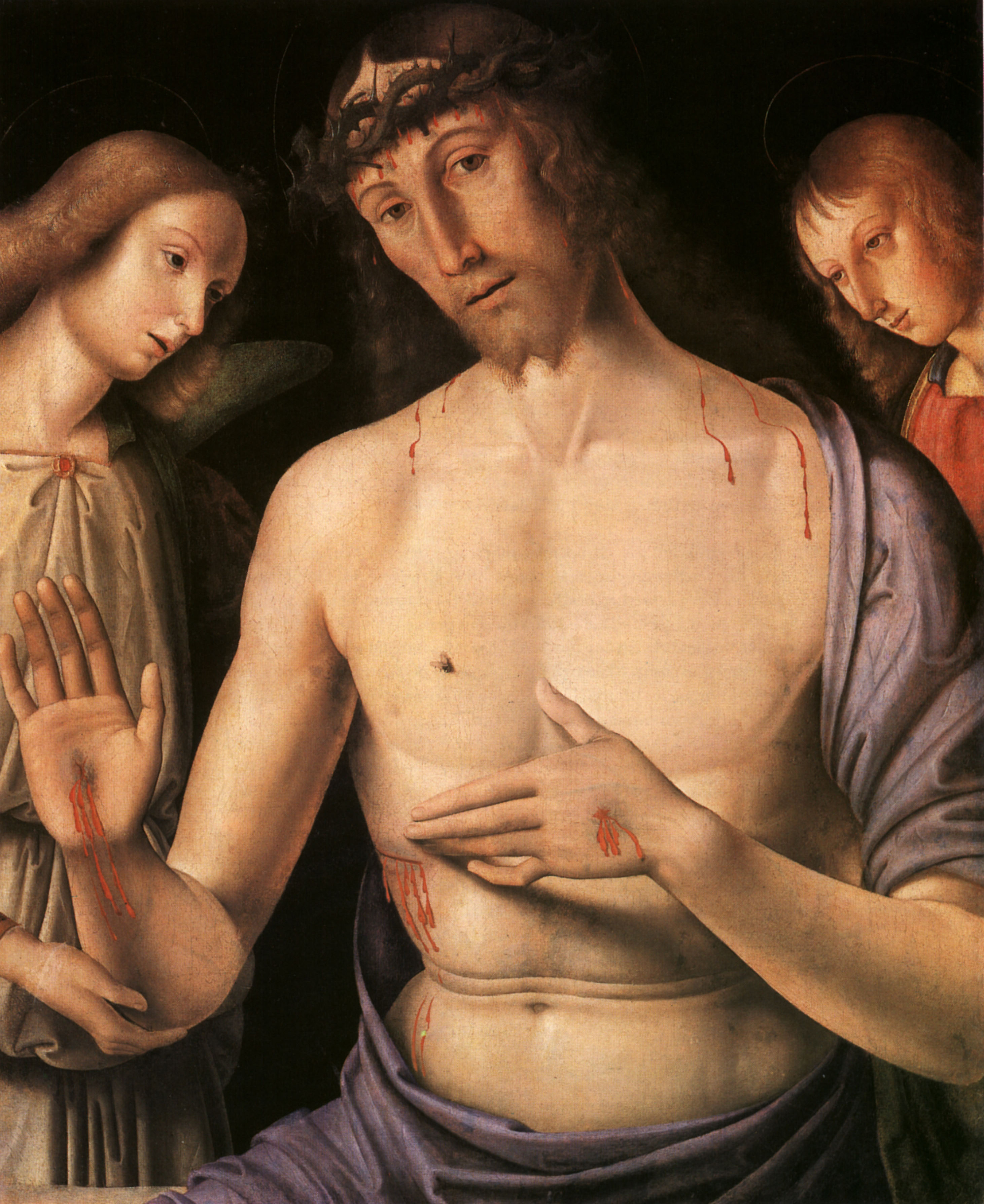
Giovanni Santi, pare de Rafael, Crist sostingut per dos àngels
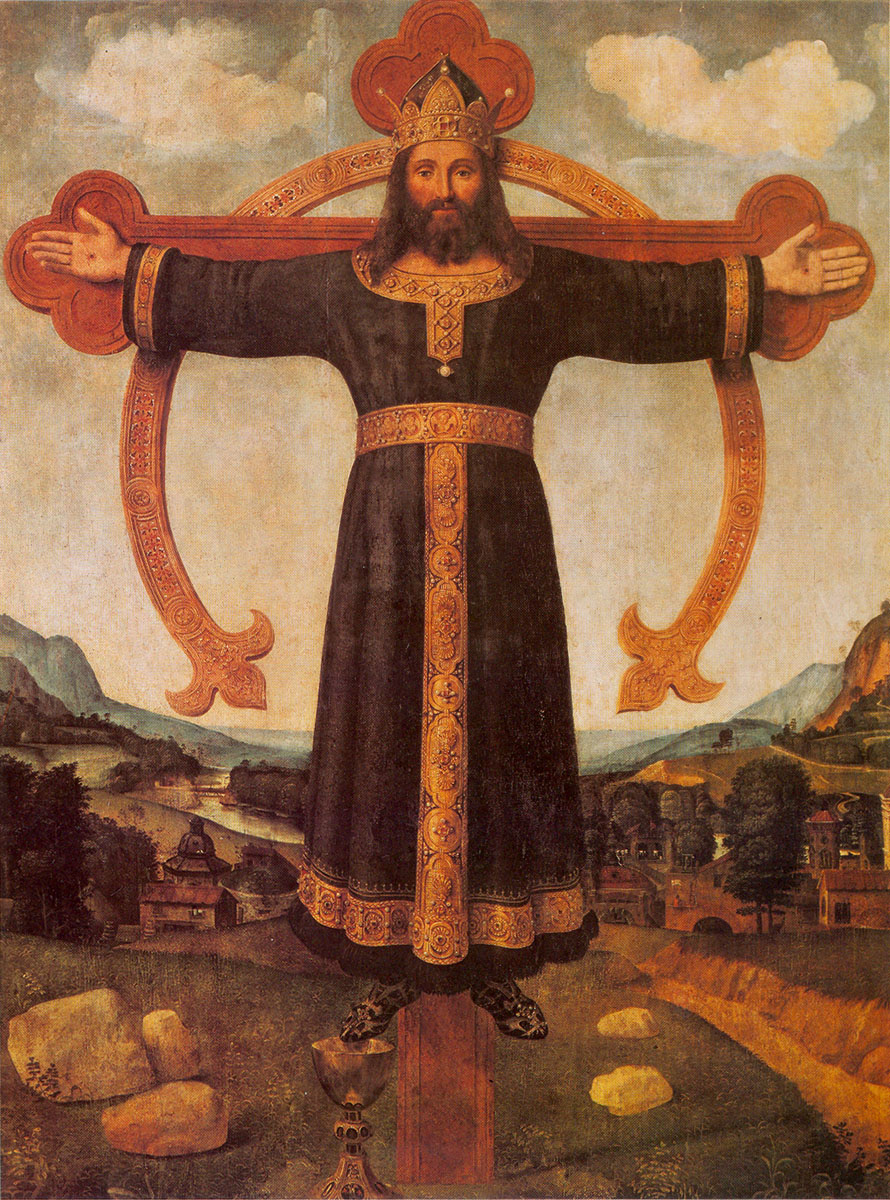
Piero di Cosimo, Crucifixió
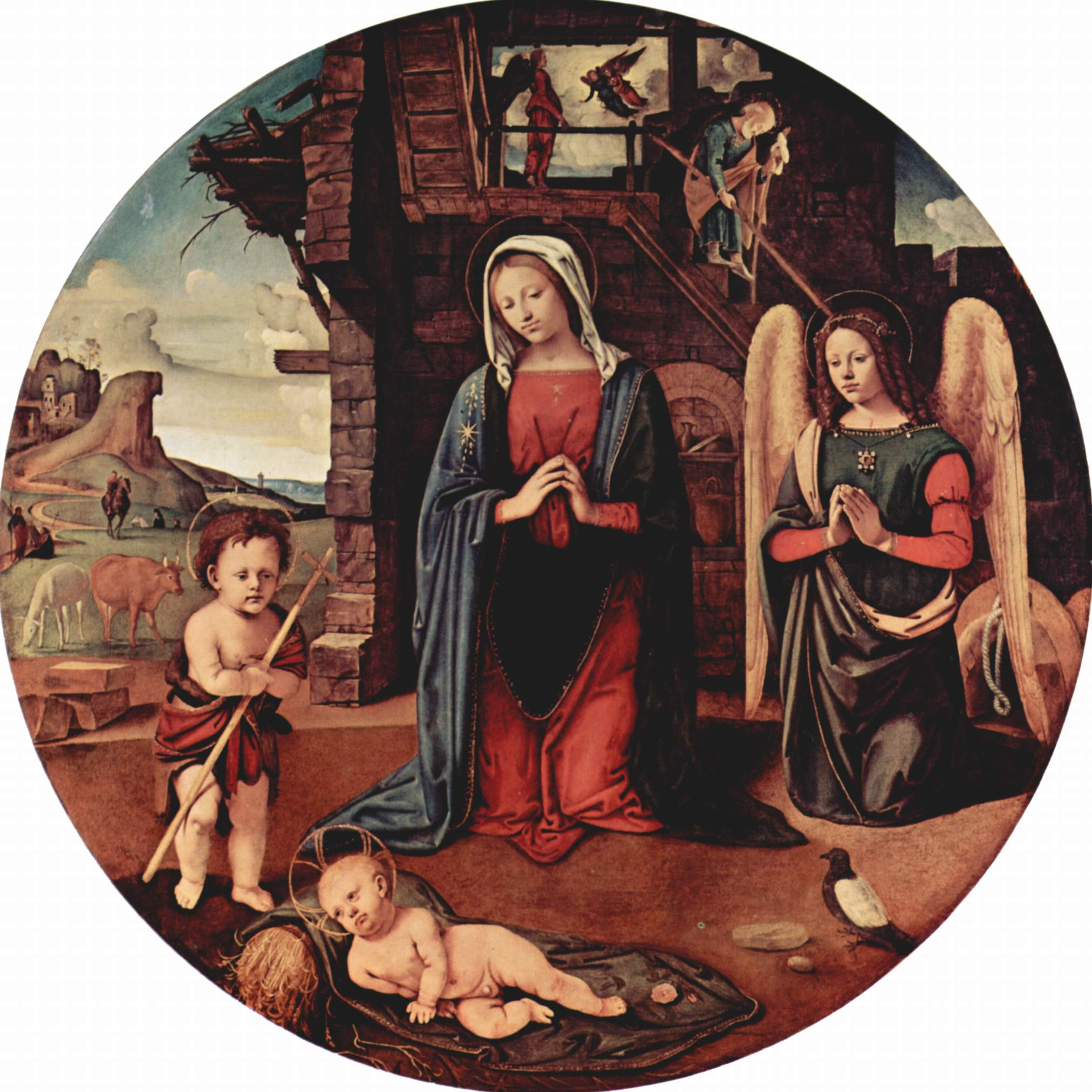
Piero di Cosimo, Adoració del Nen Jesús
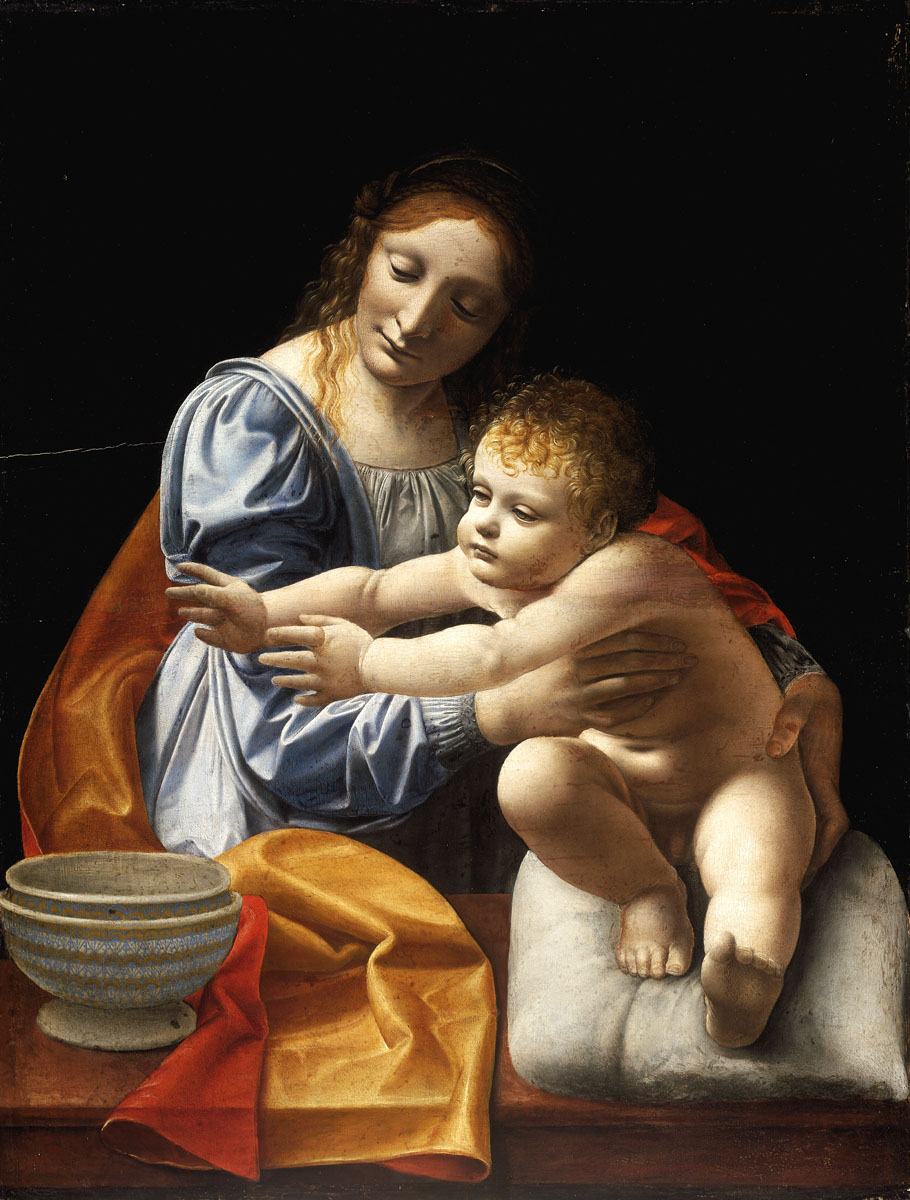
Boltraffio, La Mare de Déu amb l'Infant
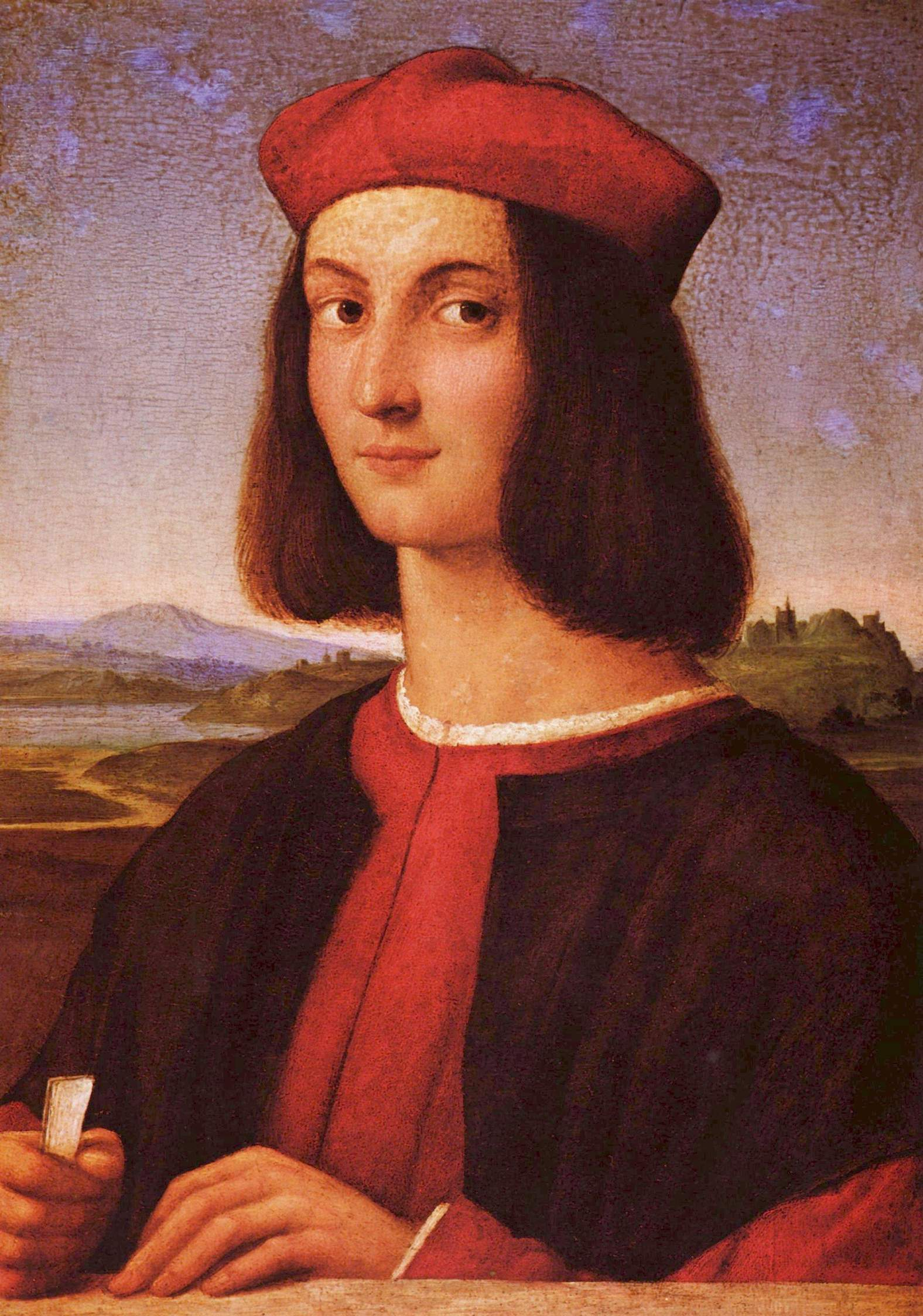
Rafael, Retrat de jove
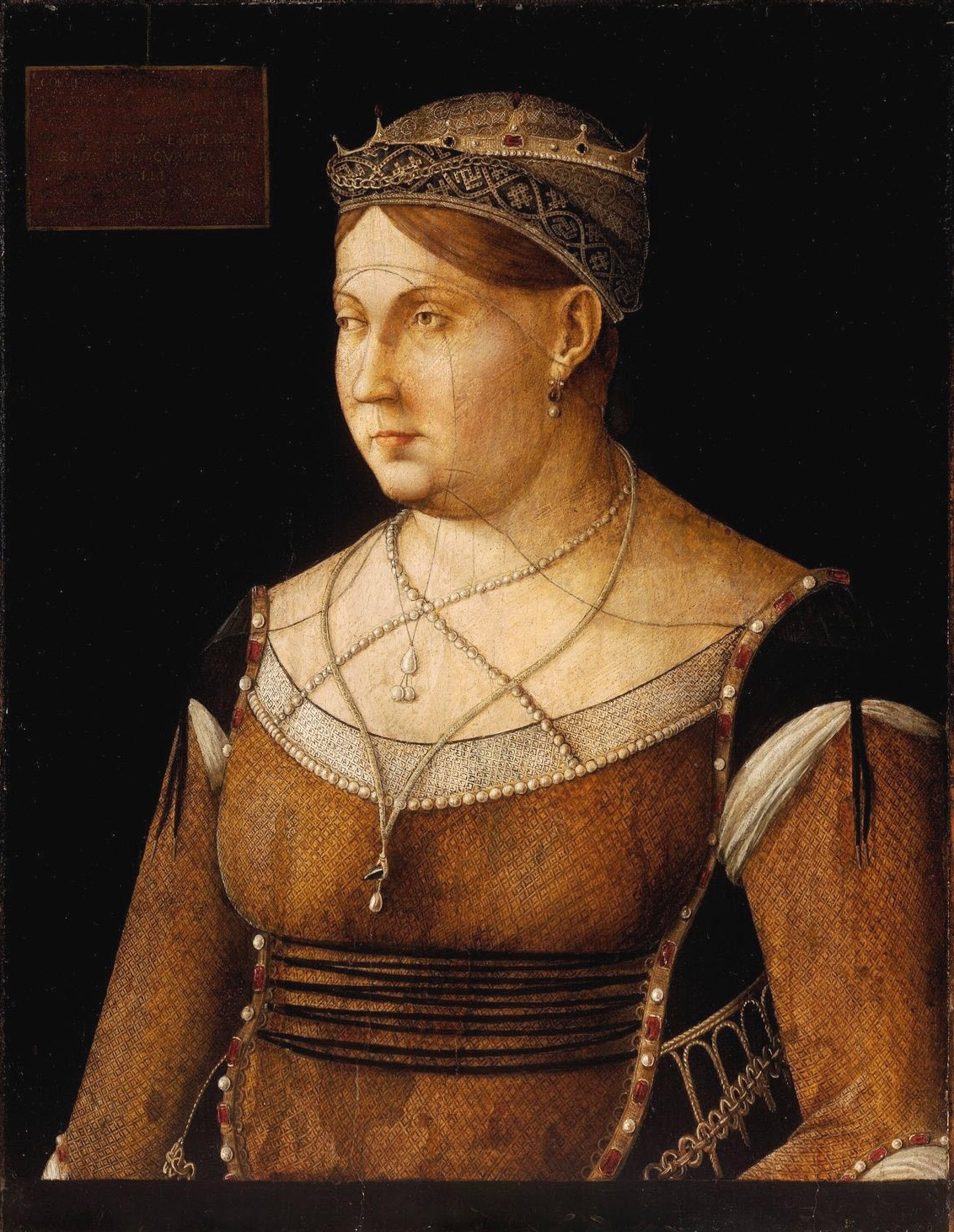
Gentile Bellini, Retrat de Caterina Cornaro, reina de Xipre
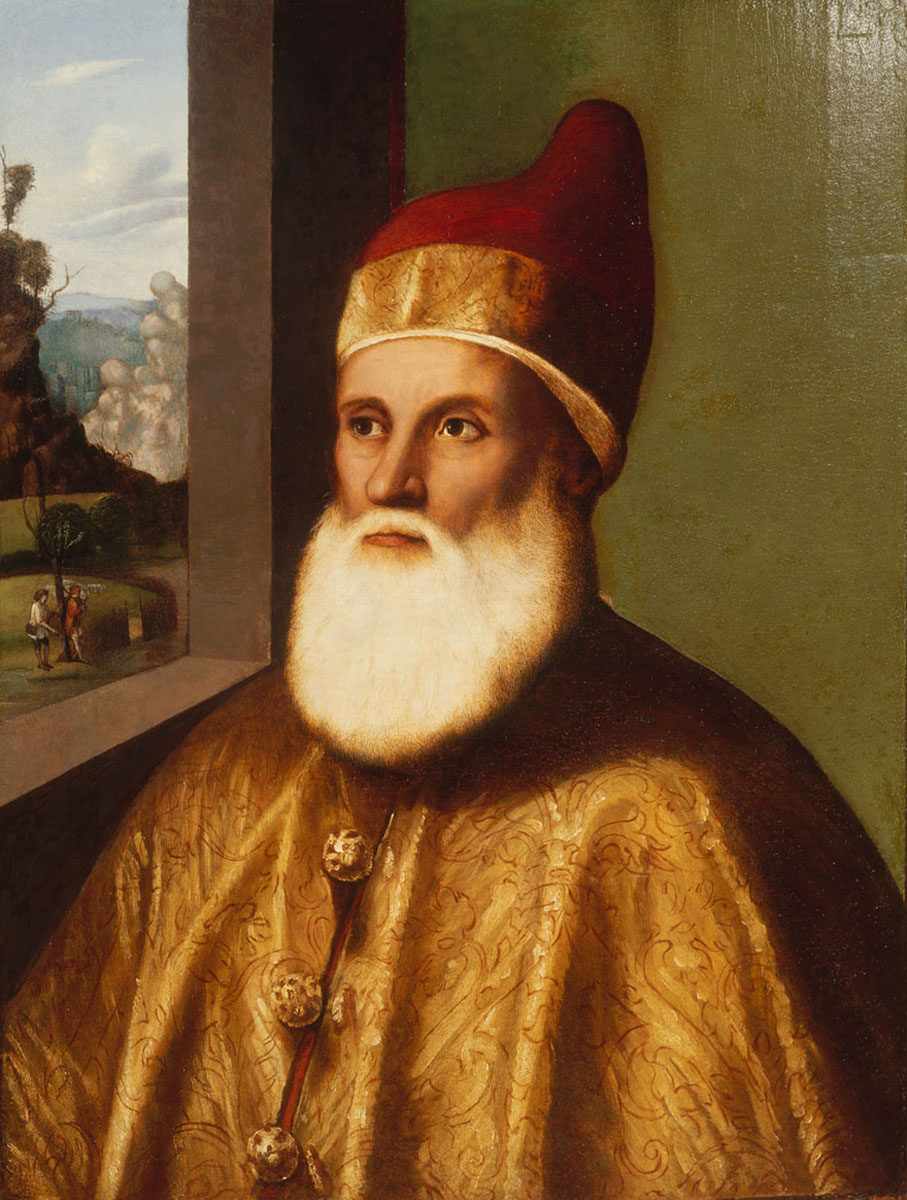
Giovanni Bellini, Retrat d'Agostino Barbarigo
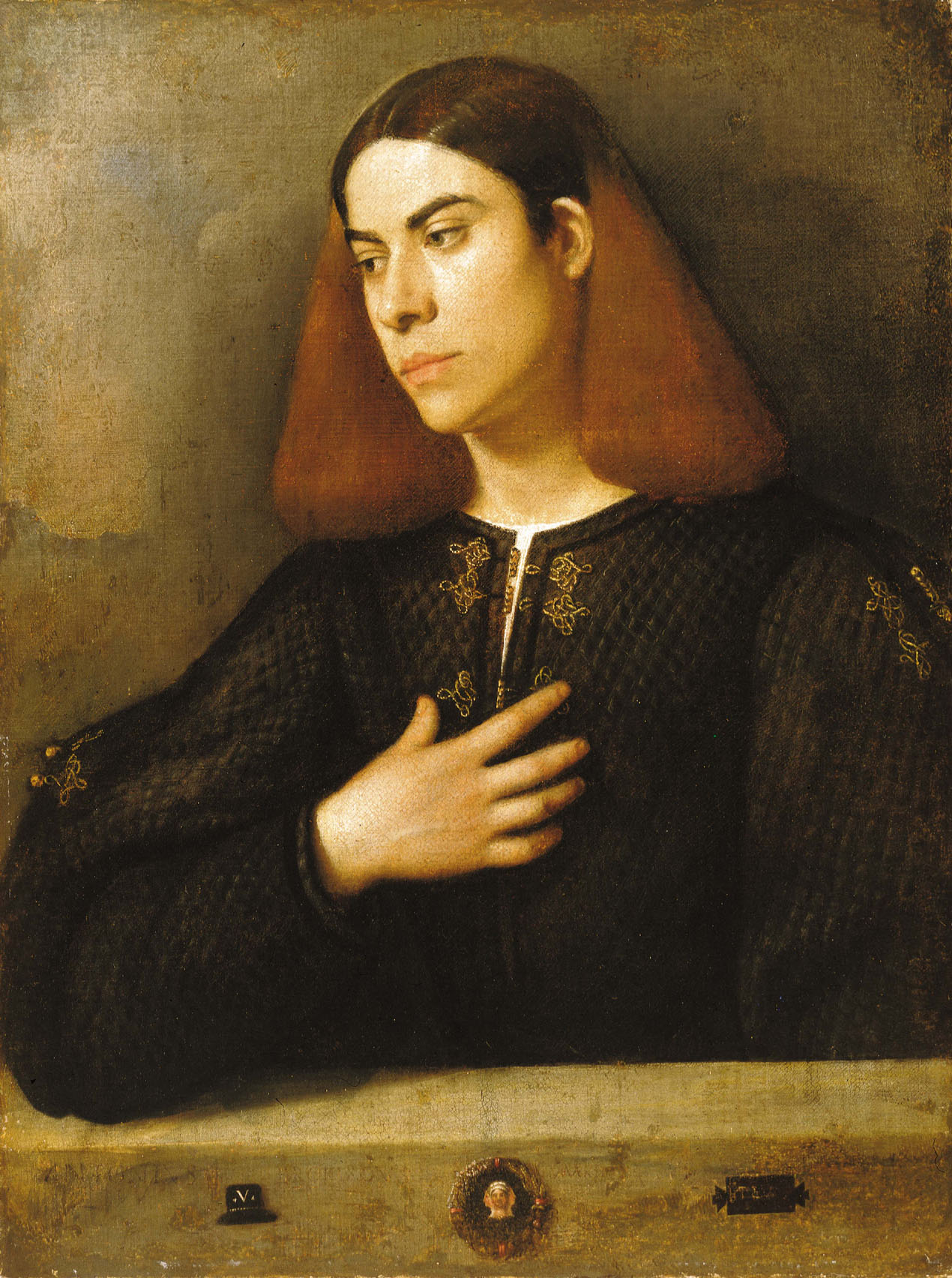
Giorgione, Retrat de jove
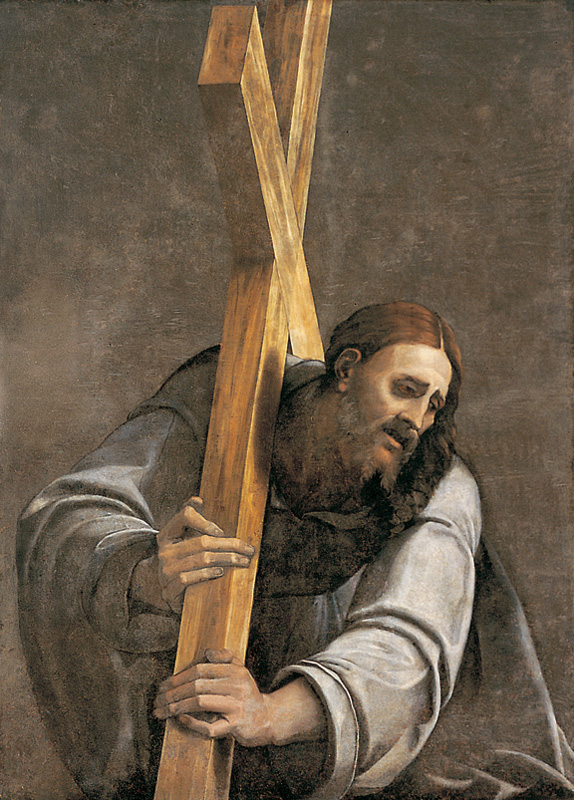
Sebastiano del Piombo, Crist amb la Creu
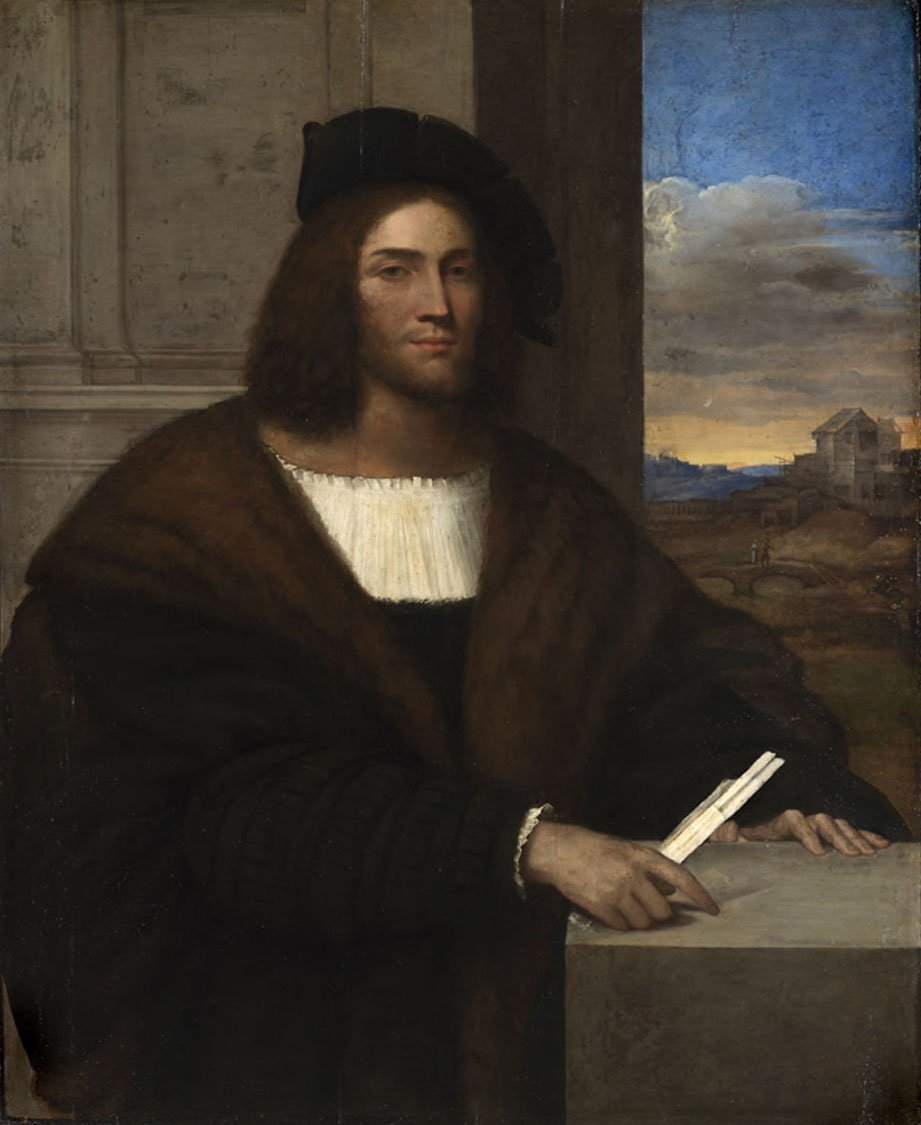
Sebastiano del Piombo, Retrat de jove
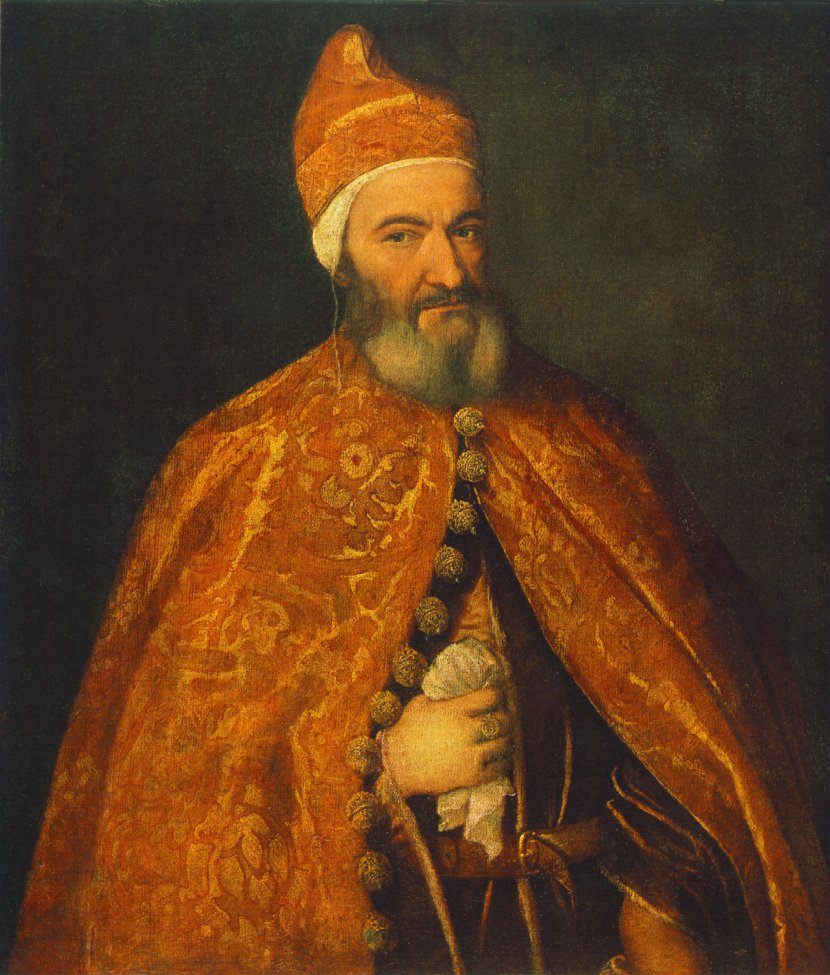
Tiziano, Retrat del dux Marcantonio Trevisan
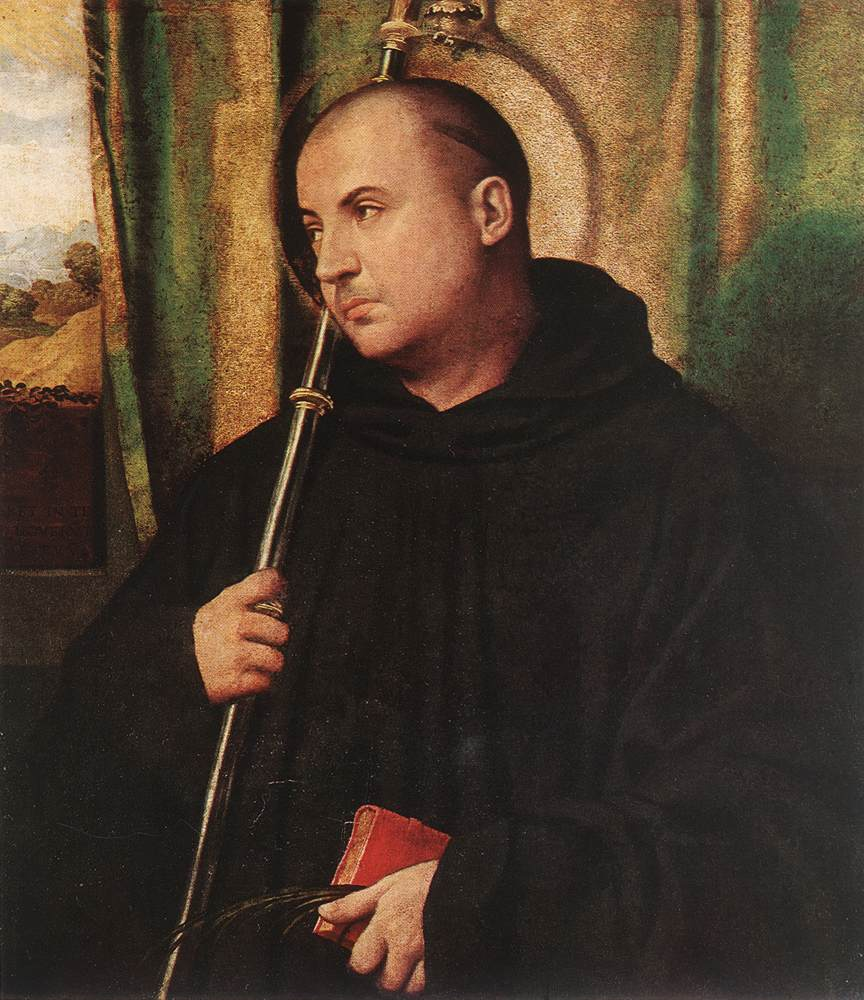
Moreto da Brescia, Un monjo sant
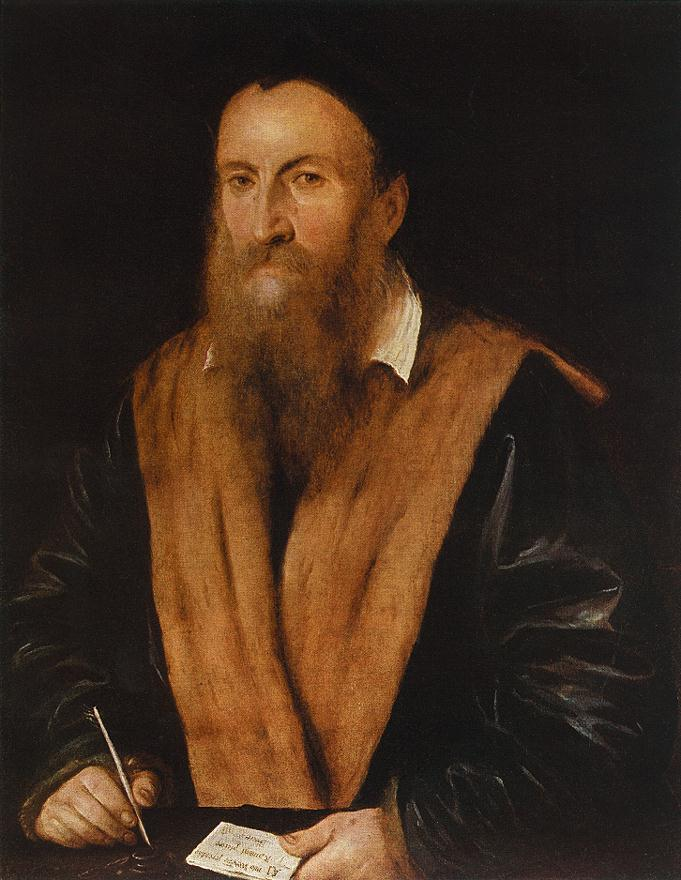
Romanino, Retrat de Lattanzio Gambrara
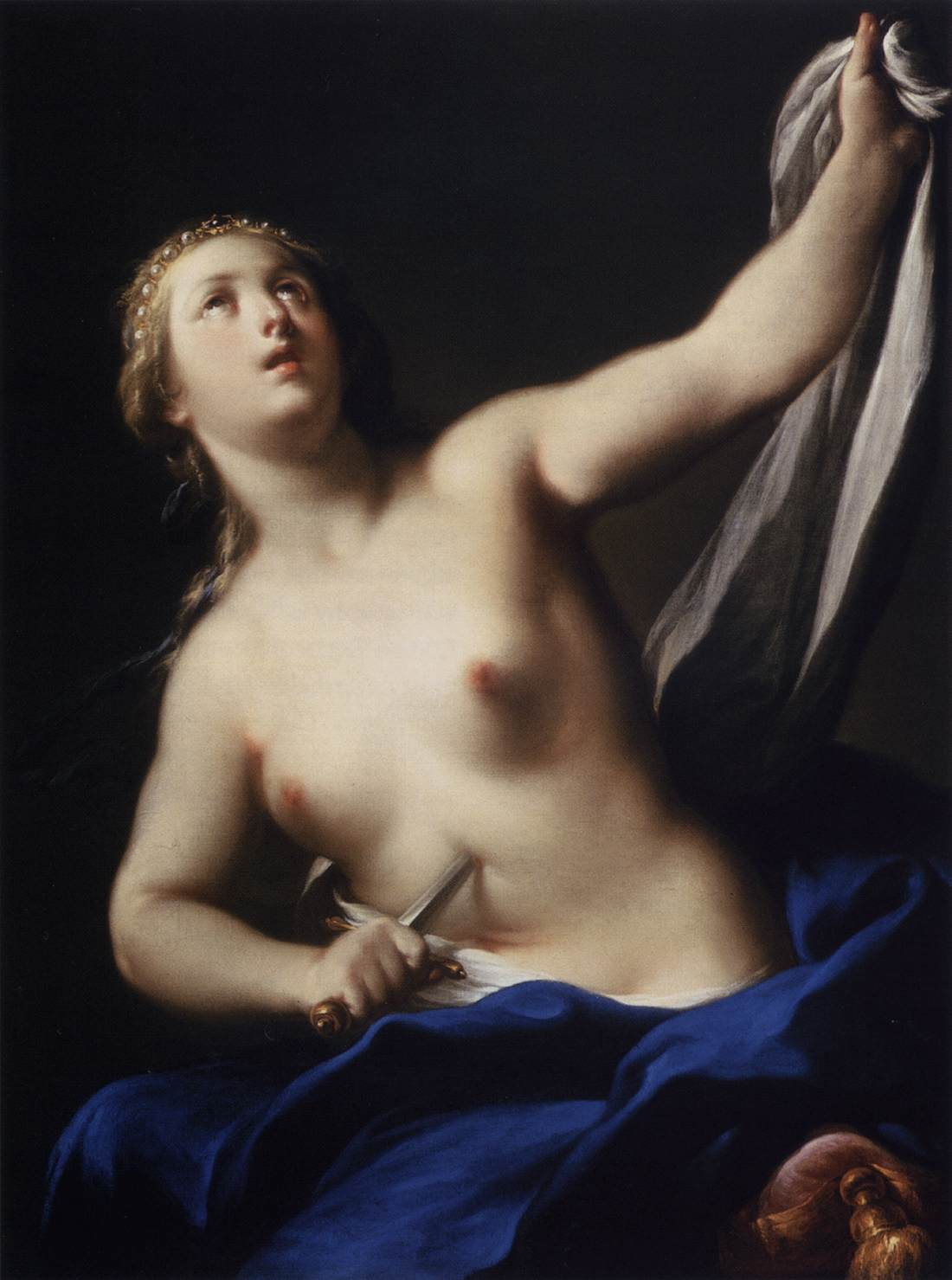
Andrea Casali, Lucrècia suïcidant-se
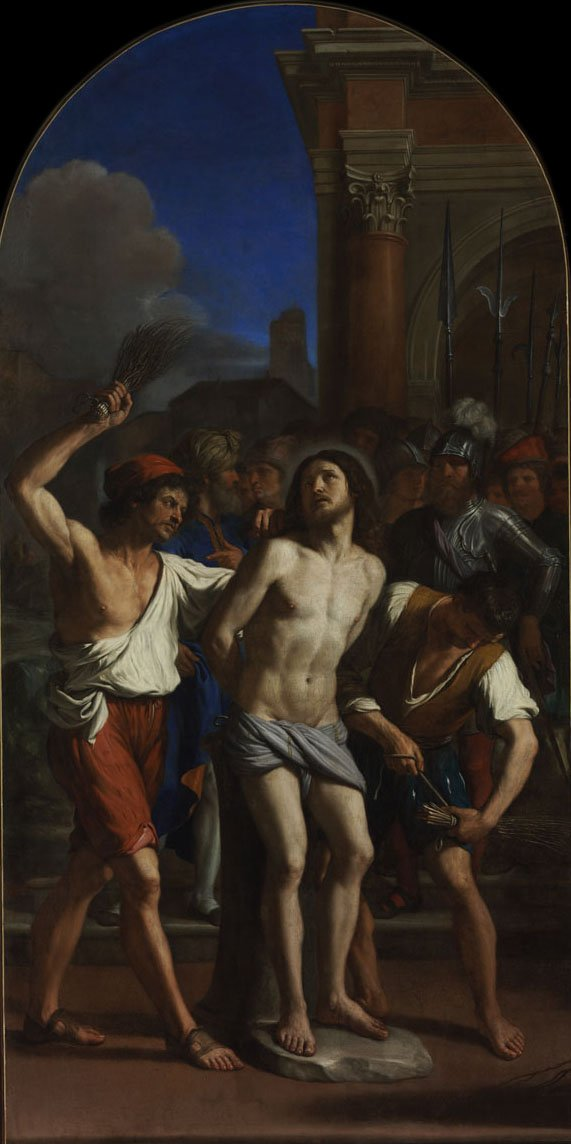
Guercino, La flagel·lació de Crist
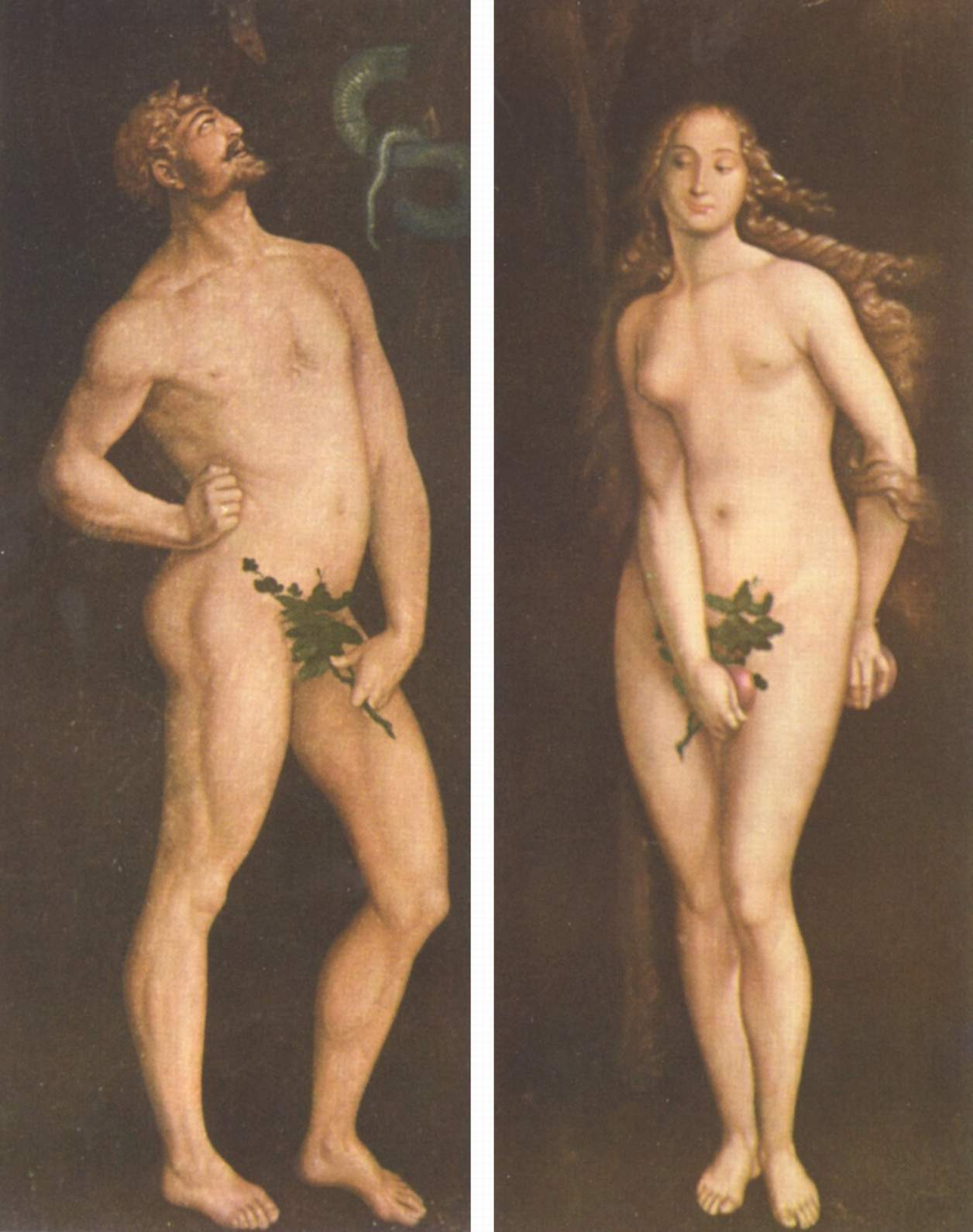
Hans Baldung Grien, Adam i Eva
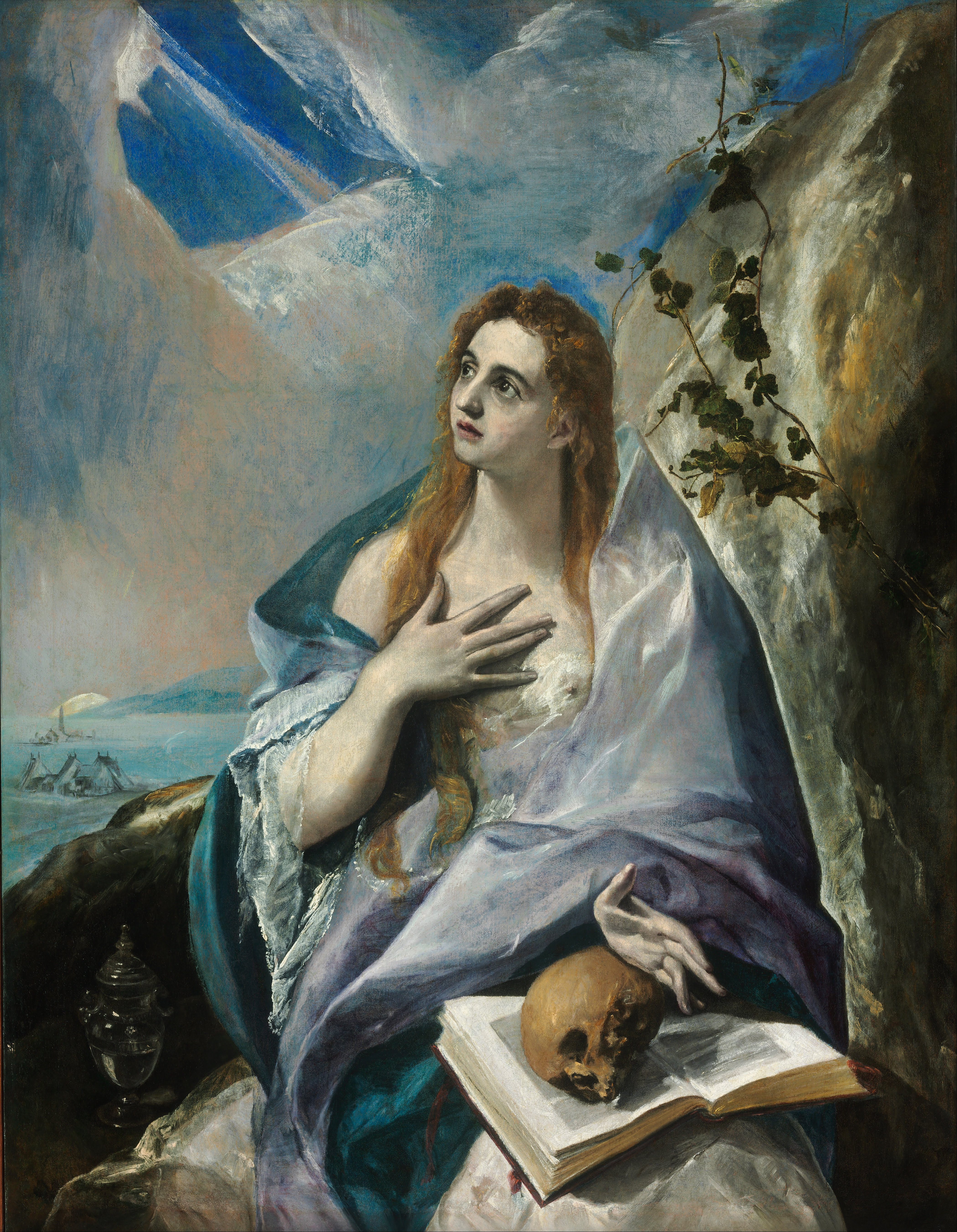
El Greco, Magdalena penitent
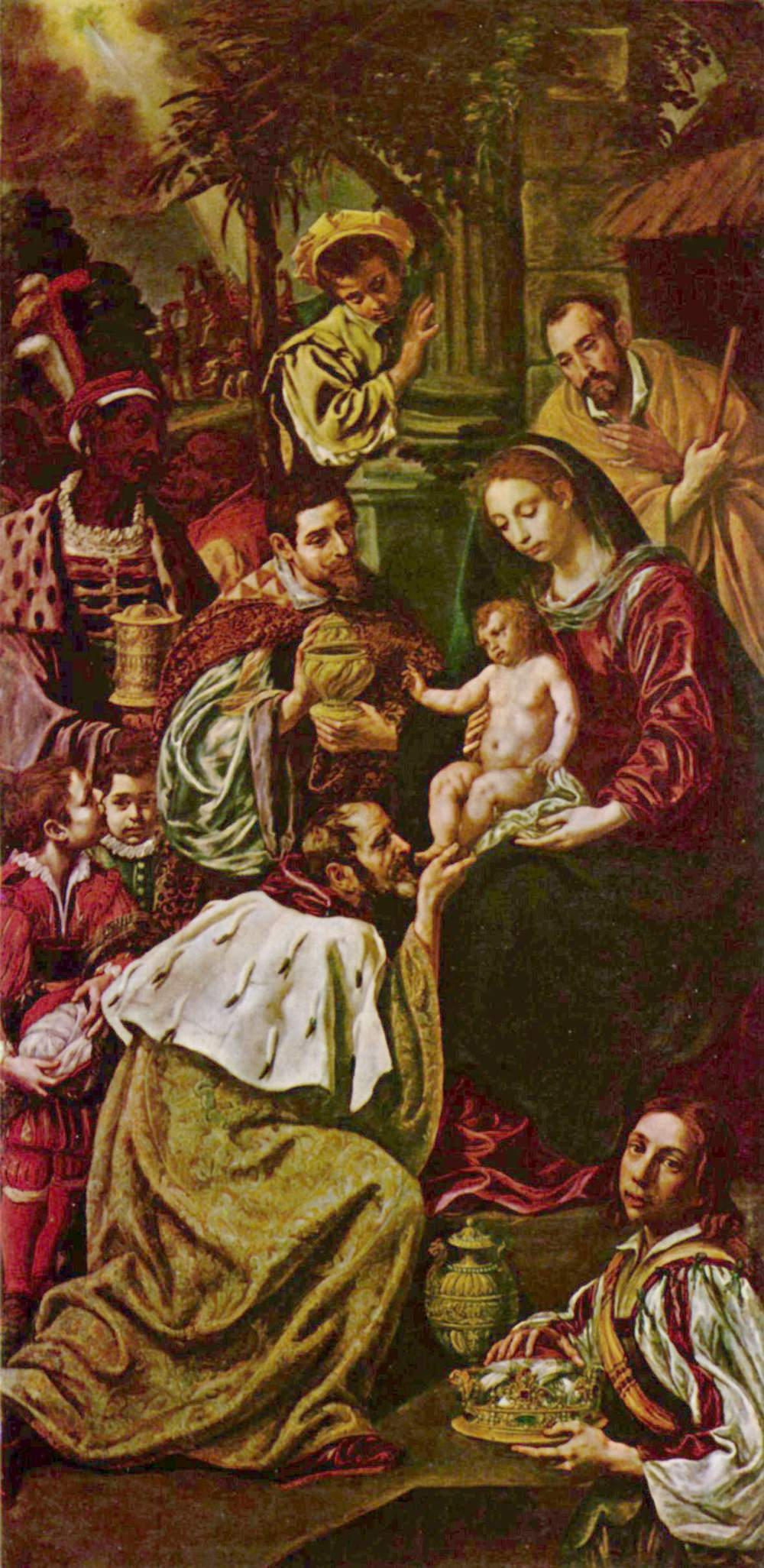
Luis Tristán, L'adoración de los Reis Mags
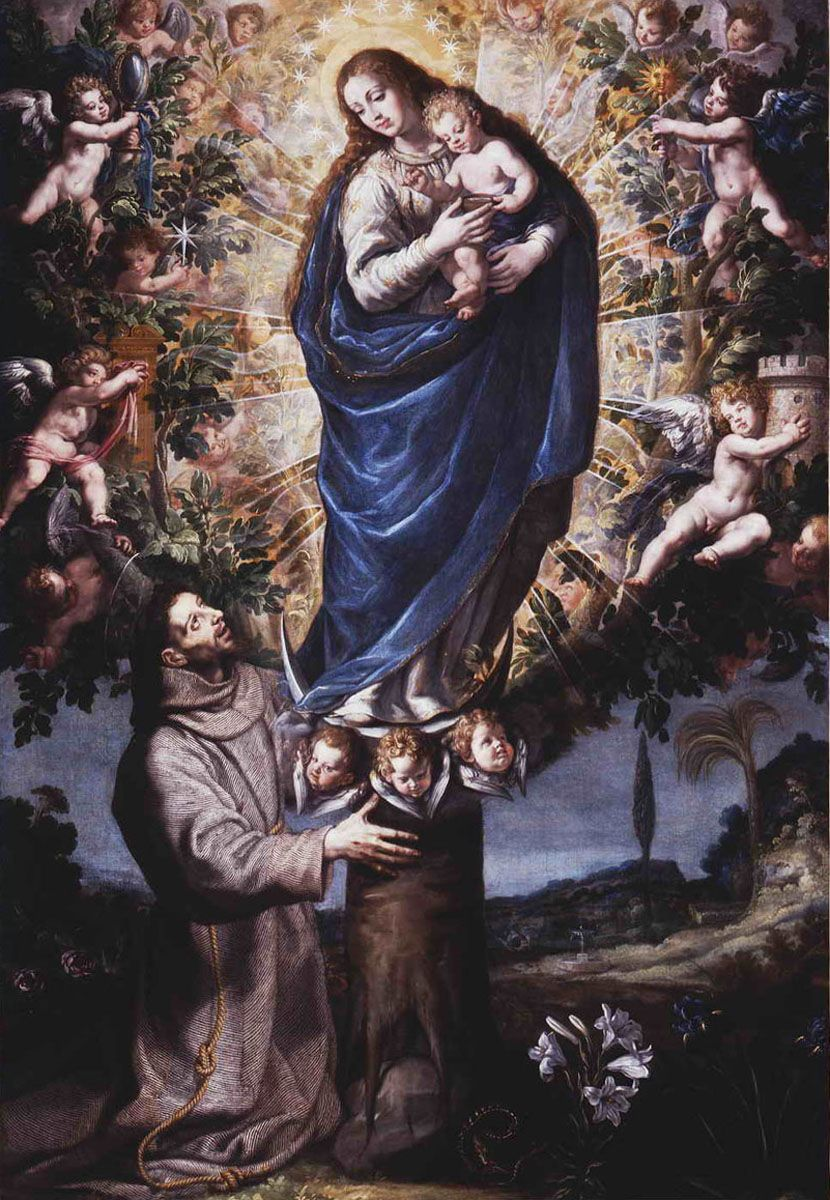
Vicente Carducho, Visió de sant Francesc
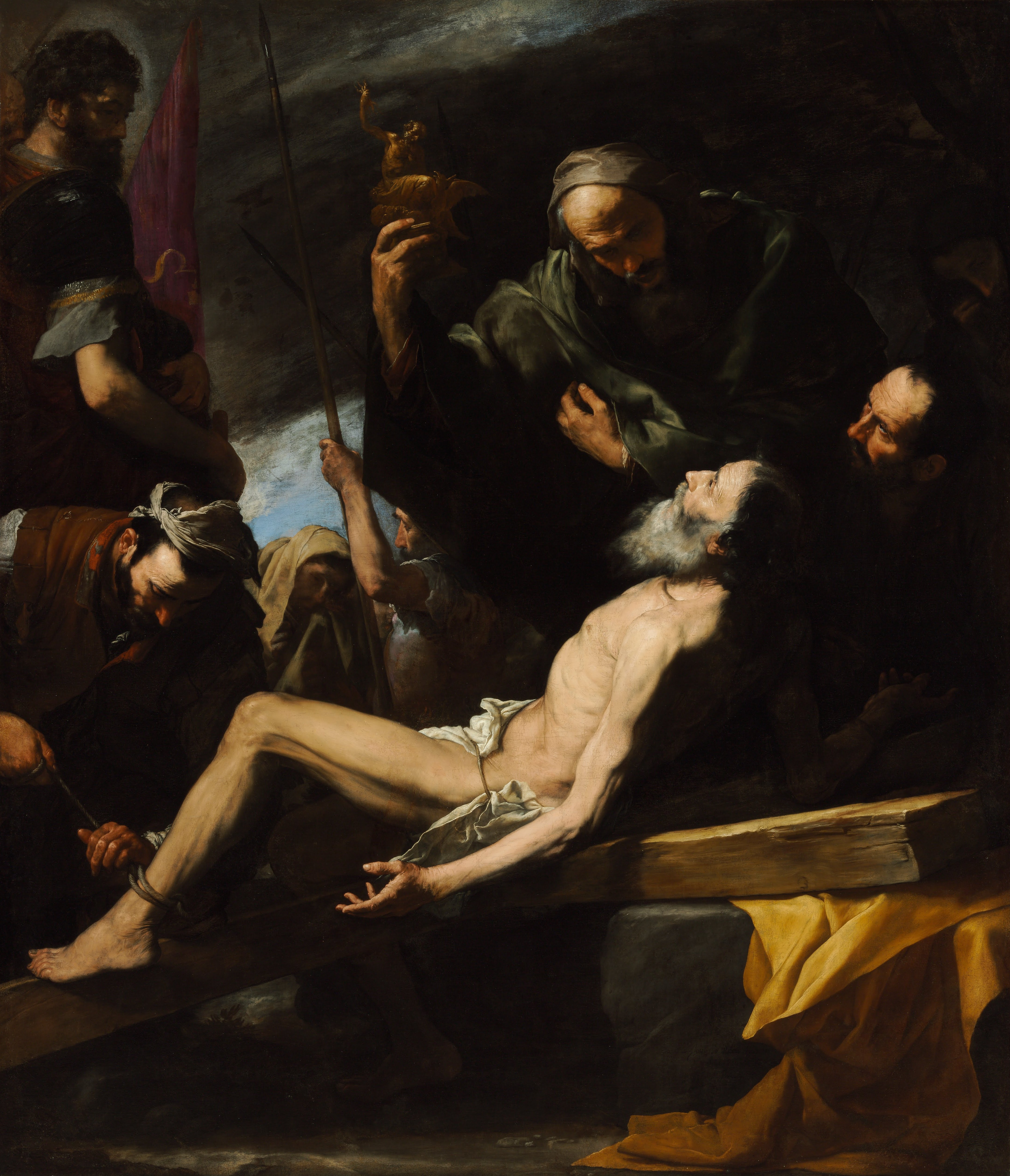
José de Ribera, El martiri de sant Andreu
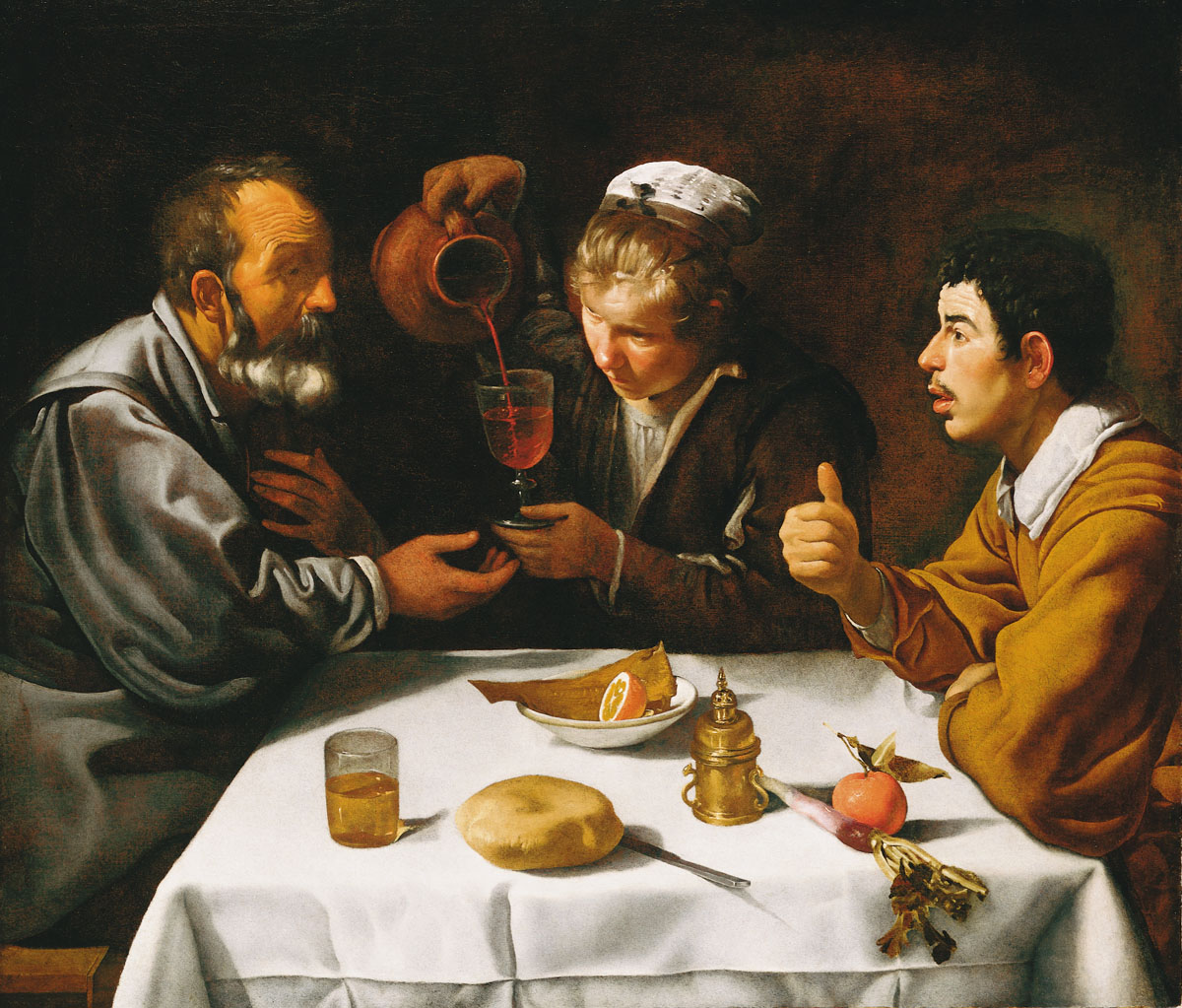
Velázquez, L'esmorzar
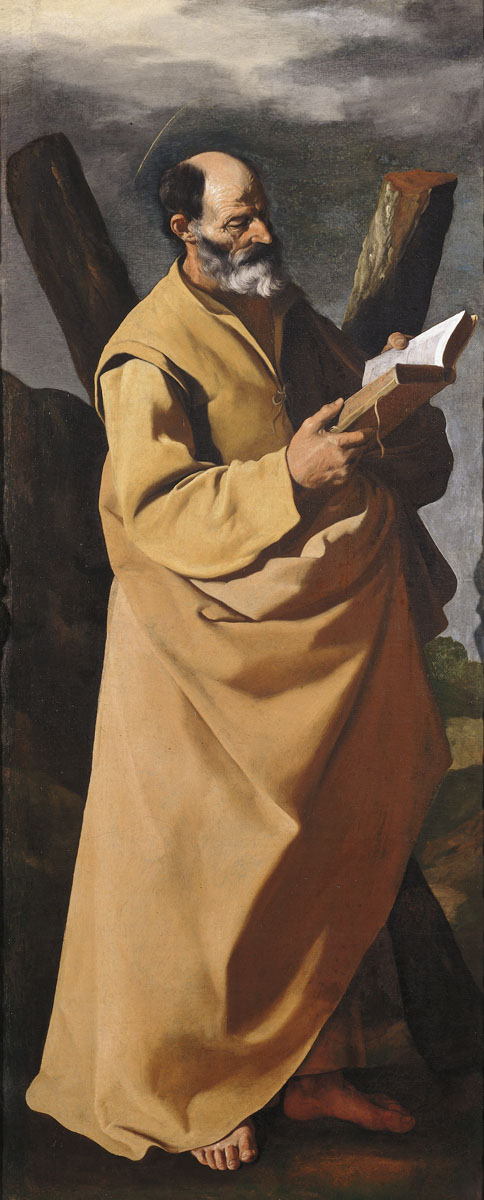
Zurbarán, Sant Andreu
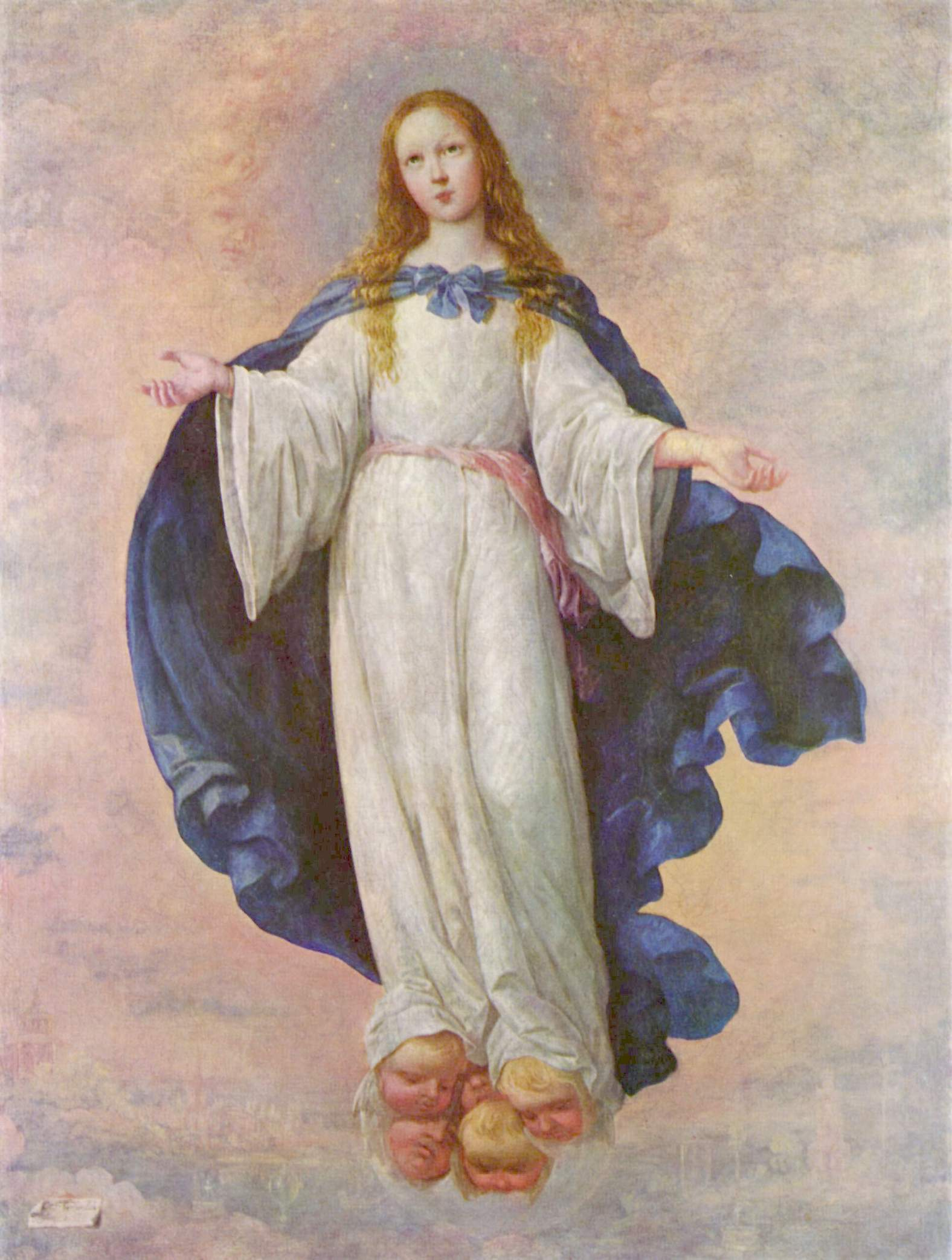
Zurbarán, La Immaculada
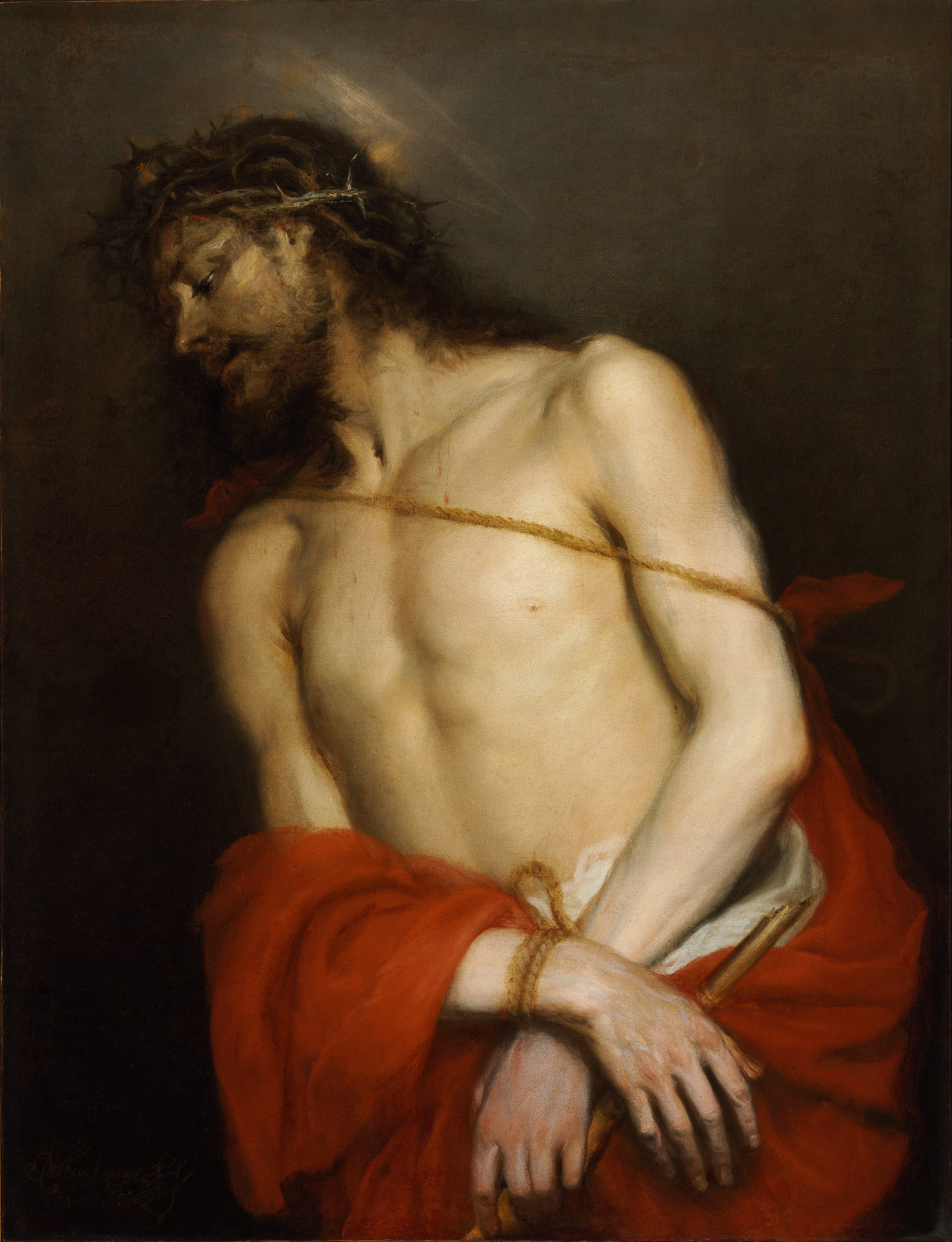
Mateo Cerezo, Ecce Homo
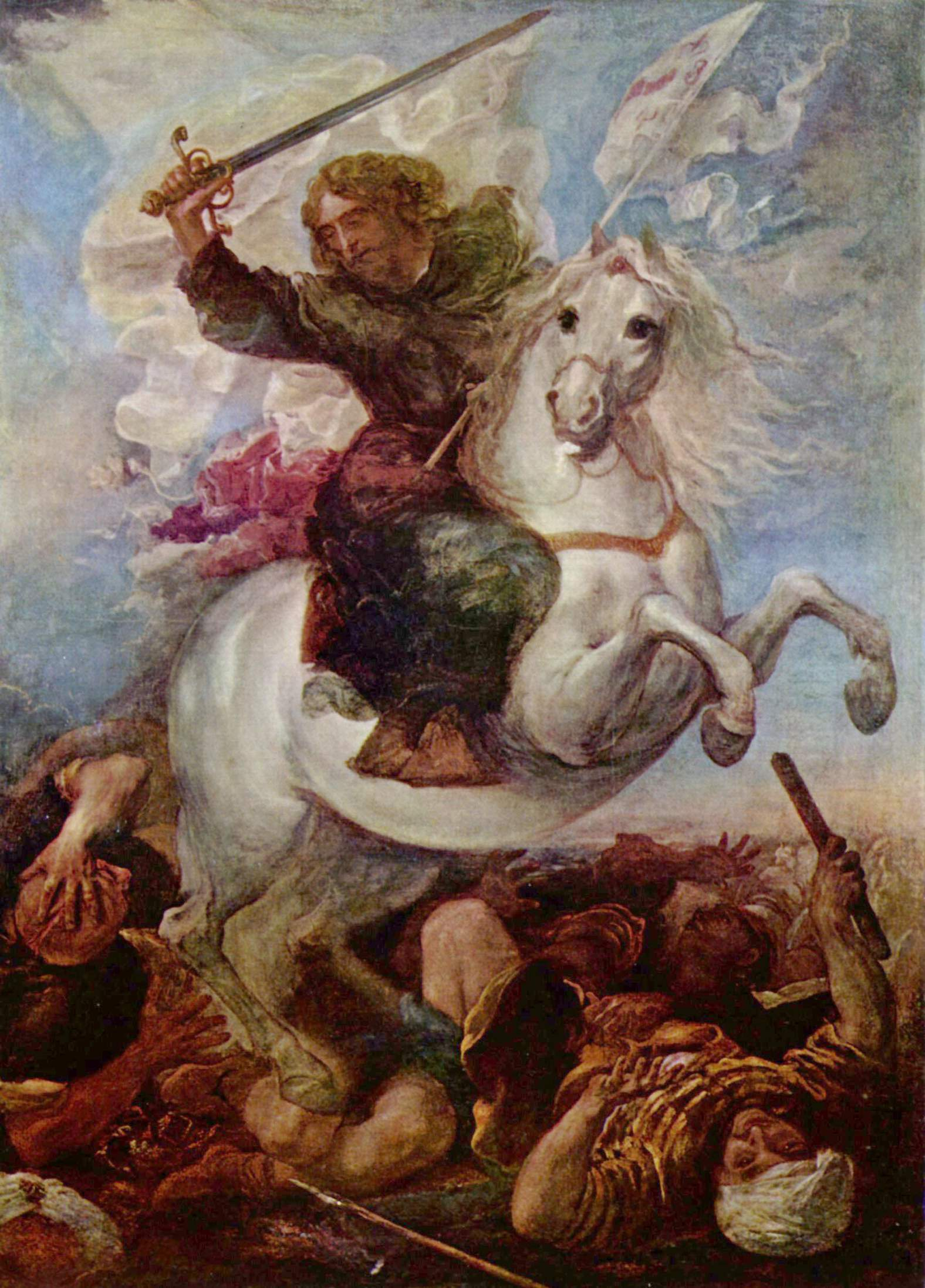
Juan Carreño de Miranda, Sant Jaume apòstol derrotant els moros
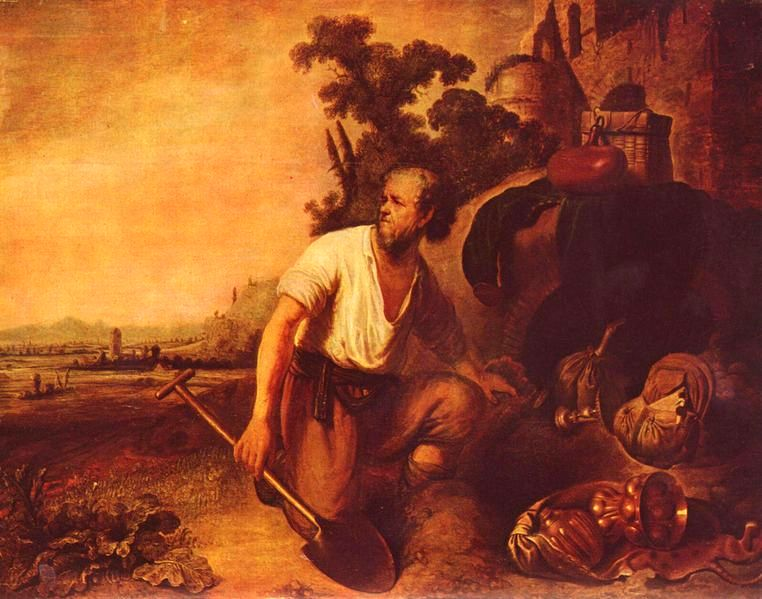
Rembrandt, Home guardant un tresor
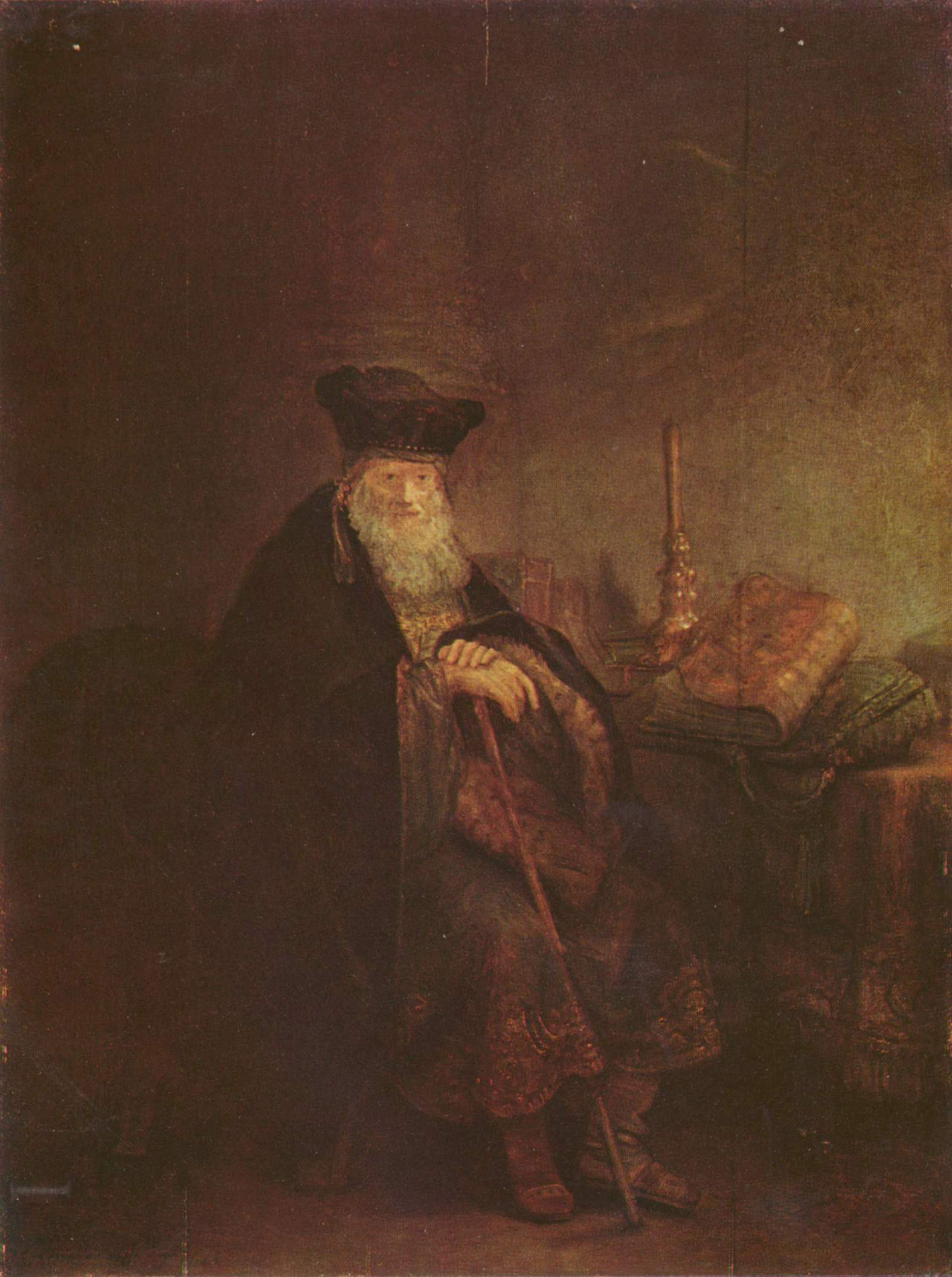
Rembrandt, Vell sabi
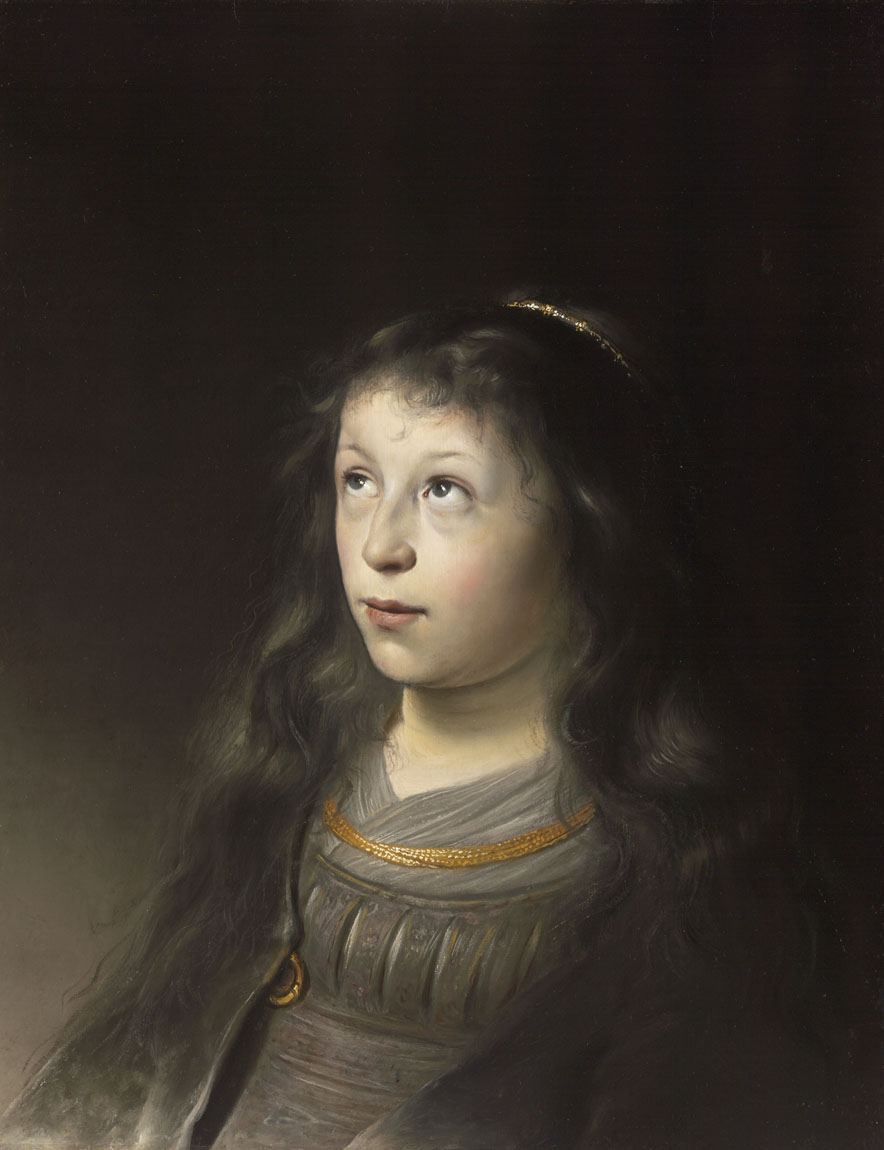
Jan Lievens, Cap de jove
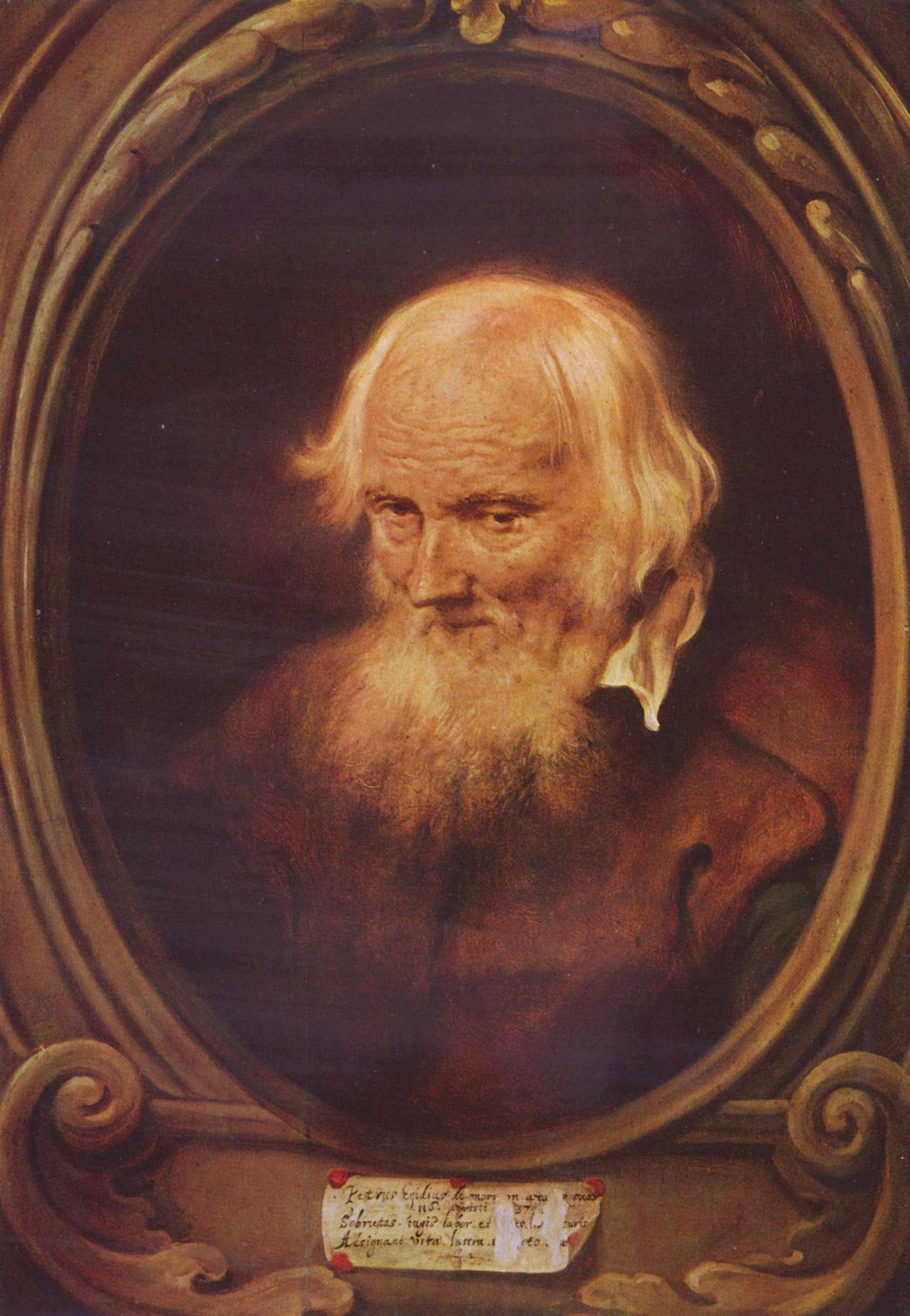
Jan Lievens, Retrat de Petrus Egidius de Morrion
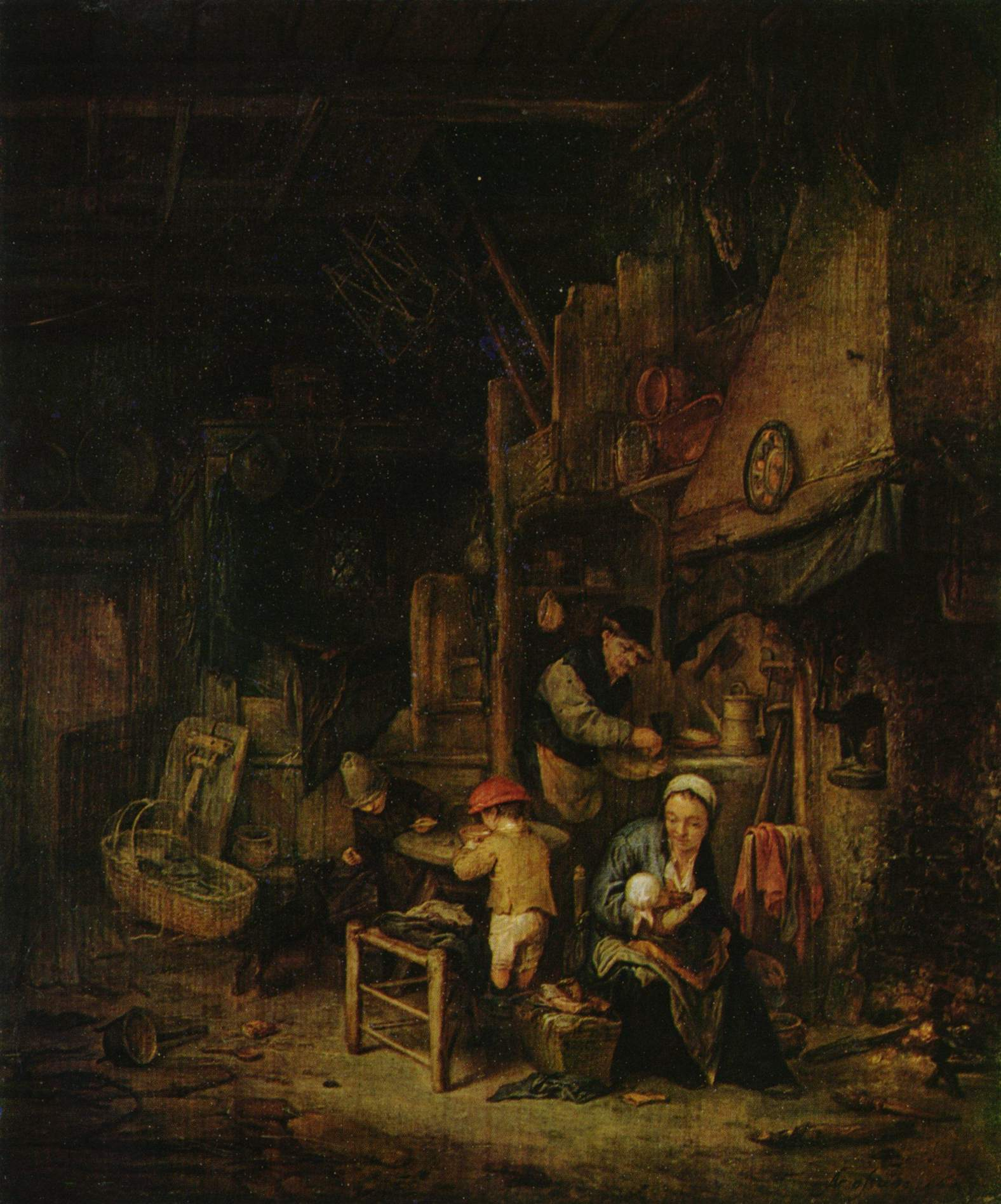
Adriaen van Ostade, Escena d'interior
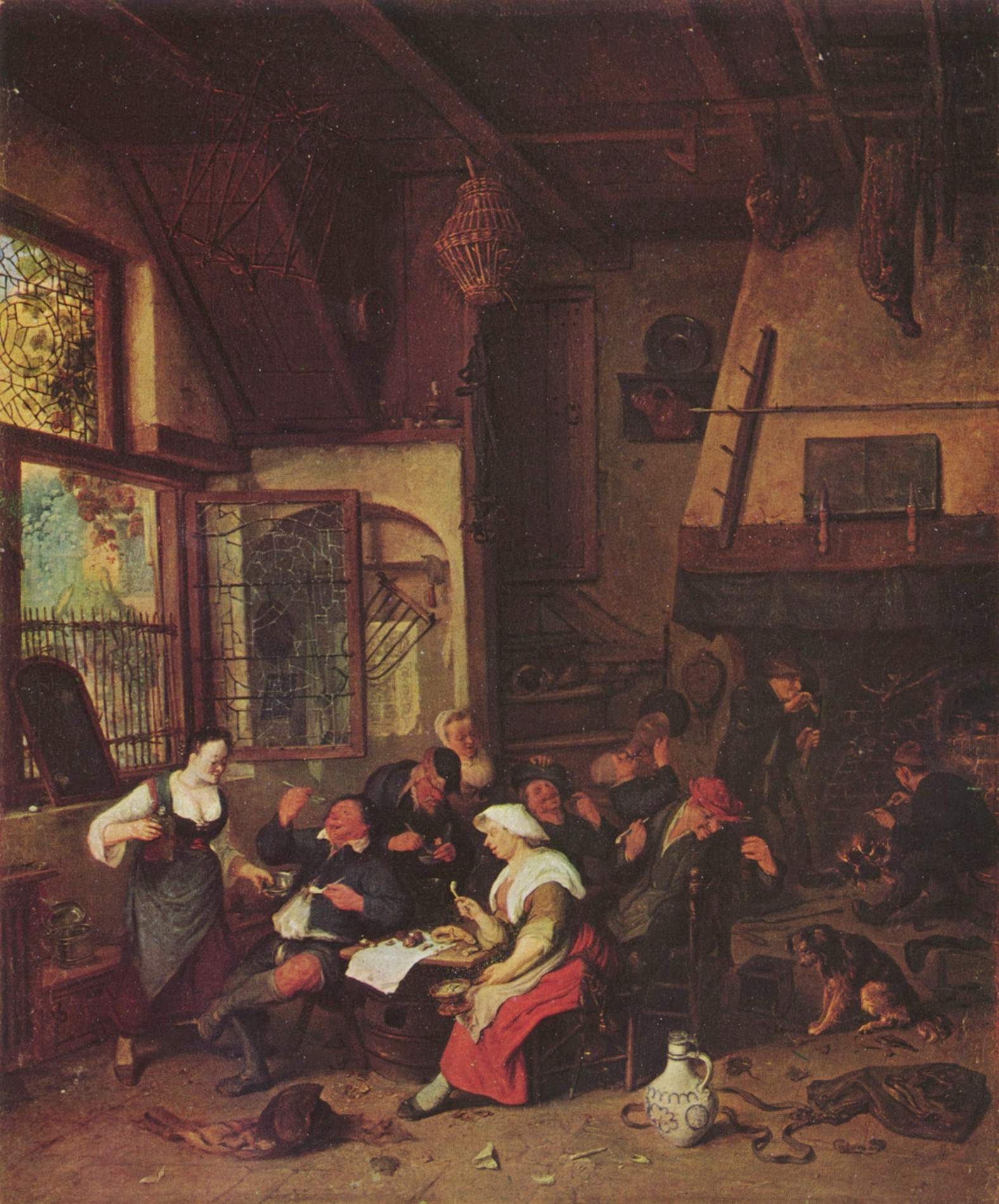
Cornelis Dusart, Escena de taverna
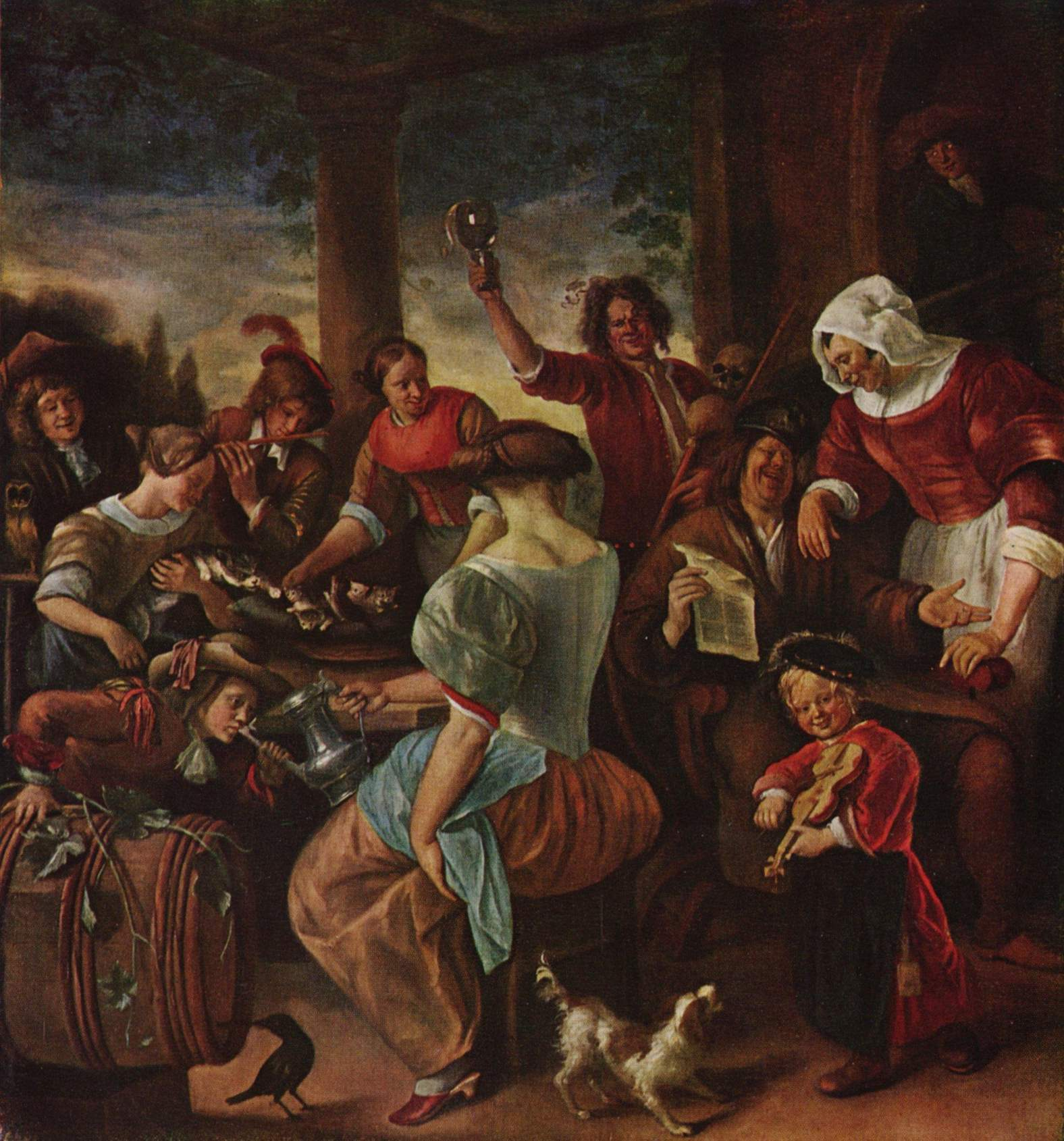
Jan Steen, Família de músics
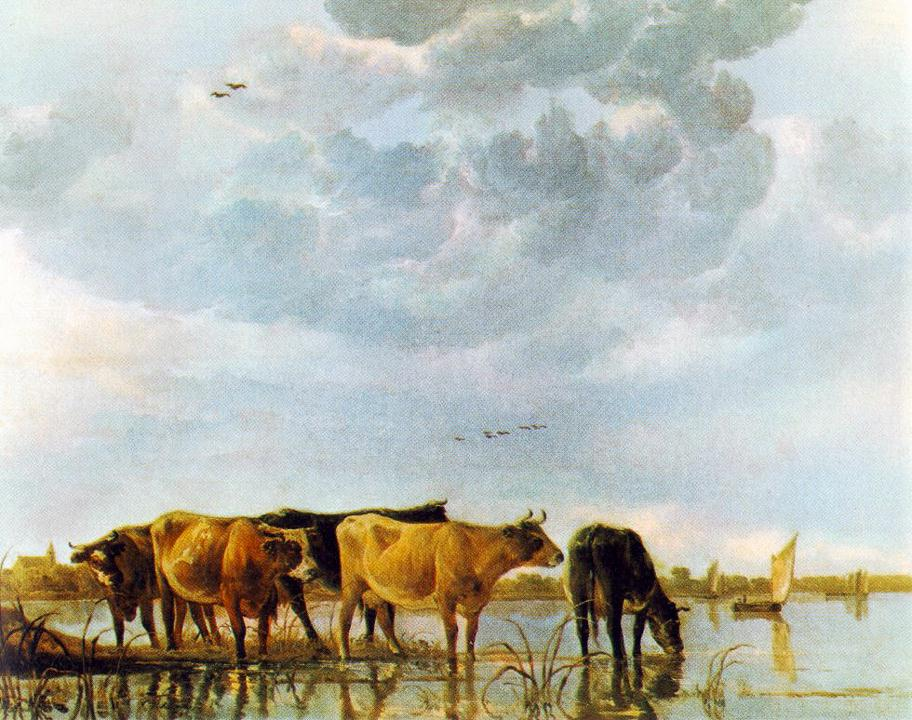
Aelbert Cuyp
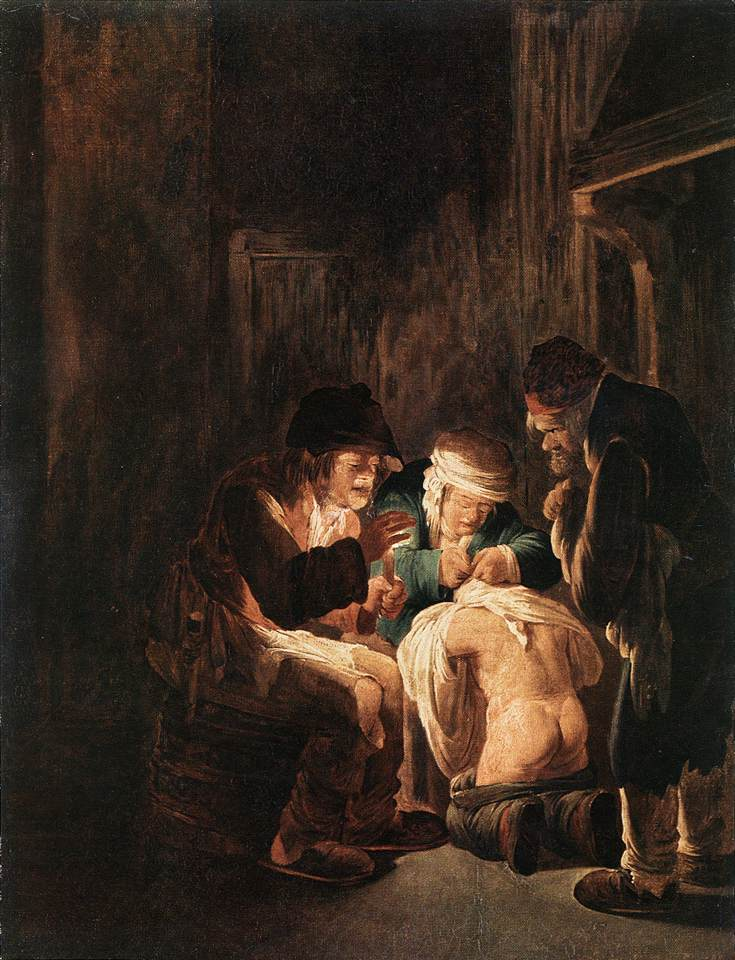
Andries Both
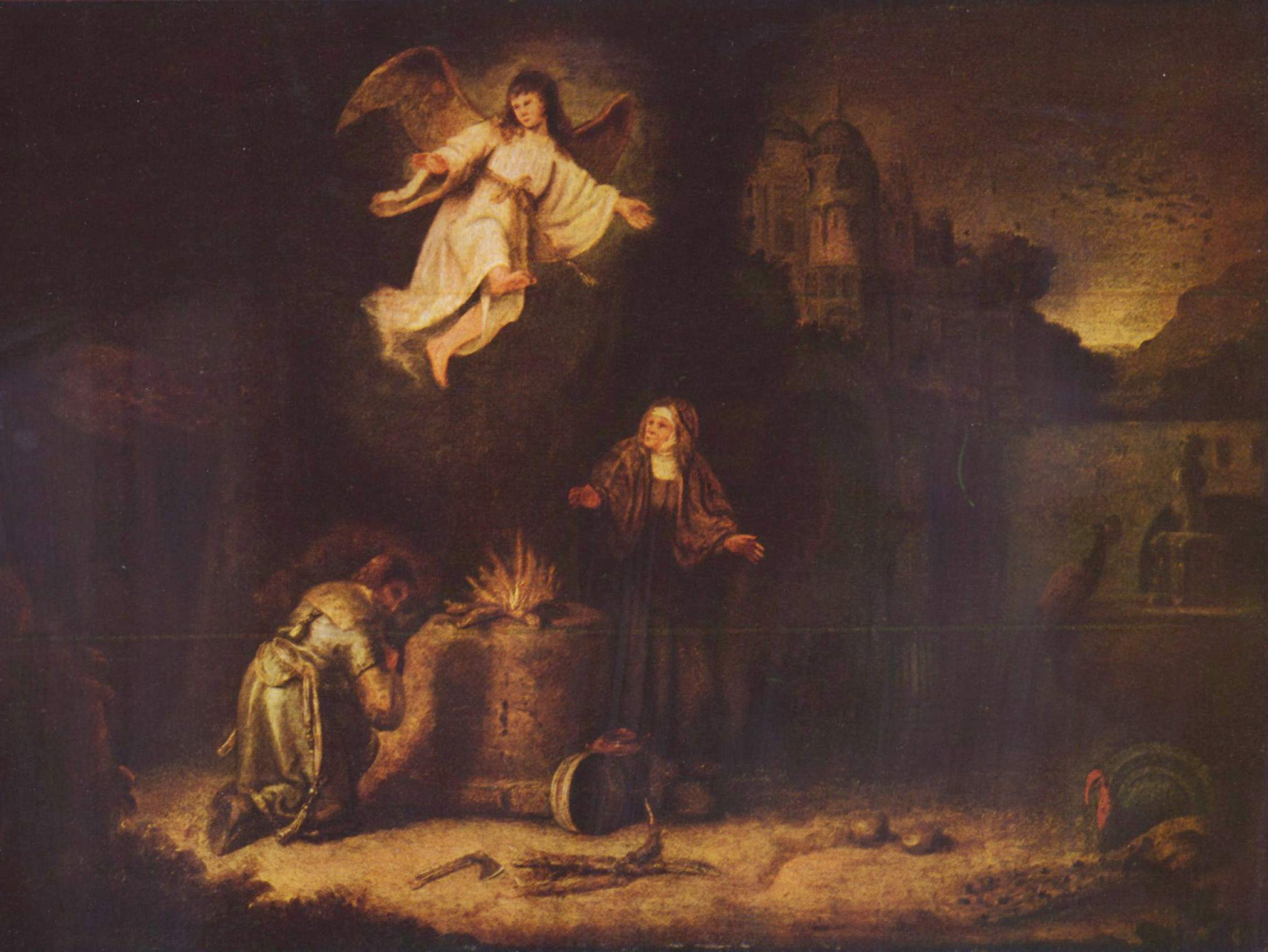
Govaert Flinck
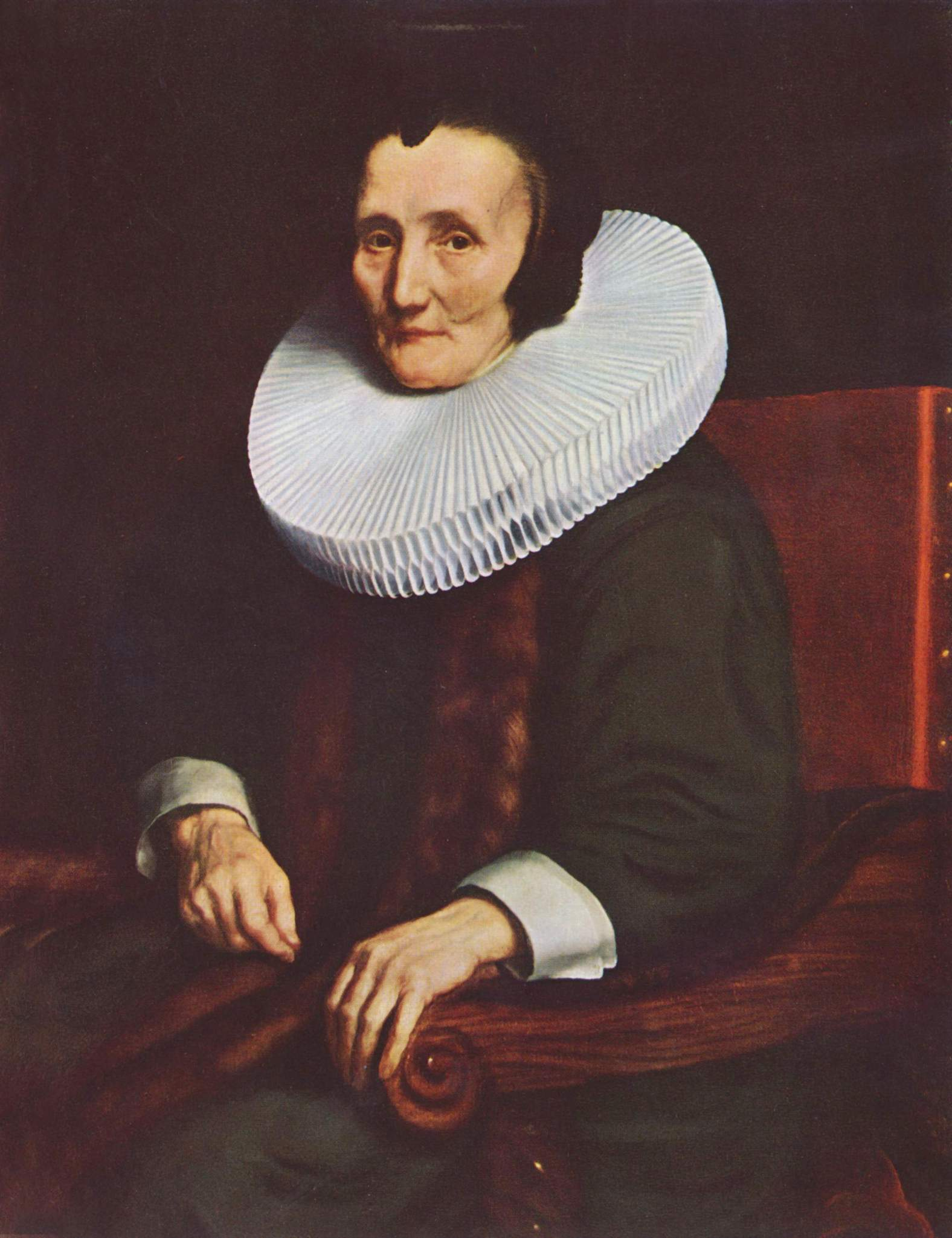
Nicolaes Maes
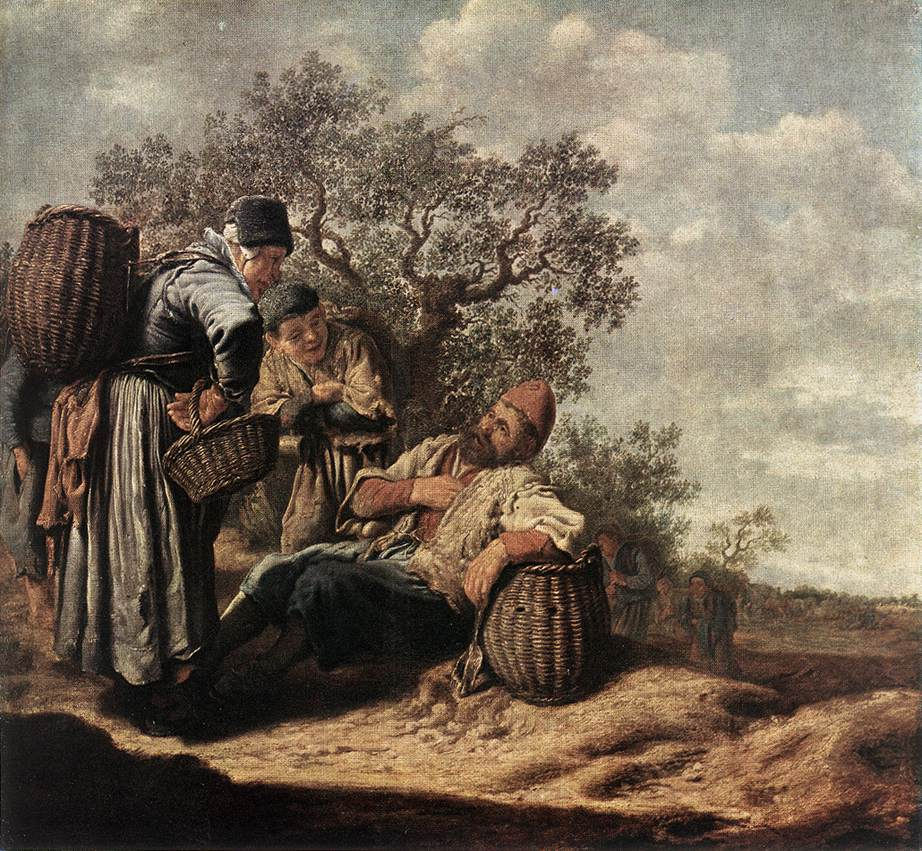
Pieter Molijn
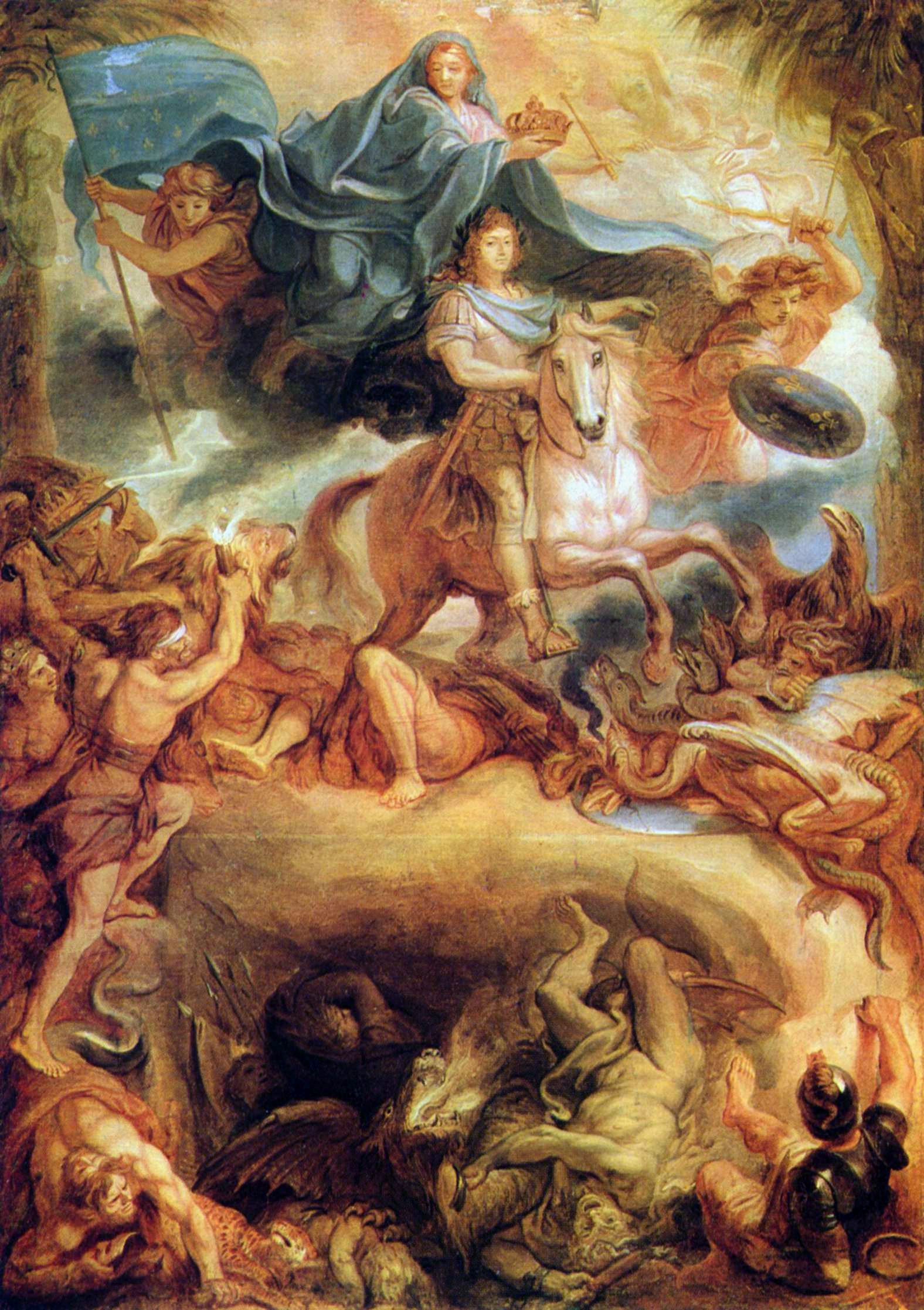
Charles Le Brun
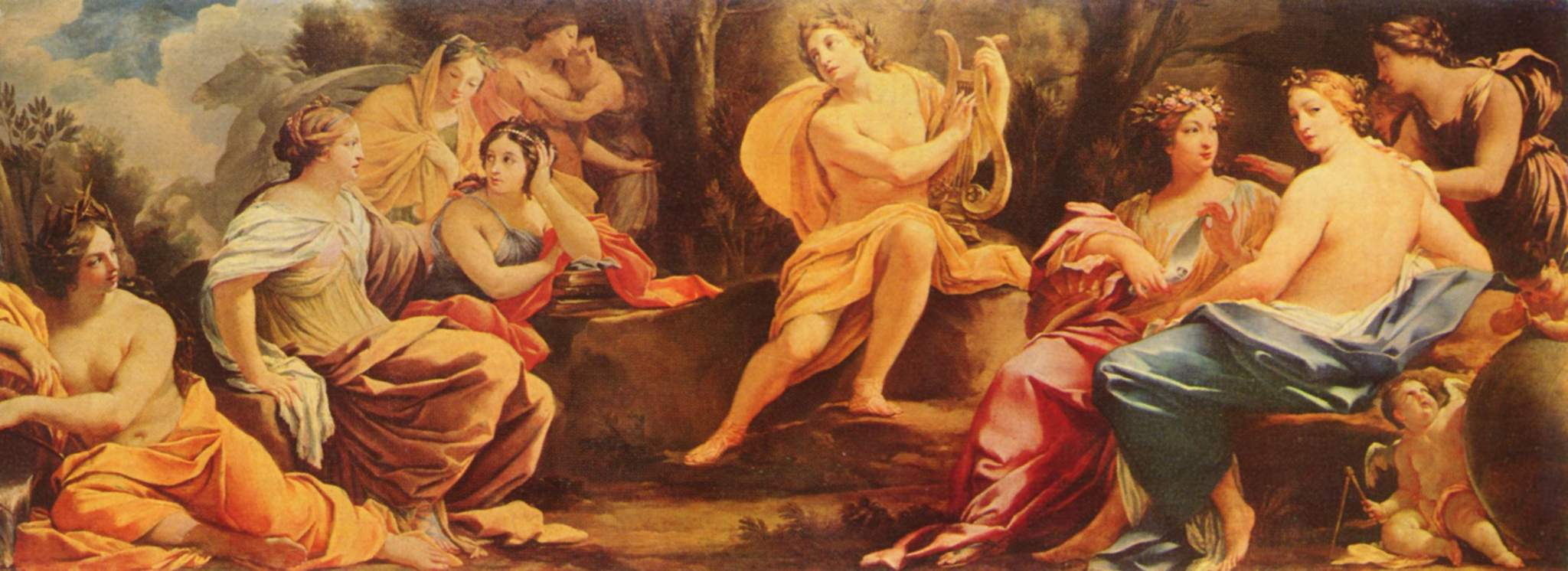
Simon Vouet
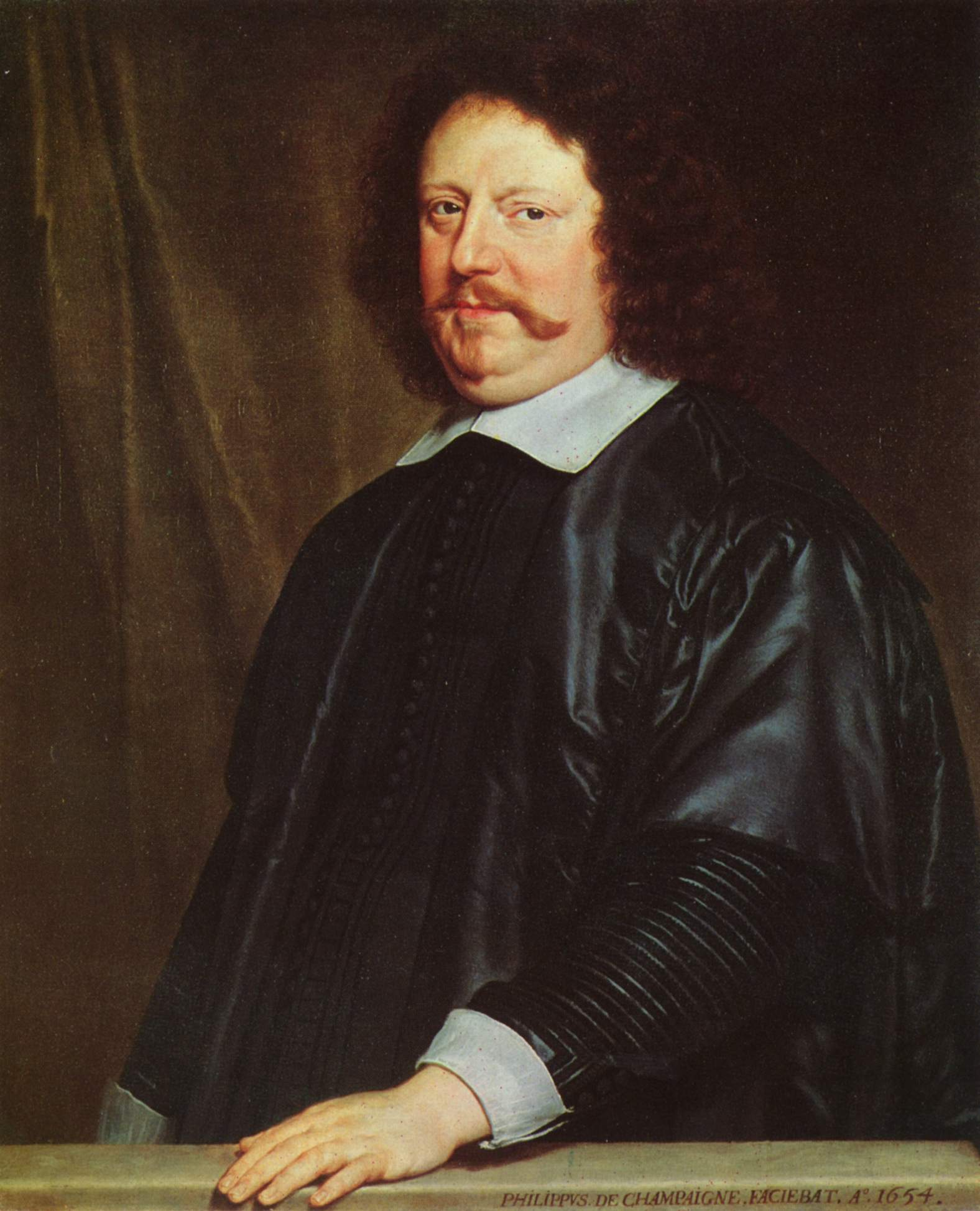
Philippe de Champaigne
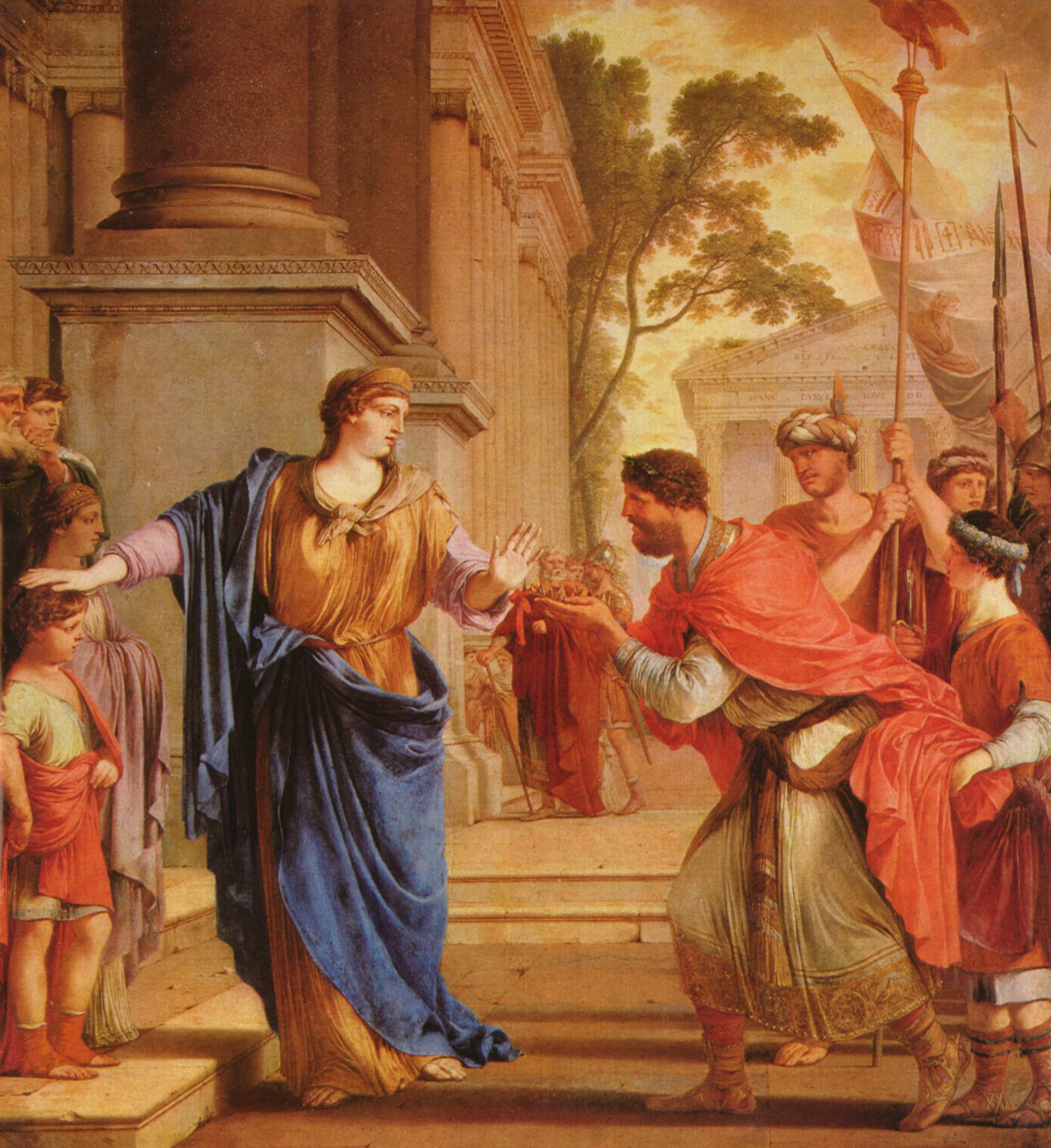
Laurent de La Hyre, Cornèlia rebutjant la corona dels ptolomeus
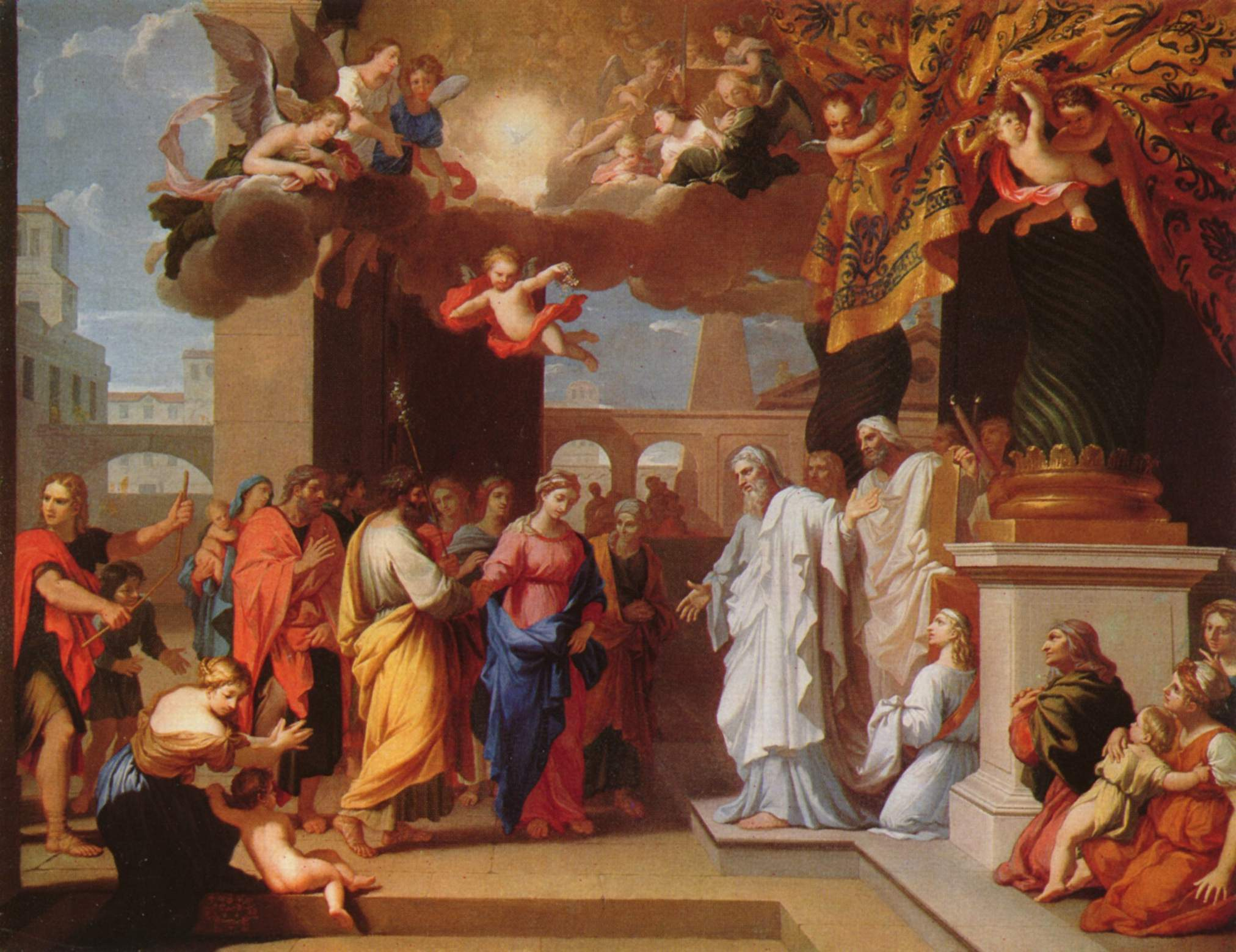
Jacques Stella
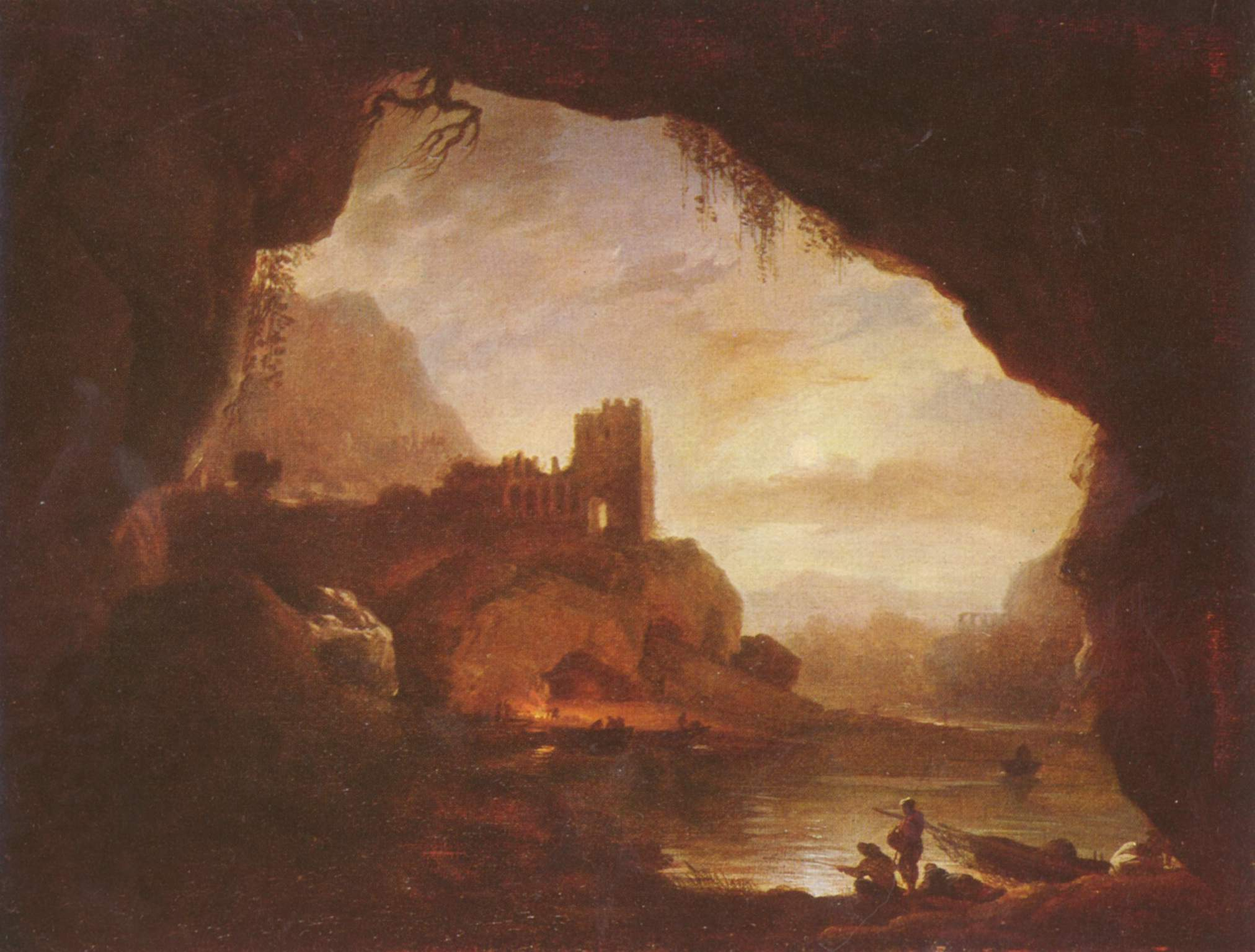
Claude-Joseph Vernet
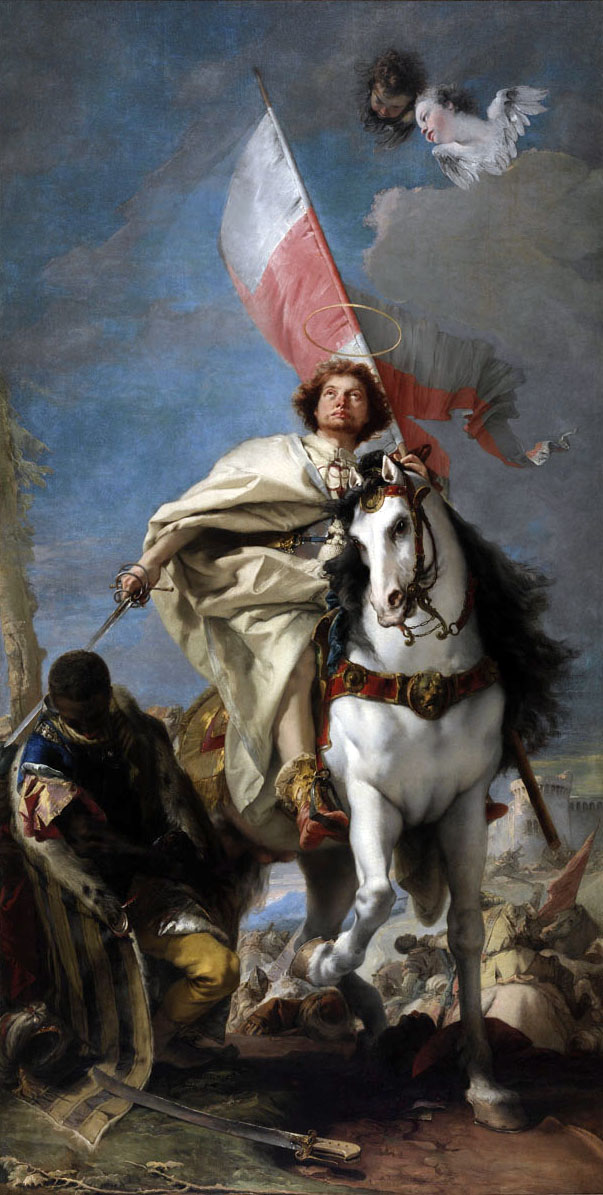
Giambattista Tiepolo, Sant Jaume el Major derrotant els moros
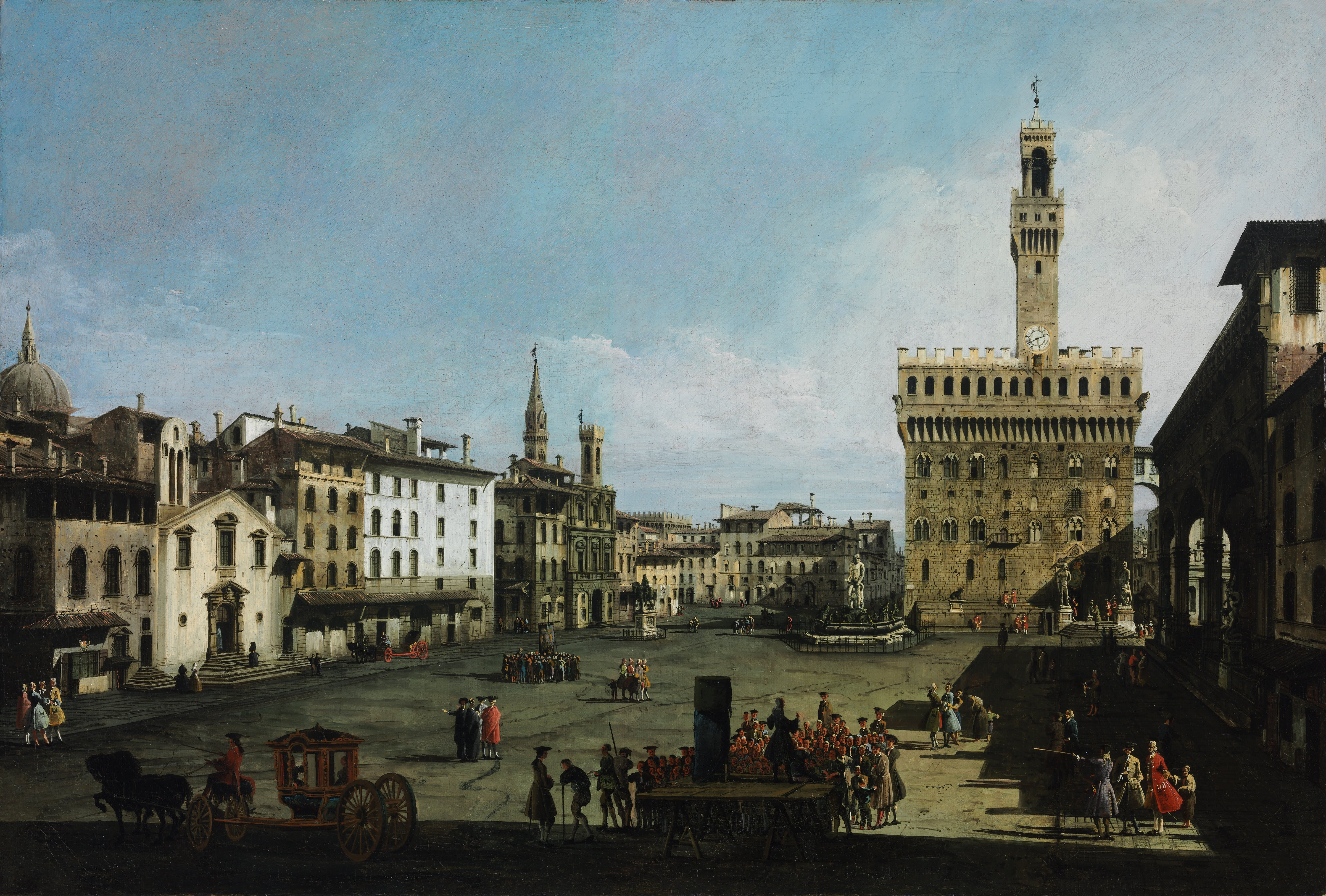
Bernardo Bellotto
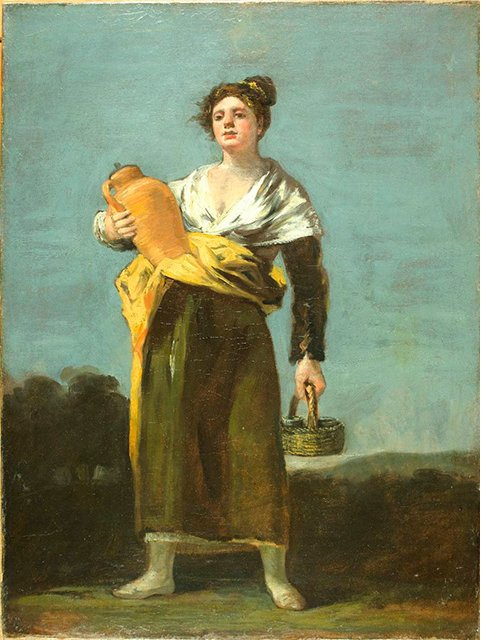
Goya, L'aiguadora
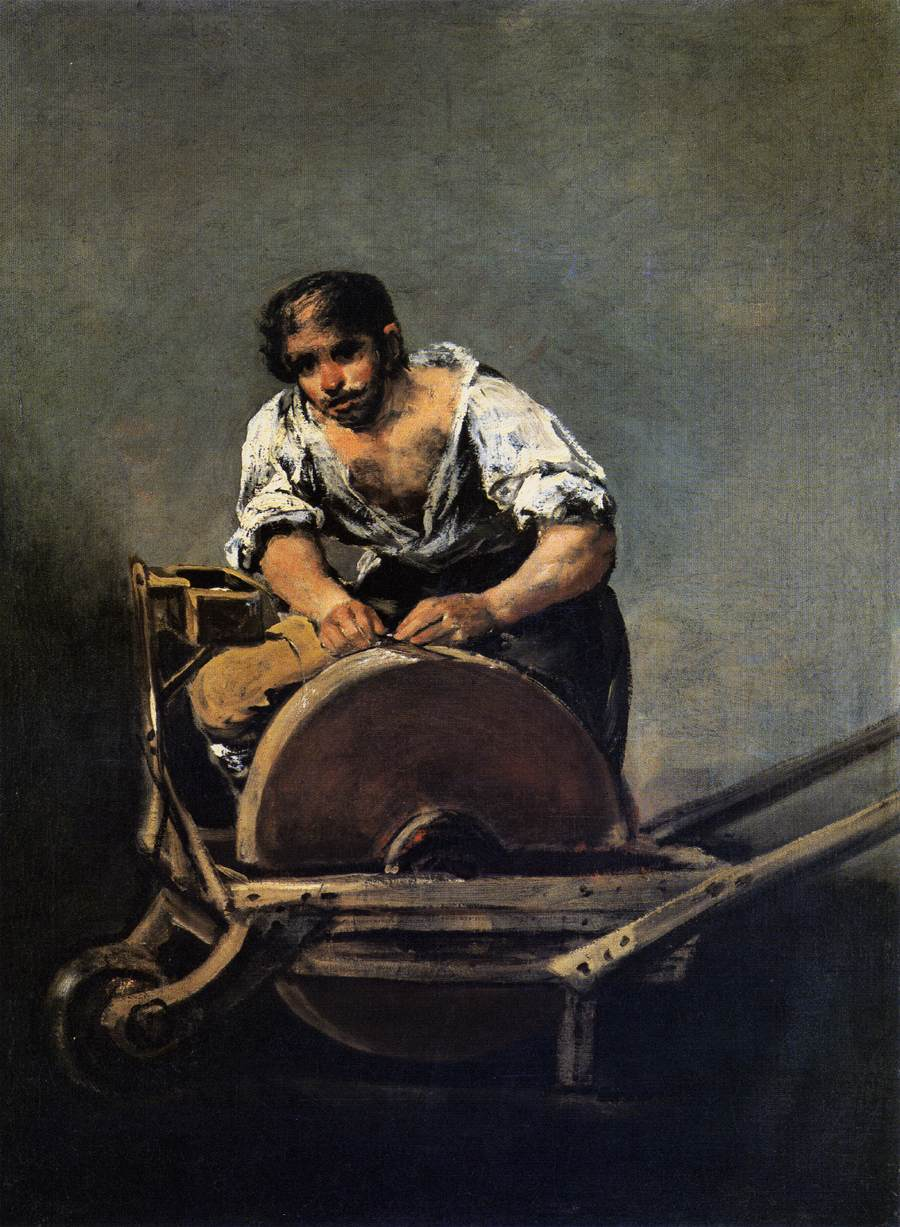
Goya, L'esmolador
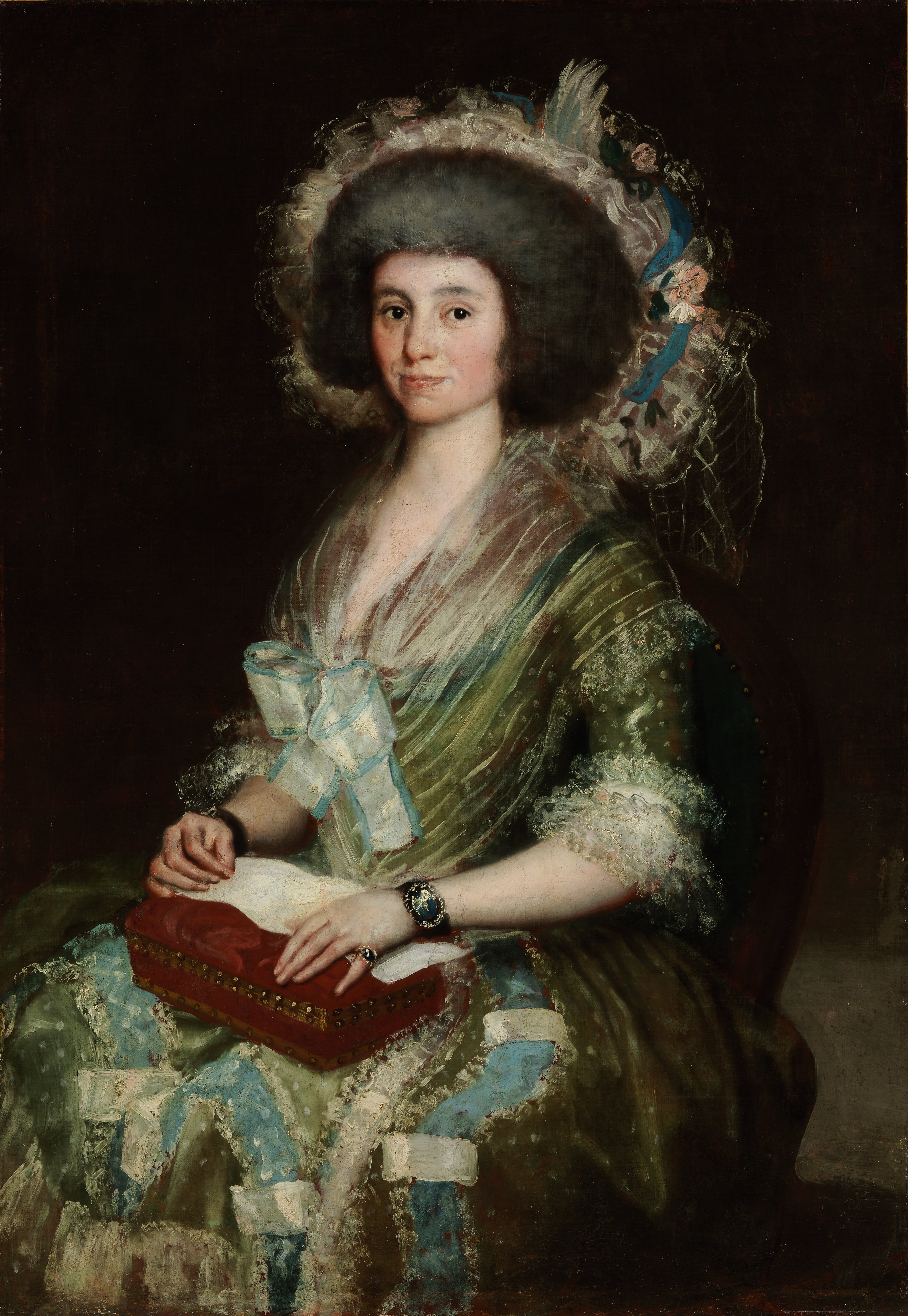
Goya, Retrat de l'esposa de Ceán Bermúdez
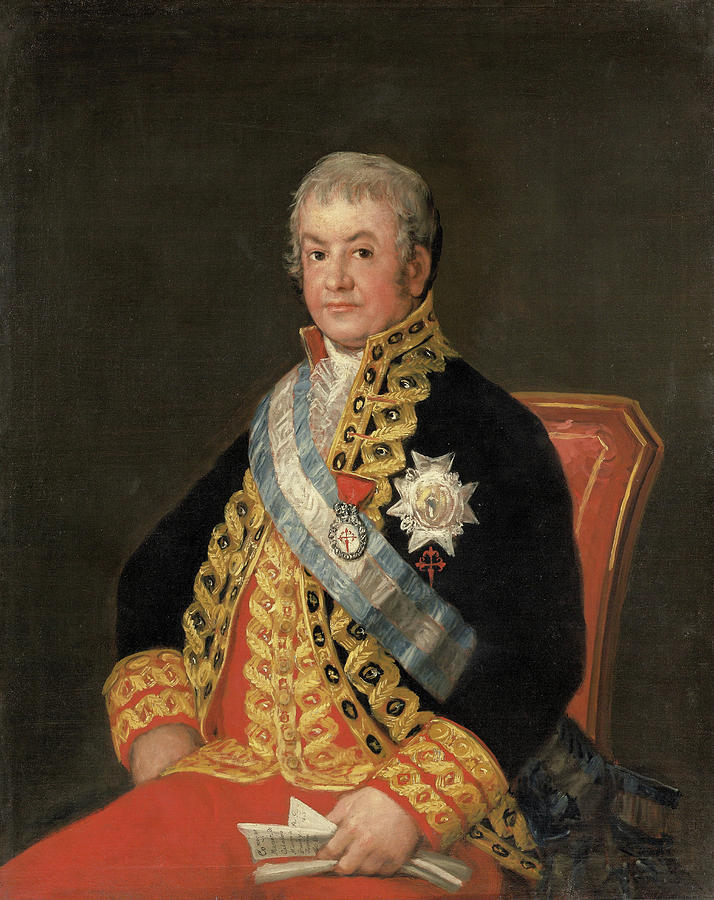
Goya, Retrat de J.A. Marqués Caballero
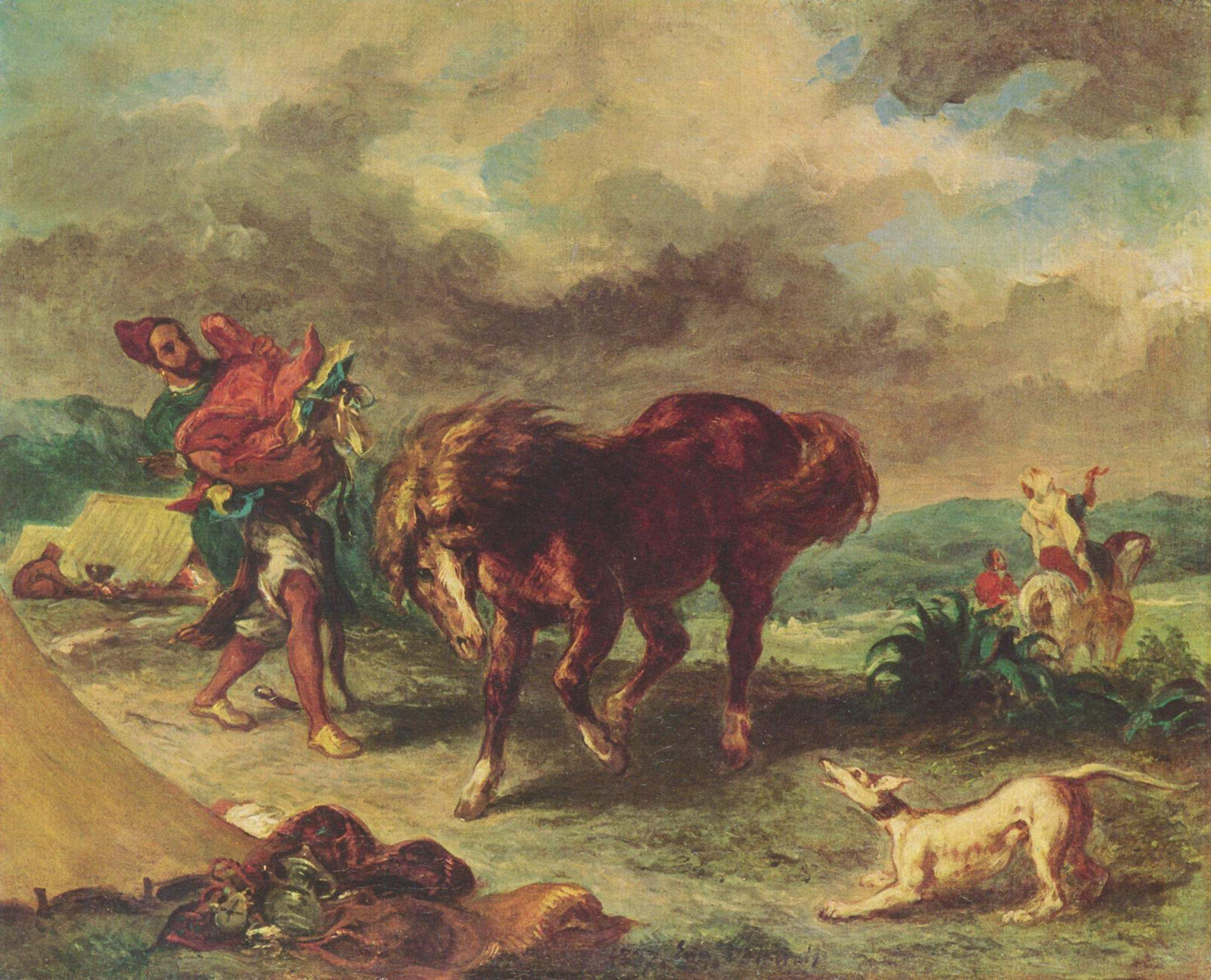
Delacroix
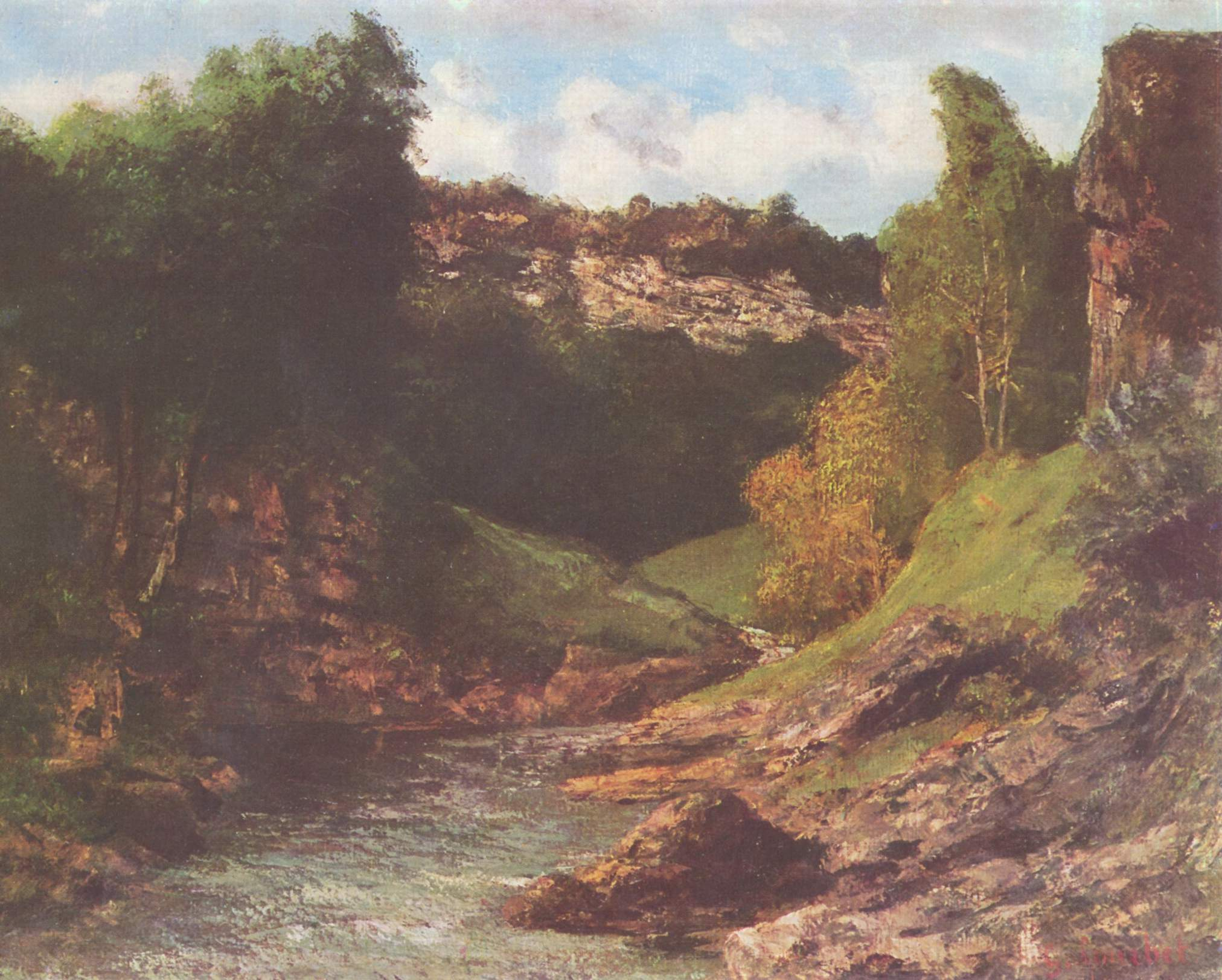
Gustave Courbet
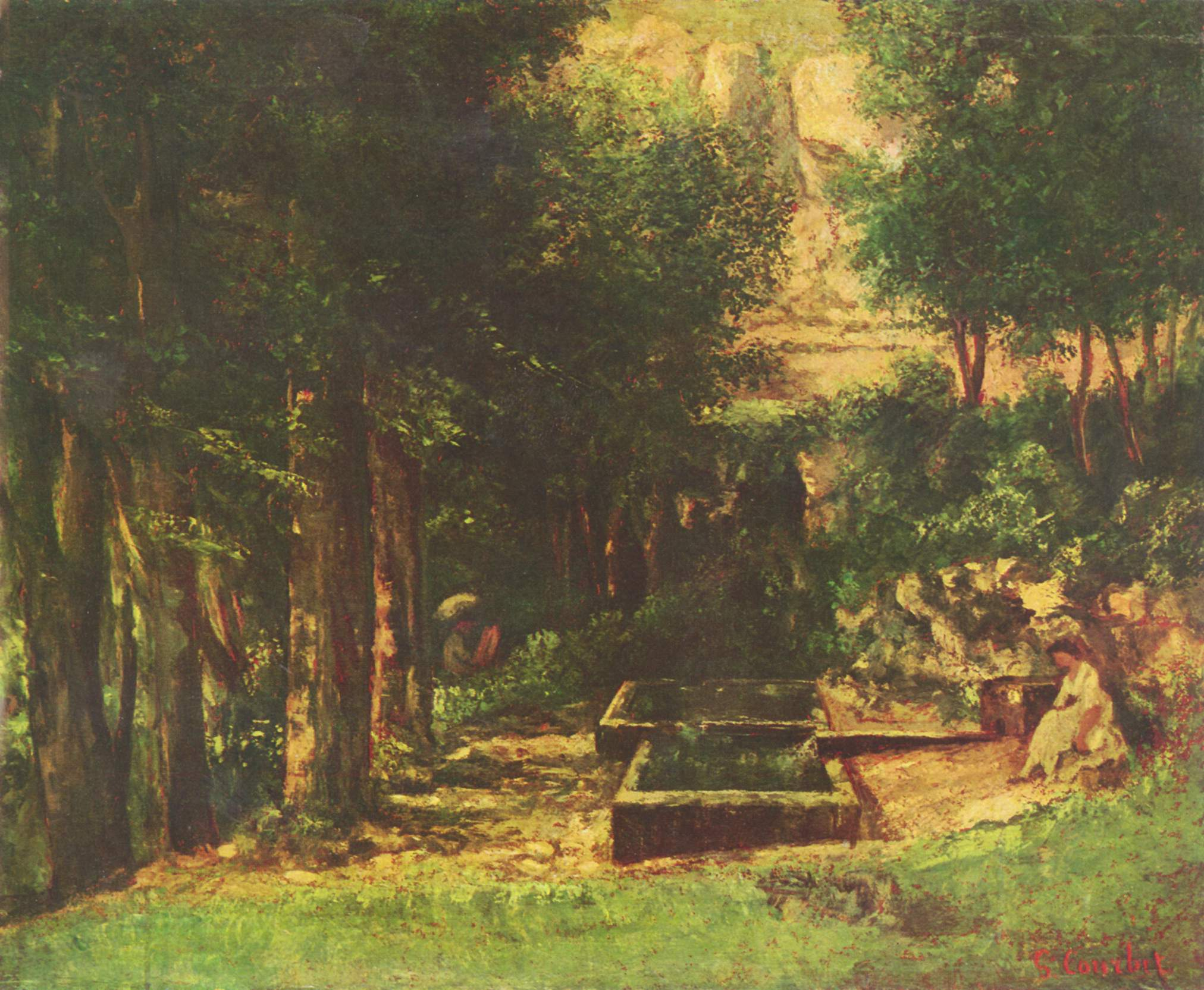
Gustave Courbet
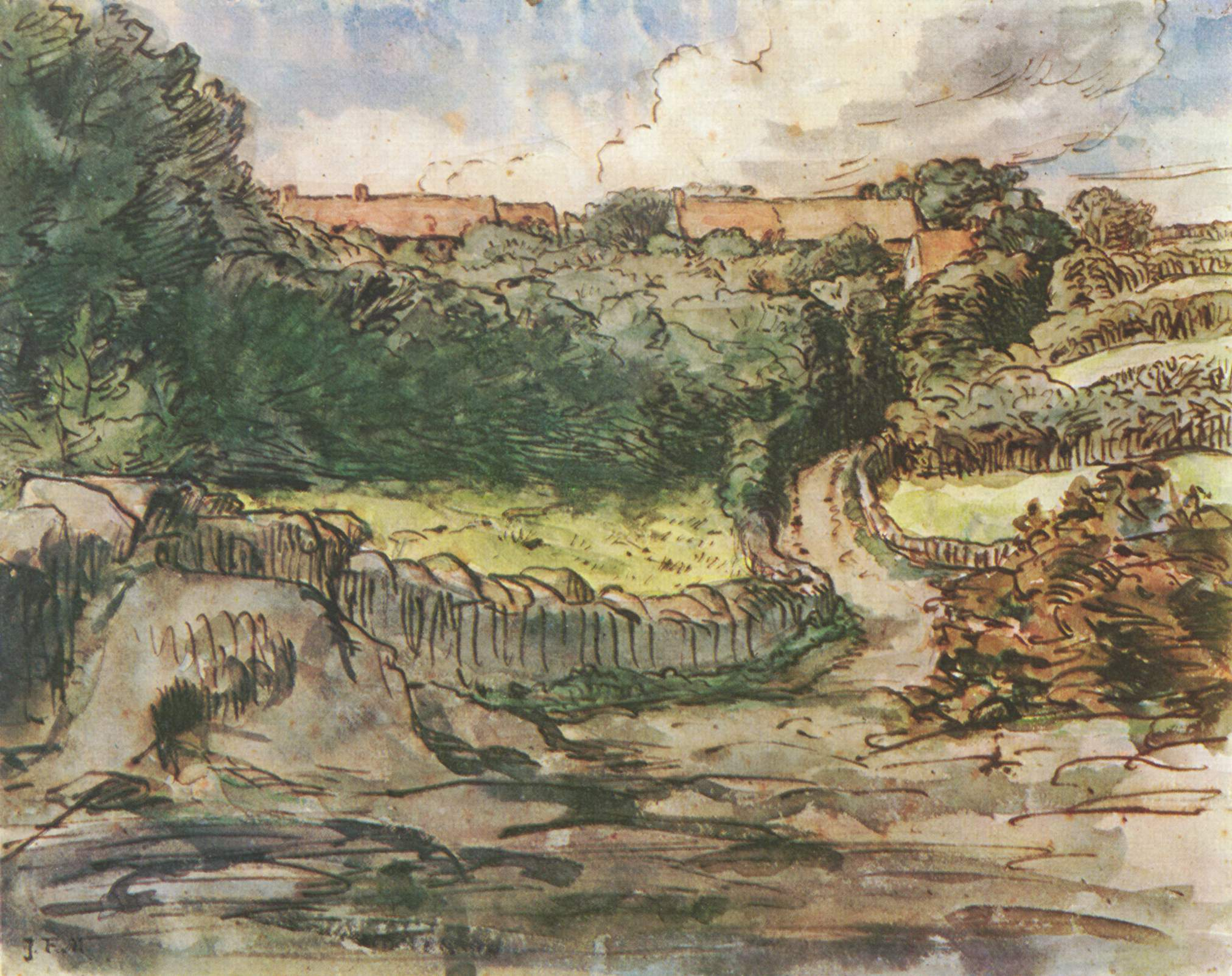
Jean-François Millet
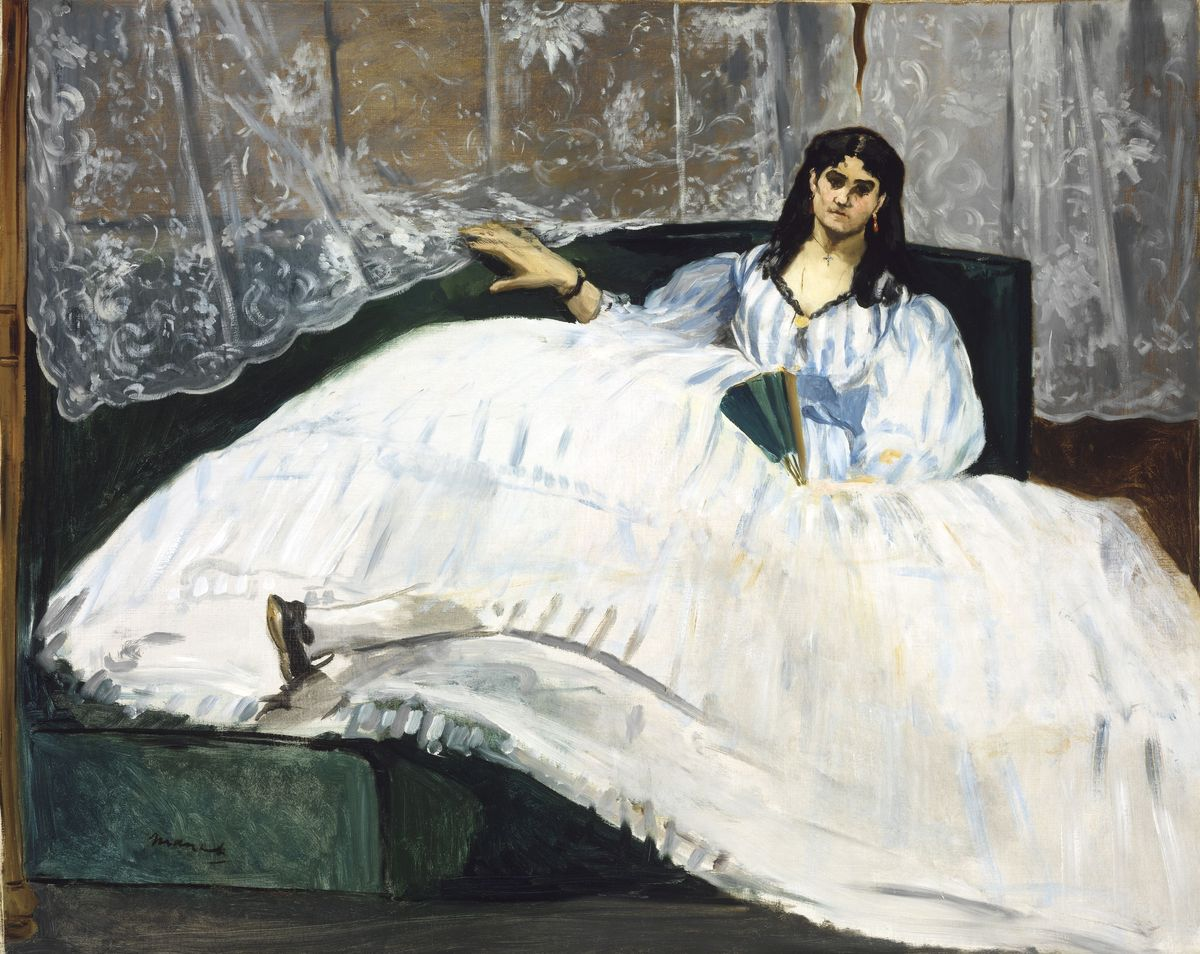
Manet
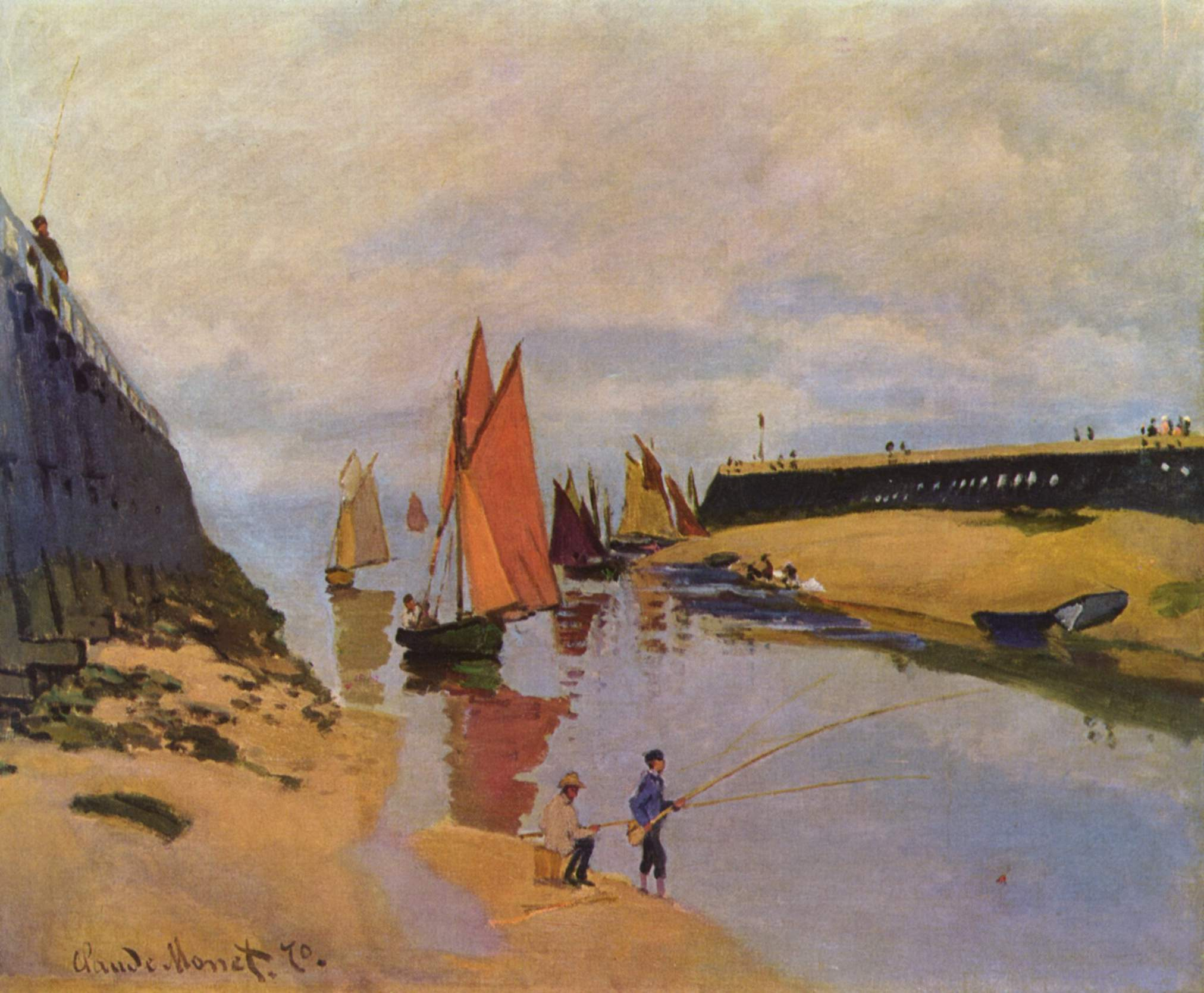
Claude Monet
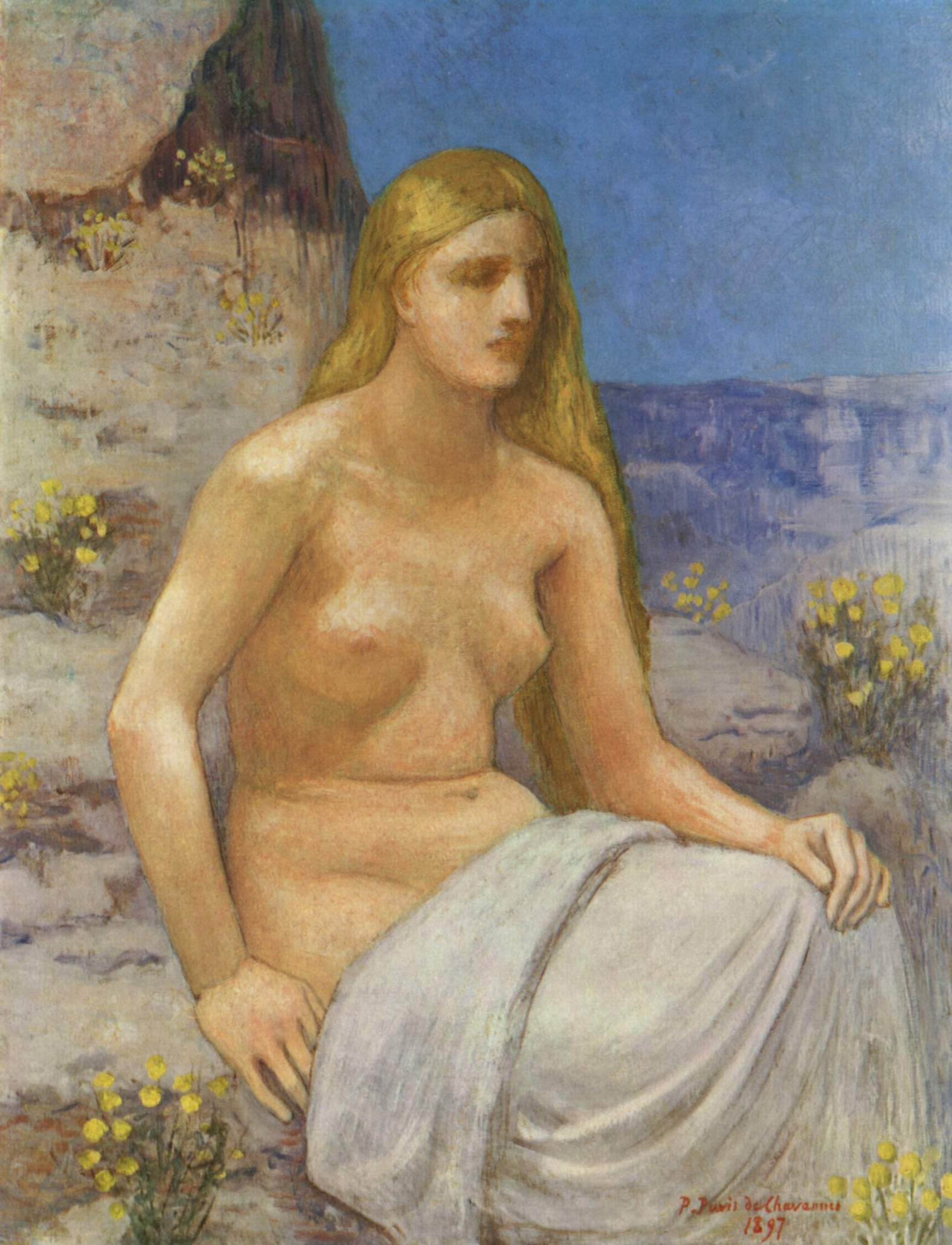
Puvis de Chavannes, La Magdalena
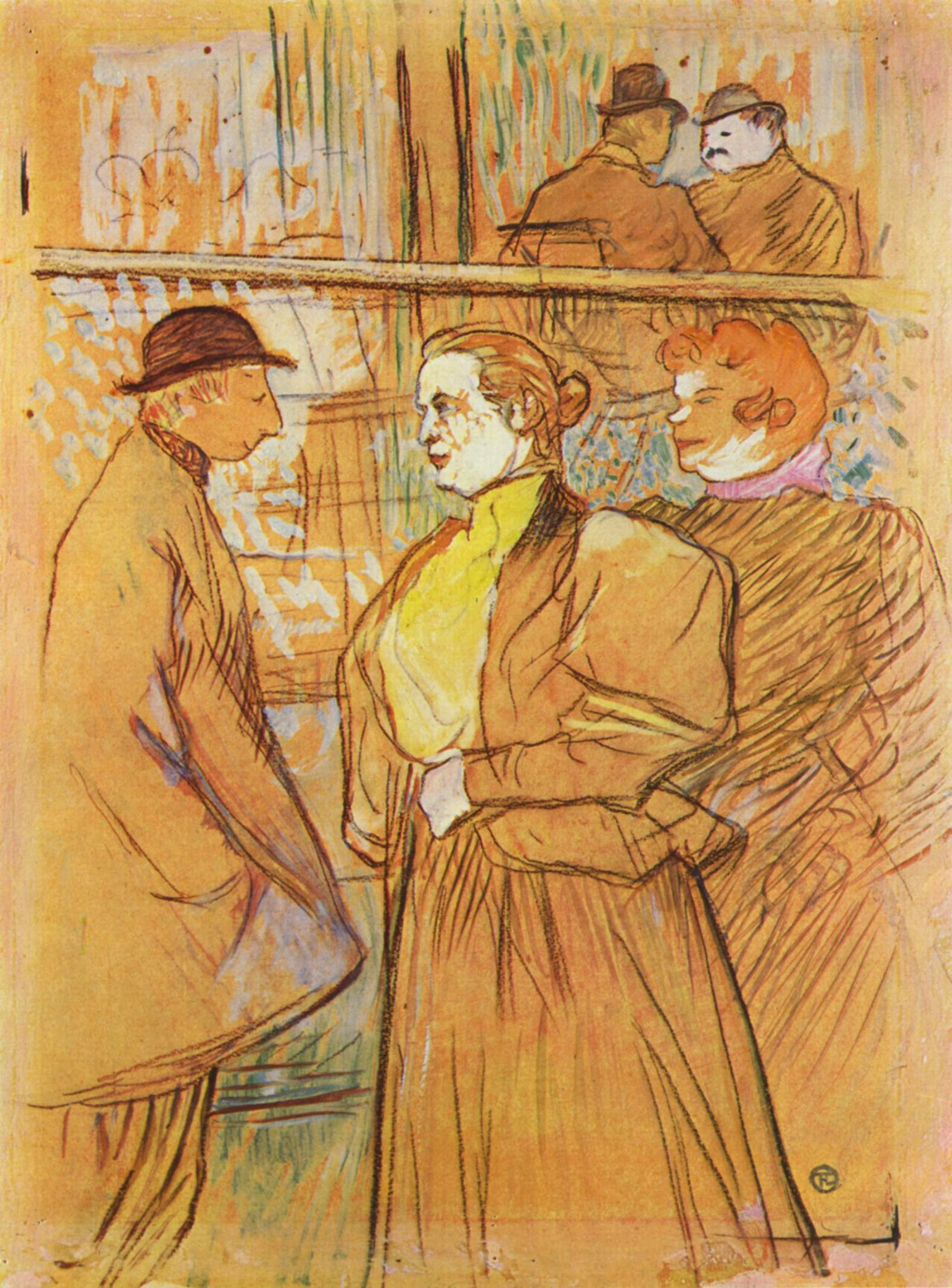
Toulouse-Lautrec
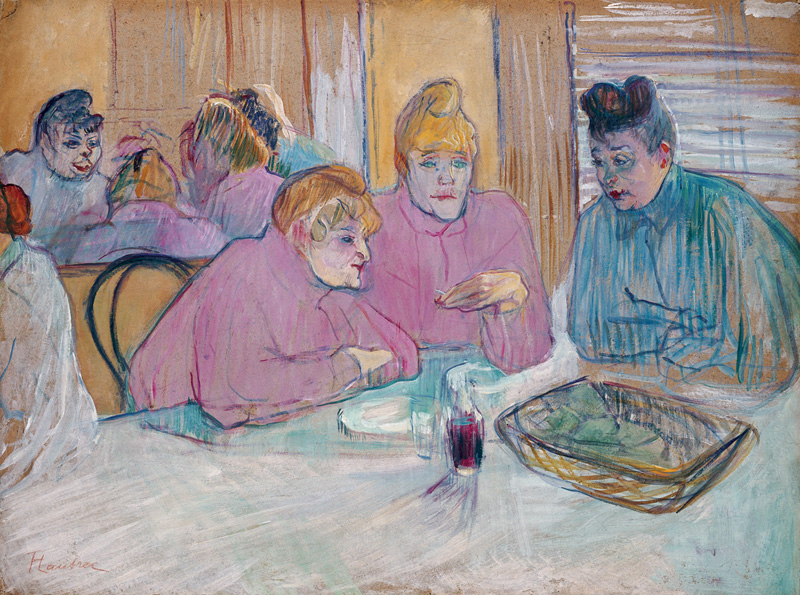
Toulouse-Lautrec
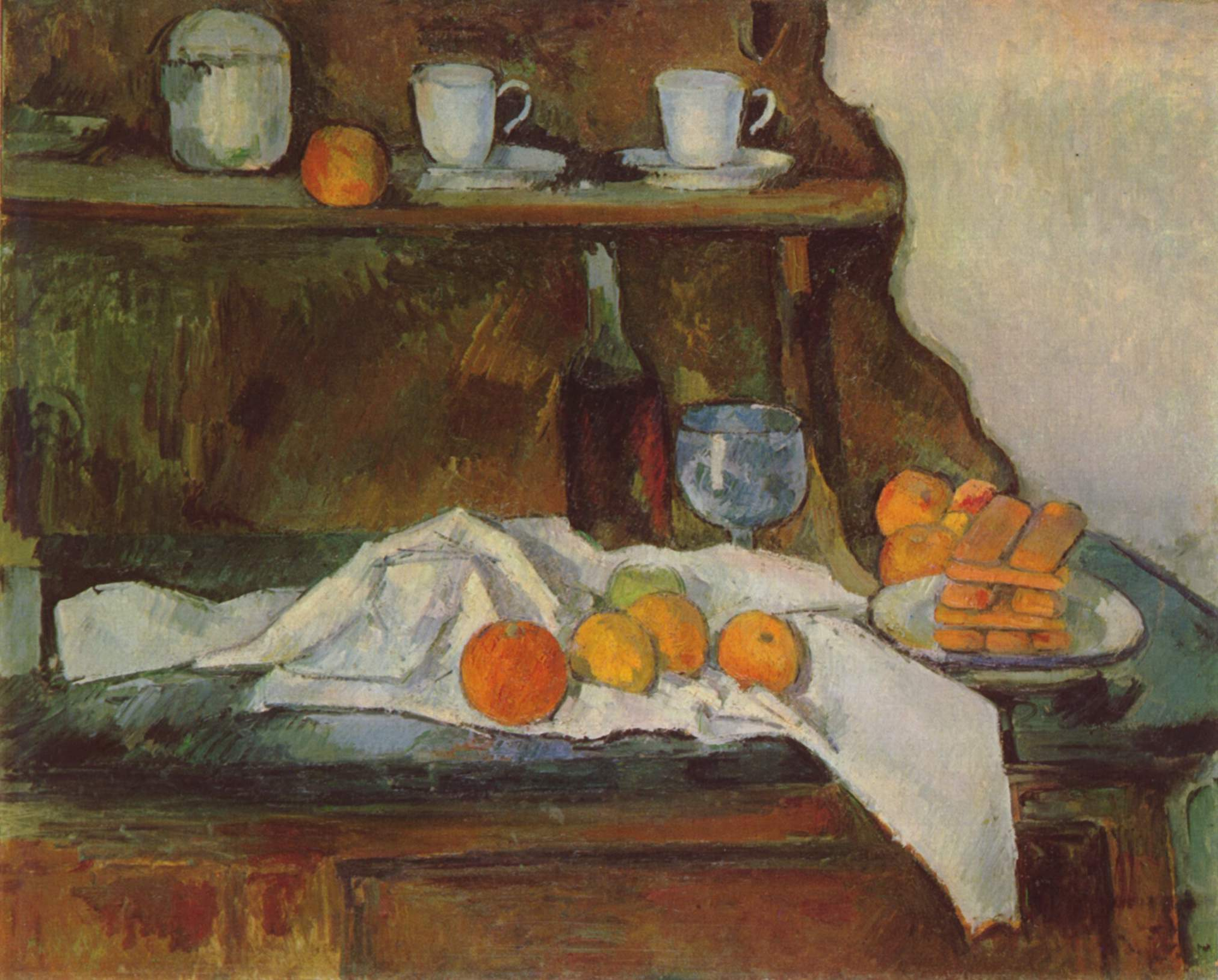
Cézanne, Bodegó
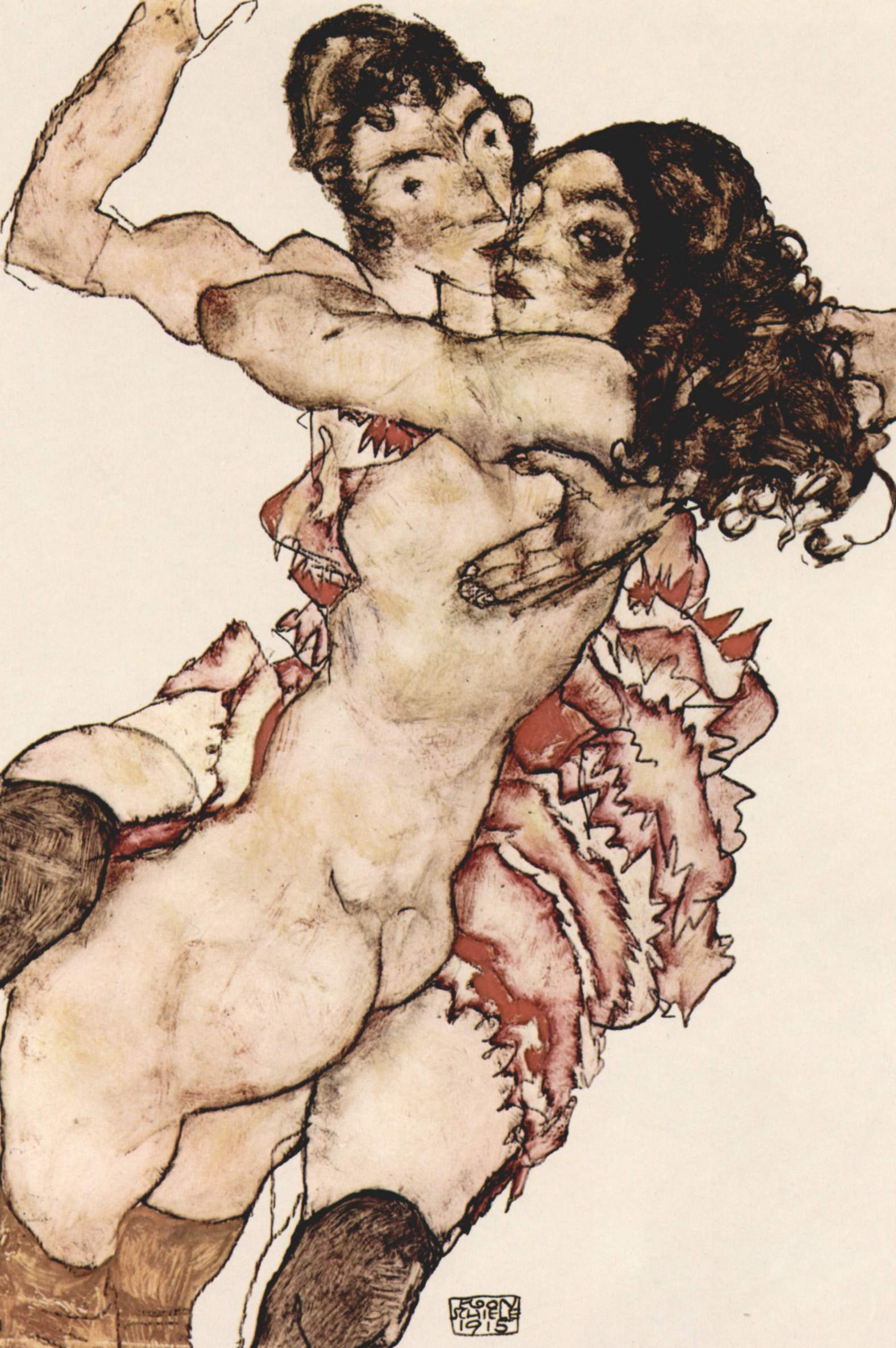
Egon Schiele, Parella (aquarel·la)